# Liste der Baudenkmäler in Ornbau
Auf dieser Seite sind die Baudenkmäler in der mittelfränkischen Stadt Ornbau zusammengestellt. Diese Tabelle ist eine Teilliste der Liste der Baudenkmäler in Bayern. Grundlage ist die Bayerische Denkmalliste, die auf Basis des Bayerischen Denkmalschutzgesetzes vom 1. Oktober 1973 erstmals erstellt wurde und seither durch das Bayerische Landesamt für Denkmalpflege geführt wird. Die folgenden Angaben ersetzen nicht die rechtsverbindliche Auskunft der Denkmalschutzbehörde.

## Ensembles

### Ensemble Altstadt Ornbau

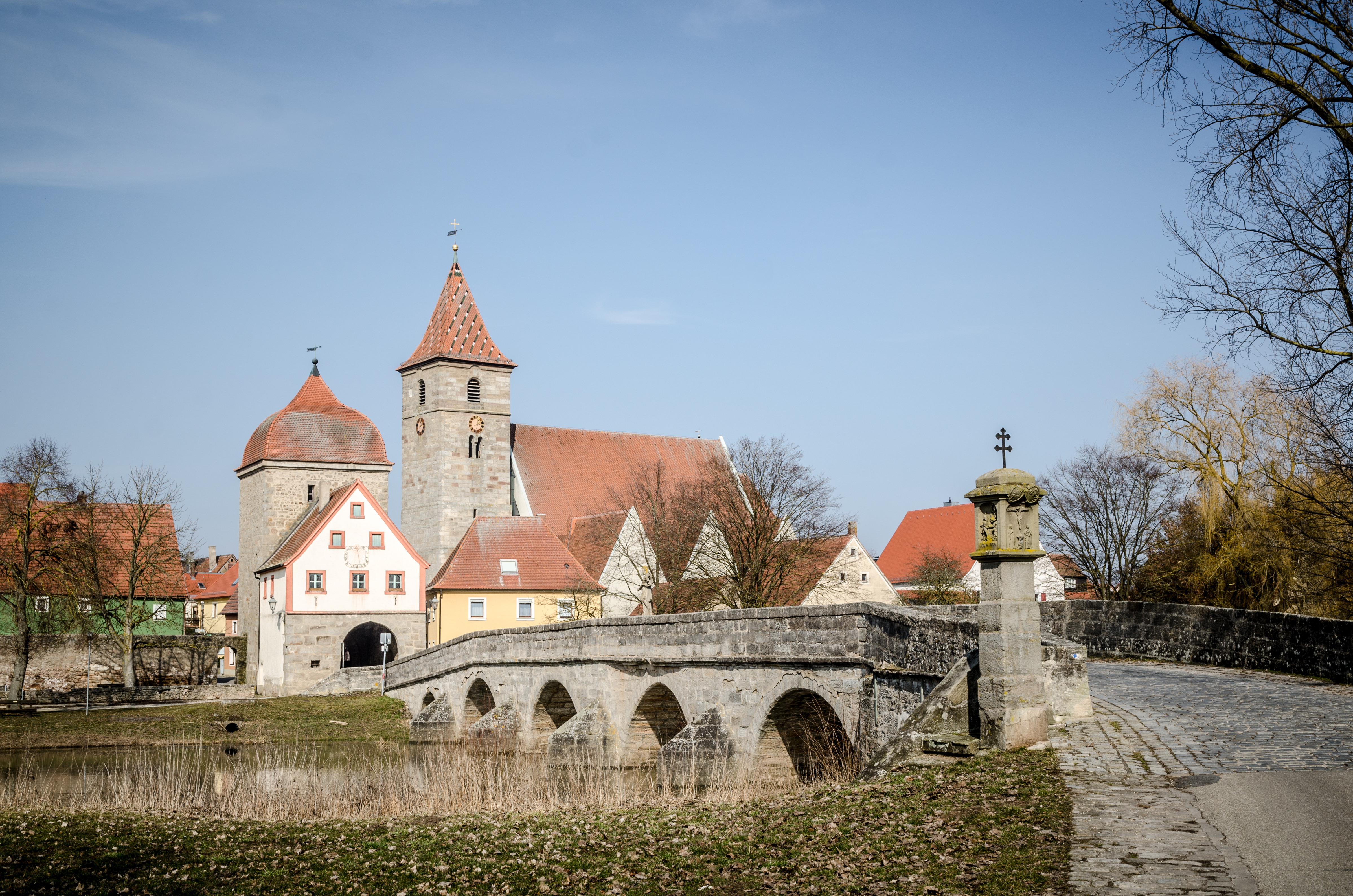
Ornbau: Unteres Tor, Altmühlbrücke und kath. Pfarrkirche

Das Ensemble umfasst die stark befestigte mittelalterliche Zwergstadt Ornbau an der Altmühl, ehemals als Mittelpunkt der bischöflich-eichstättischen Exklave Ornbau-Arberg Sitz eines eichstättischen Oberamts und eine der vier eichstättischen Hauptzollstationen. Der Stadtgrundriss ähnelt in Umrissform, Zweitorigkeit und Gassenschema dem der benachbarten Städte Wolframs-Eschenbach und Windsbach und dürfte wie diese auf das 13. Jahrhundert zurückgehen, die Zeit, in der in Ornbau ein erster starker Befestigungsring der als Schirmvögte fungierenden Grafen von Öttingen auf kaiserlichen Befehl wieder zerstört werden musste. Der bestehende Befestigungsring entstammt der zweiten Hälfte des 15. Jahrhunderts. Der ursprüngliche Stadtgrundriss mit seiner marktartig breiten, gekurvt von Tor zu Tor führenden Hauptstraße und den beiden locker bebauten Nebengassen an den Rückseiten der tiefen Grundstücke der Hauptstraße (Klosterstraße, ehemals Kirchgasse) wurde nach einem Brand von 1633 durch den geschlossen traufseitigen, repräsentativen Ausbau der Kirchgasse umgeformt zu einem jetzt „Altstadt“ genannten Straßendreieck im Stadtinneren. Auch an der alten Hauptstraße ist die ursprünglich giebelseitige Bebauung im 18. Jahrhundert großenteils traufseitig verändert worden. Das Straßenbild wird bestimmt durch breit gelagerte zweigeschossige verputzte Walmdachbauten vorwiegend des 18. Jahrhunderts. Der Stadt zugehörig ist der Altmühlbereich vor der mächtigen Flussfront der Stadtbefestigung mit der gewölbten vierbogigen Altmühlbrücke vor dem Unteren Torturm sowie der Gebäudegruppe der ehemaligen Gerbermühle. Die Stadt erfuhr durch die 1966/67 erfolgte Ersetzung des ehemals ihre Silhouette beherrschenden Langhauses der Stadtpfarrkirche durch einen Neubau in Glas und Beton sowie durch einige Neubauten empfindliche Störungen. Aktennummer: E-5-71-189-1.

## Stadtbefestigung mit Zwinger
Die erste Befestigungsanlage wurde um 1286 errichtet. Die Bischöfe von Eichstätt ließen nach 1317 die zweite Befestigungsanlage bauen. Die dritte Befestigungsanlage ließ Fürstbischof Wilhelm von Reichenau ab 1464 auf Grundlage des 13. und 14. Jahrhunderts ausgebaut und im 18. Jahrhundert wiederhergestellt.
Die Stadtbefestigung von Ornbau umfasst in der heutigen Gestalt Mauern, Zwinger, Torburgen und Basteien in Bruch- und Quadersteinmauerwerk.
- Mauerzug der Westseite bis Oberes Tor, mit Unterer Bastei, Oberer Bastei und sogenannter Burg über Zwinger in den weitgehend samt Futtermauer erhaltenen Graben hineinragend
- Ehemalige Obere Torburg und Barbakane im Bereich der Altstadt 1, 2, 3, 4, sowie unteres Tor, Altstadt 23
- Unverbauter Mauerzug der Ostfront mit sogenanntem Bettelturm und Mauerdurchbruch mit sogenanntem Bettelsteg, zwischen Altstadt 4 und Hammerweg 10
- Zwinger der Ostfront, Mauerzug der Südfront zwischen Weißem Turm (bei Bischof-Gundekar-Str. 5) und vorgelagerter ehemaliger Bastei (Hammergasse 10), und von Unterem Tor bis Eckturm bei Klosterstraße 7 Aktennummer: D-5-71-189-1.

Beginnend am Unteren Tor sind im Uhrzeigersinn folgenden Objekte der Stadtbefestigung erhalten:
- Sogenanntes Unteres Tor (Altstadt 23) (Lage), Torturm, Turmbau aus Sandsteinquadermauerwerk mit spitzbogiger Durchfahrt und welscher Haube, spätes 15. Jahrhundert, Haube wohl 17. Jahrhundert, zugehörig Teile der mittelalterlichen Barbakane mit eingeschossigem Satteldachhaus als Aufbau. (Aktennummer D-5-71-189-19)

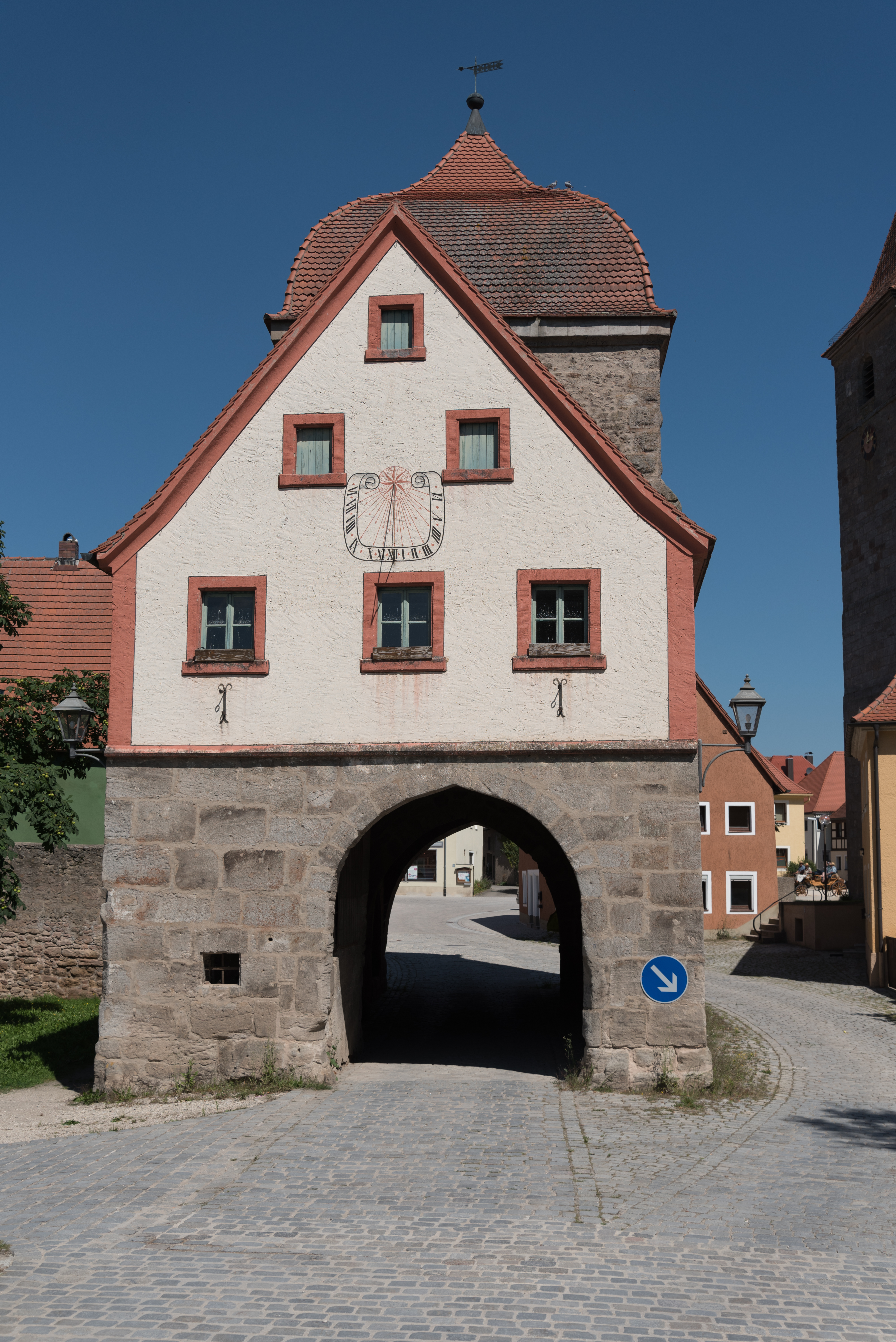
Unteres Tor, Feldseite weitere Bilder
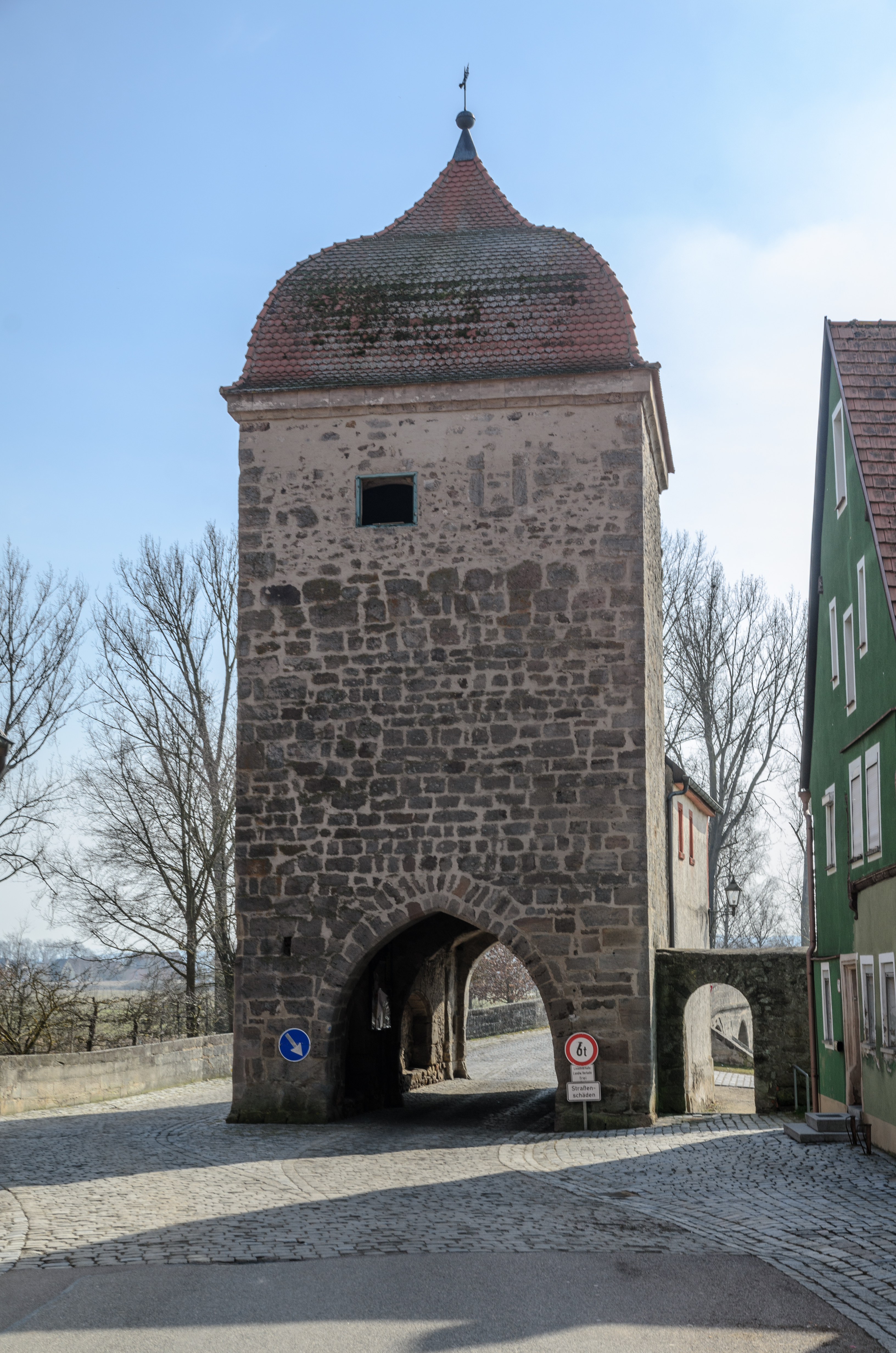
Unteres Tor, Stadtseite weitere Bilder
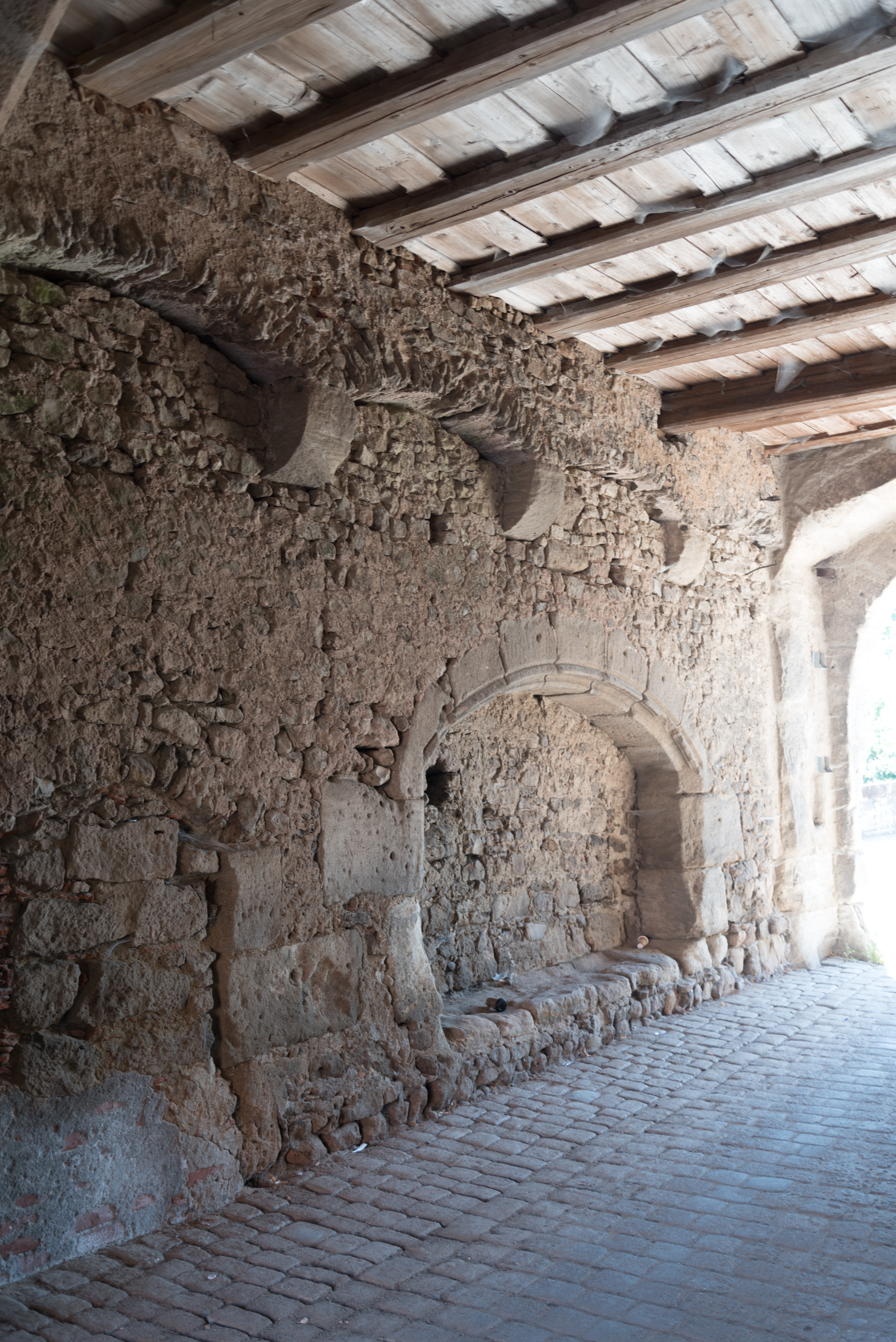
Unteres Tor, Durchfahrt Ostseite weitere Bilder
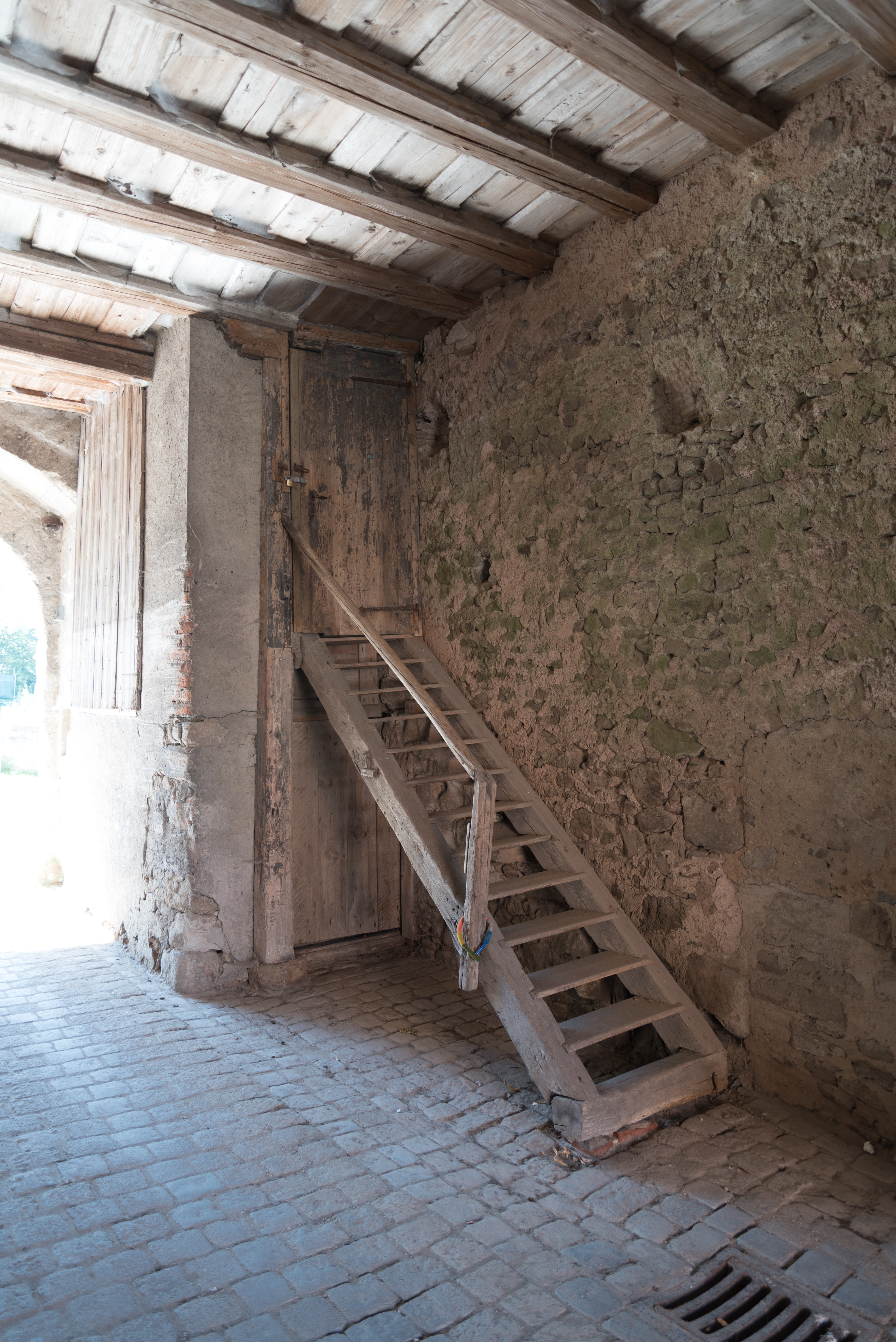
Unteres Tor, Durchfahrt Westseite weitere Bilder
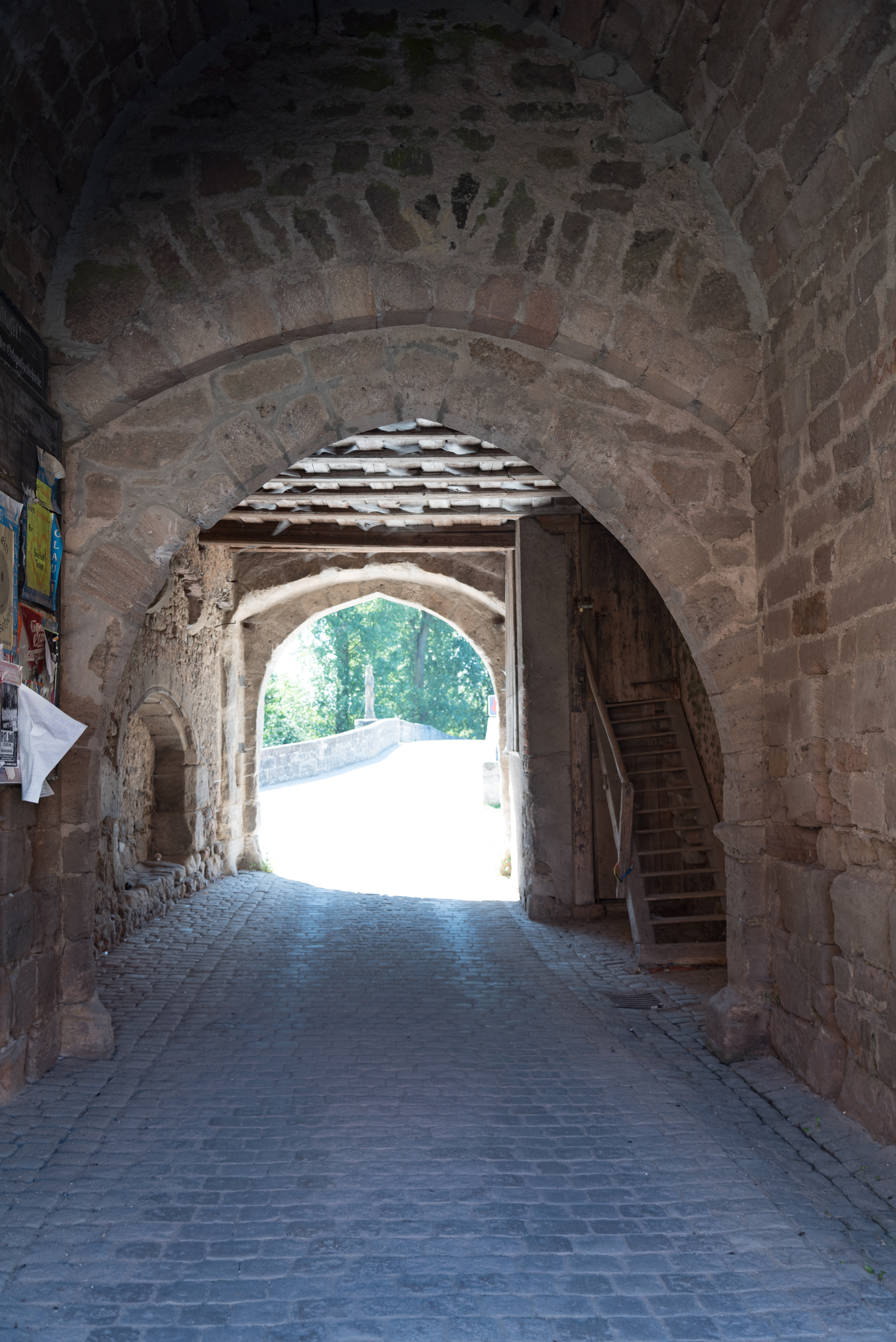
Unteres Tor, Durchfahrt Ansicht nach Süden weitere Bilder

- Südwestlicher Mauerzug bei Altstadt 22 (Lage) (D-5-71-189-18), Klosterstraße 2 (Lage) (D-5-71-189-47), 4 (Lage) (D-5-71-189-1)
- Südwestecke der Stadtbefestigung, Turm 15. Jahrhundert bei Klosterstraße 8 (Lage) (D-5-71-189-50)

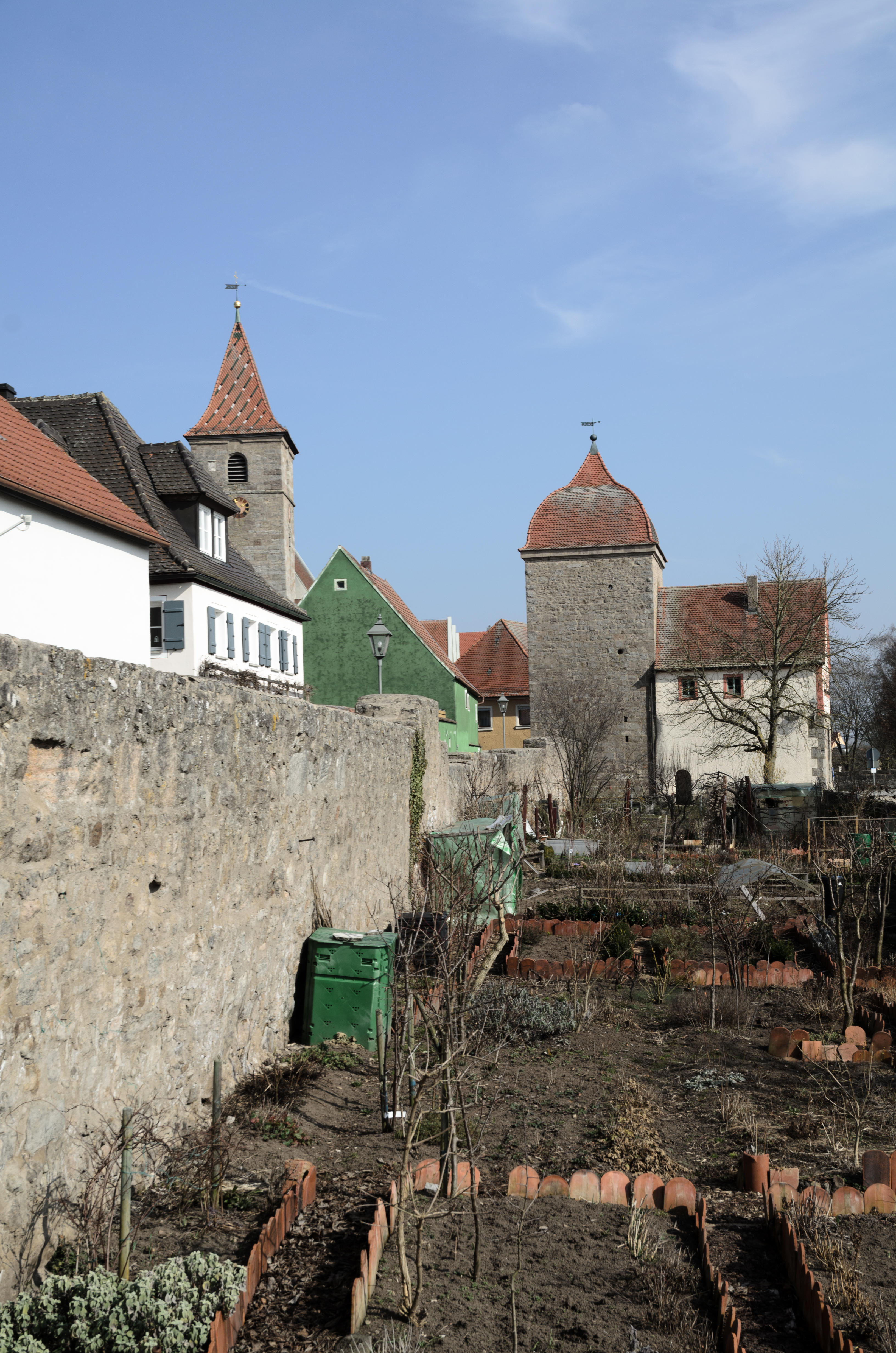
Stadtmauer Klosterstraße 2, Altstadt 22 von Westen weitere Bilder
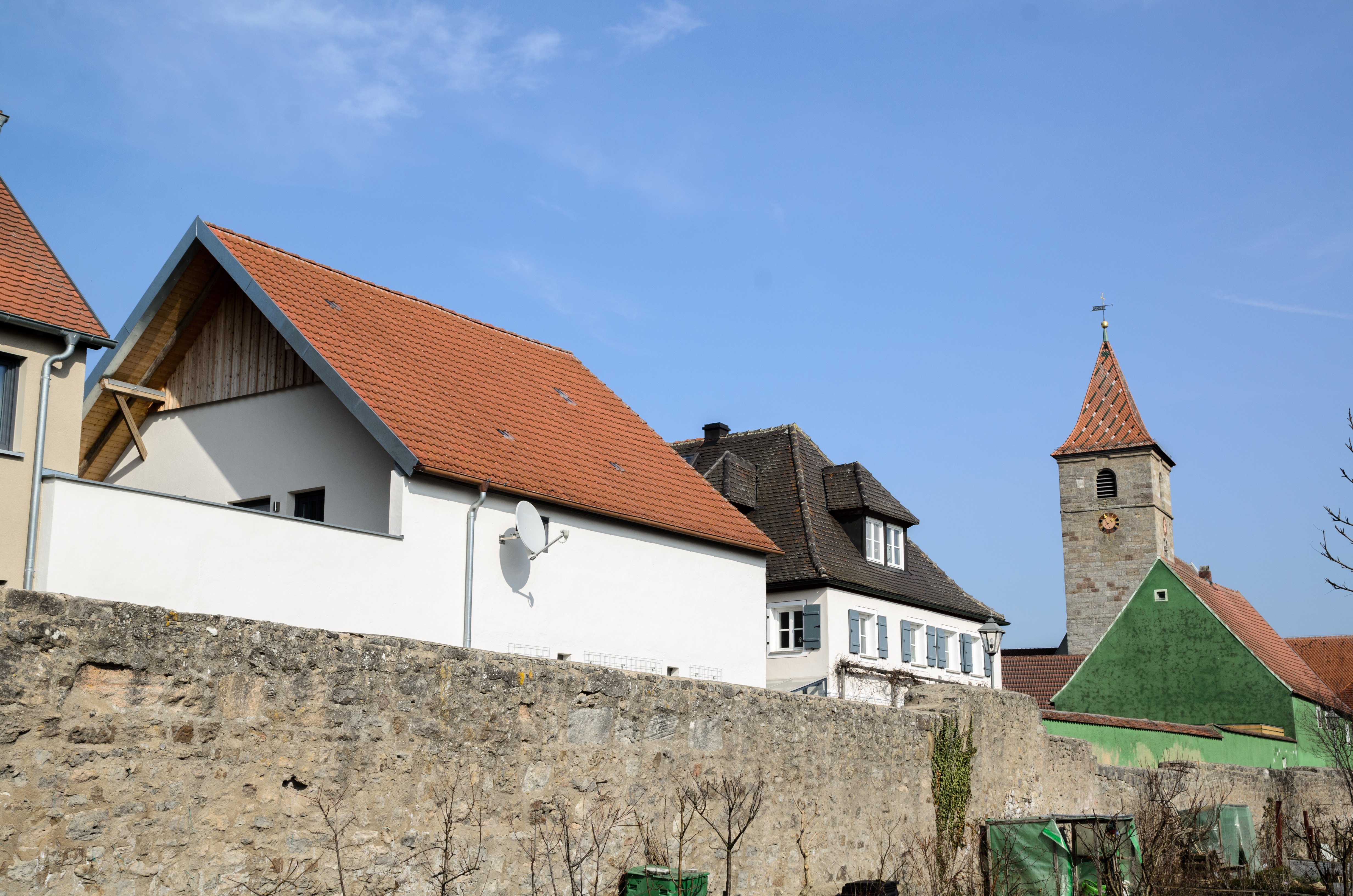
Stadtmauer Klosterstraße 2 von Westen weitere Bilder
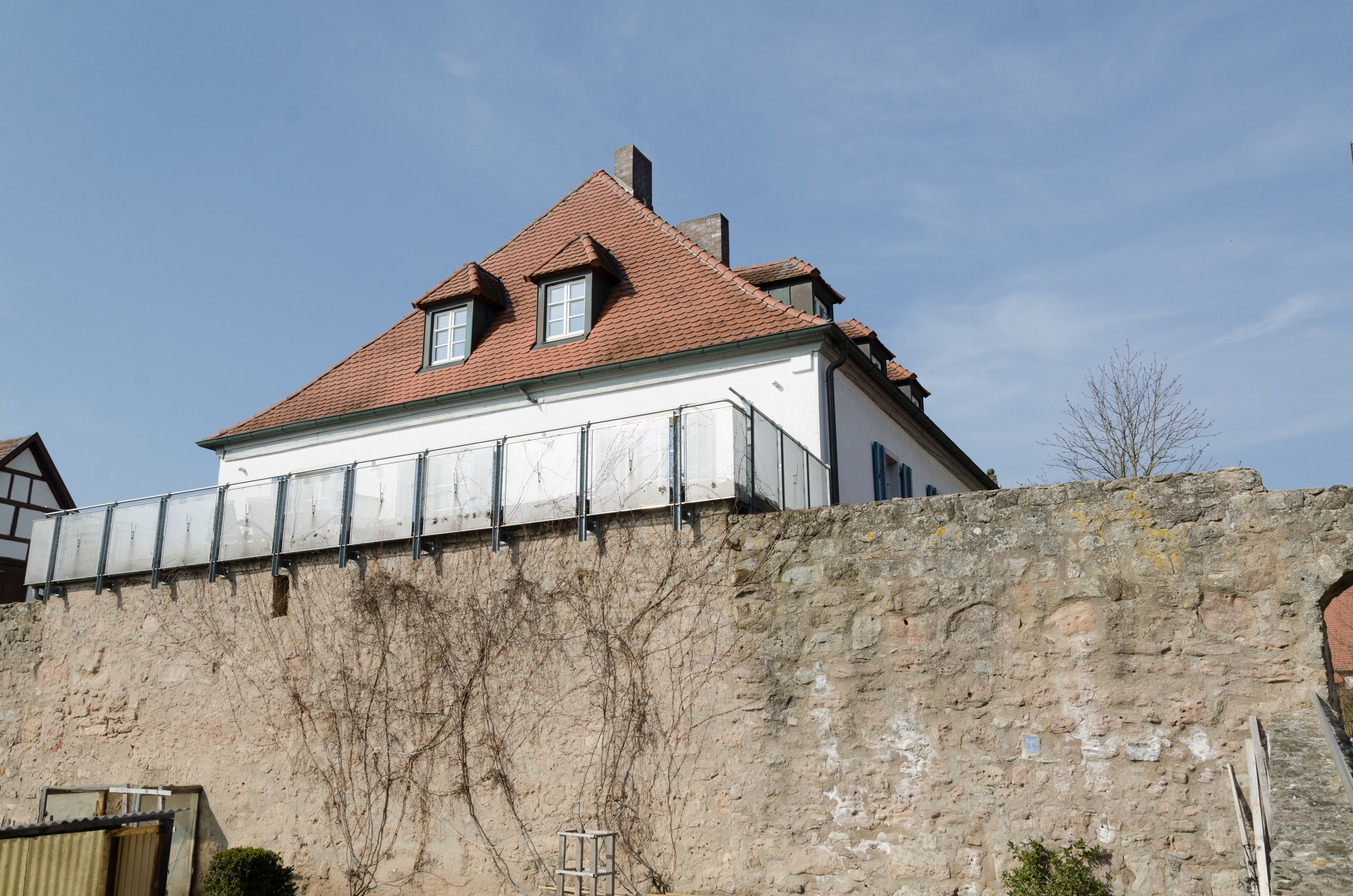
Stadtmauer Klosterstraße 5 von Süden weitere Bilder
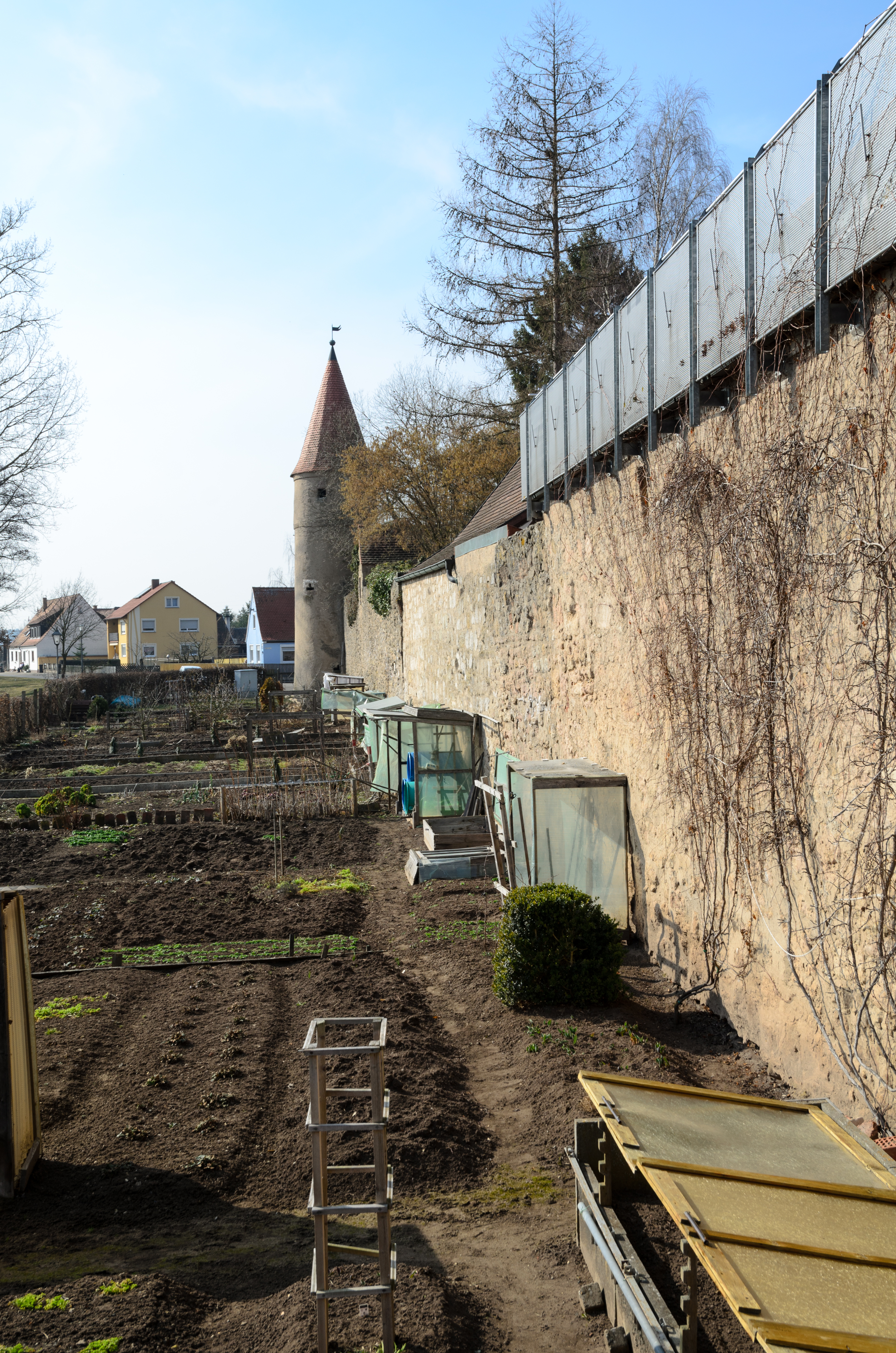
Stadtmauer Ruppertsweiler von Osten weitere Bilder
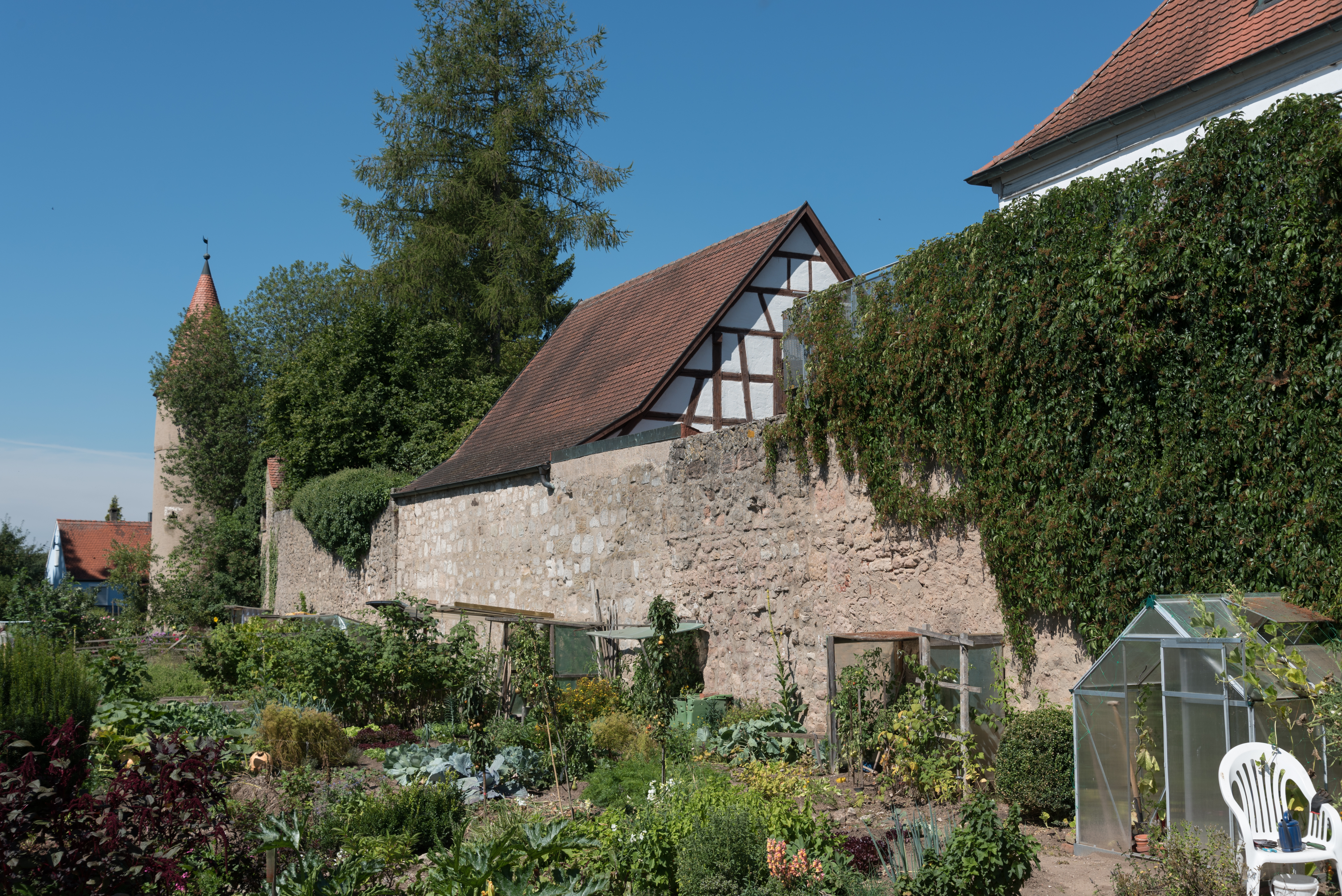
Stadtmauer Ruppertsweiler von Osten weitere Bilder
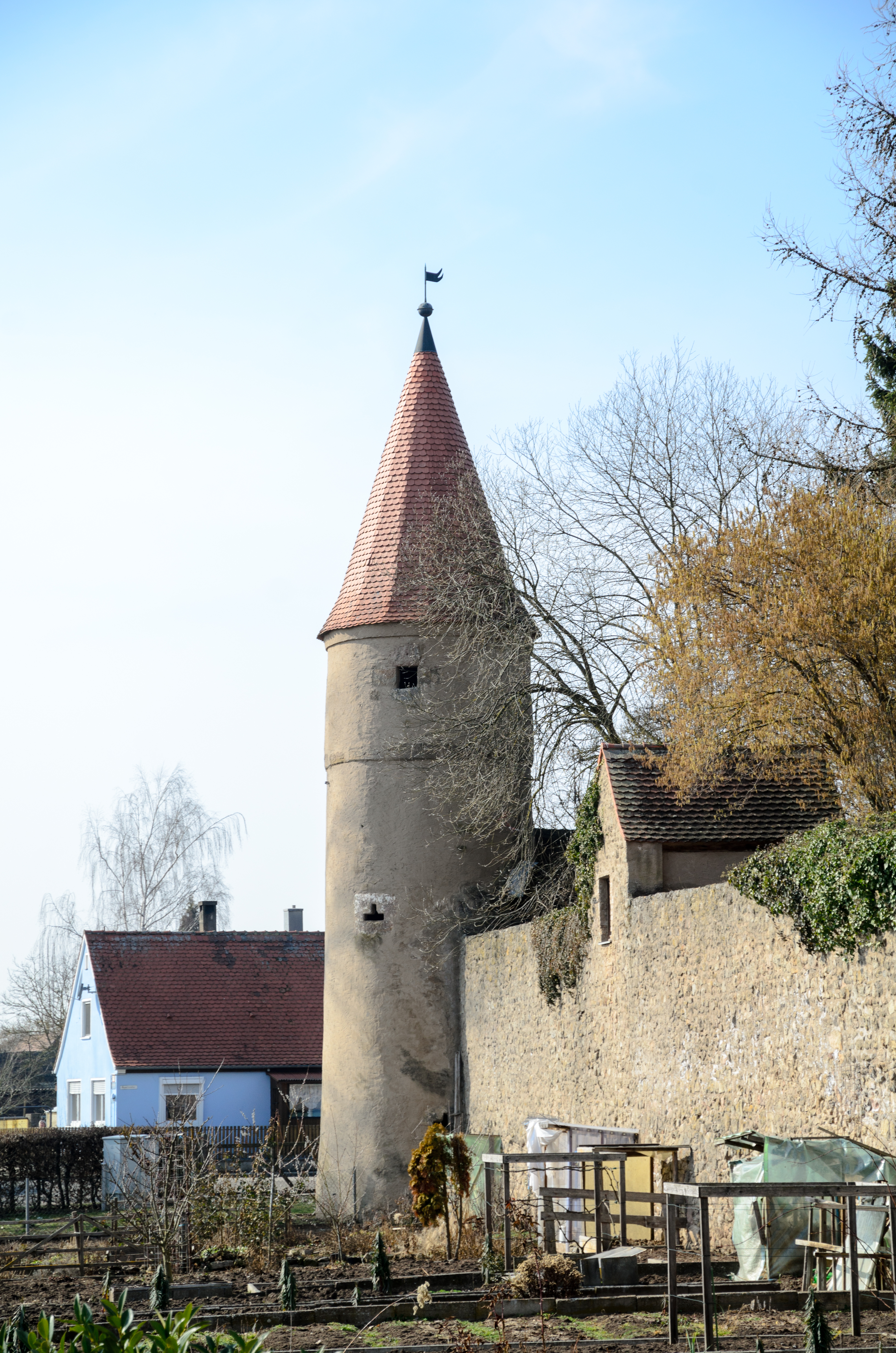
Südwestlicher Turm von Westen weitere Bilder
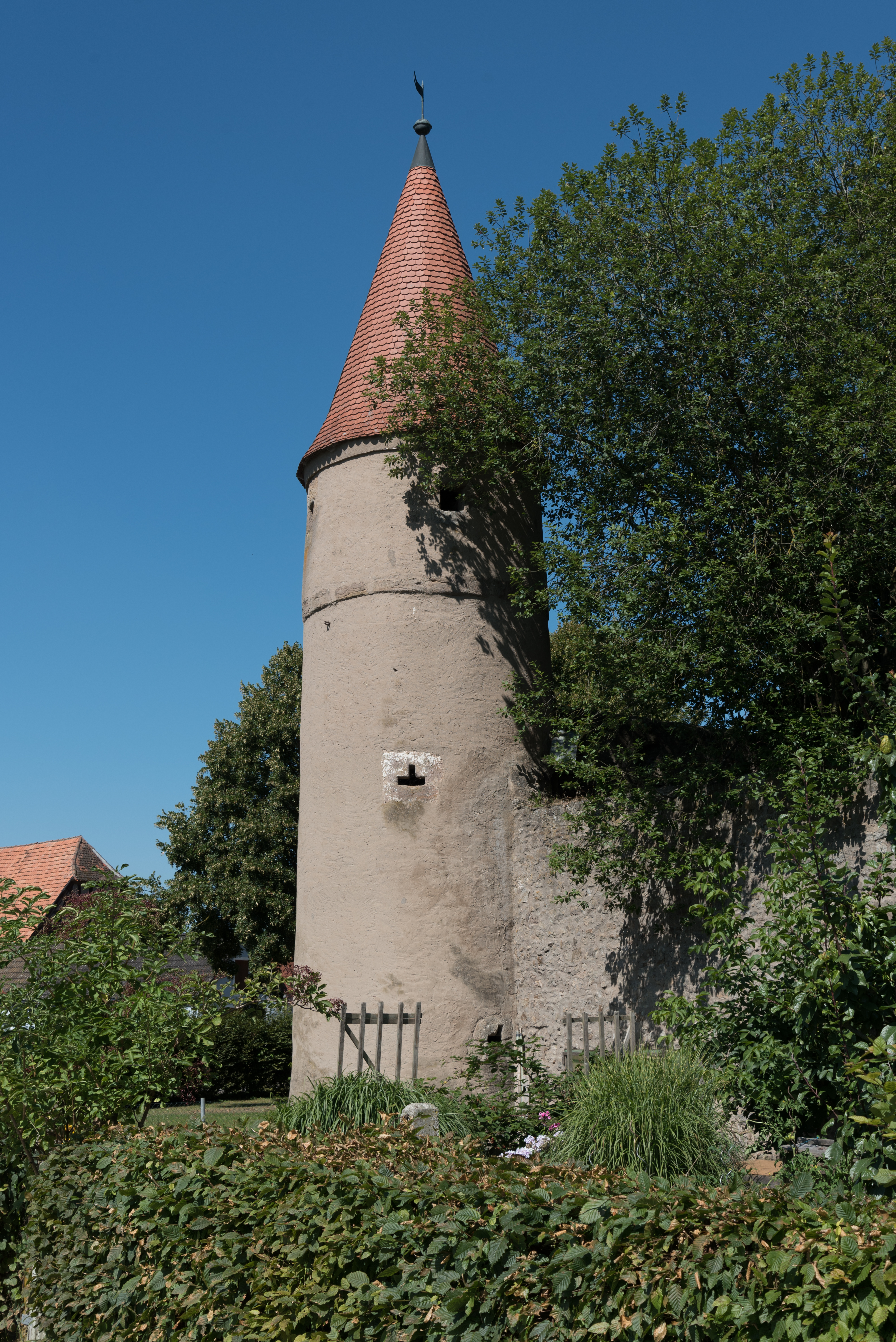
Südwestlicher Turm von Südosten weitere Bilder
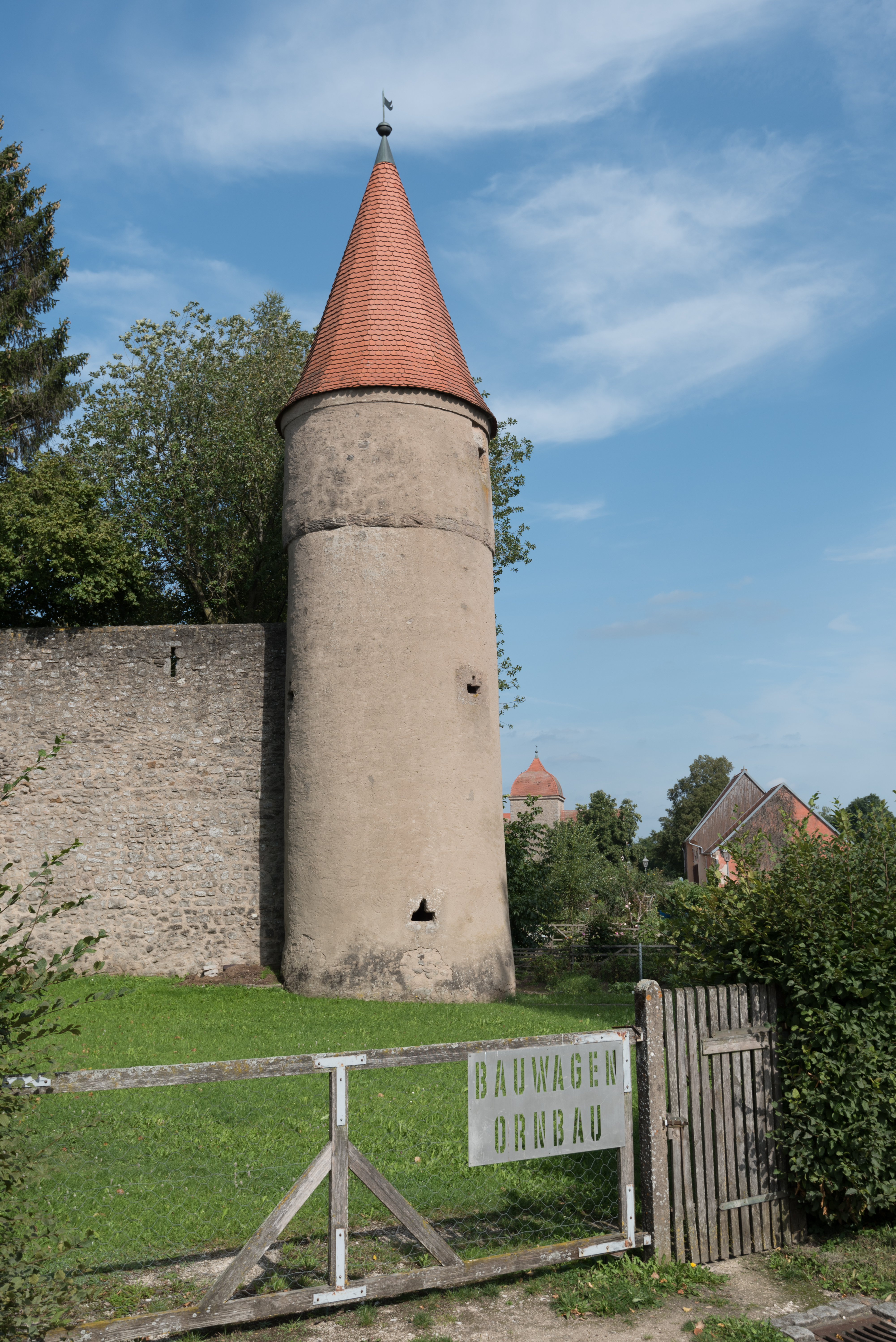
Südwestlicher Turm von Westen weitere Bilder

- Sogenannte Untere Bastei, ehemalige Bastei (Lage), Wehrhafter Walmdachbau aus Bruchsteinmauerwerk, Obergeschoss ausgebaut, im Kern mittelalterlich, im Zwinger als Teil der Stadtbefestigung (D-5-71-189-51)
- Stadtmauer an der Westseite mit Graben und vorgelagerte Zwingermauer bei Klosterstraße 11 (Lage) (D-5-71-189-1), 12 (Lage) (D-5-71-189-29), An der Stadtmauer 11 (Lage) (D-5-71-189-1), 12 (Lage)
- Sogenannte Obere Bastei (An der Stadtmauer 8), ehemalige Bastei (Lage), Walmdachbau aus Bruchsteinmauerwerk, im Kern mittelalterlich, Wappenrelief bezeichnet „1487“, später Wohnungseinbau (D-5-71-189-31)
- Sogenannte Burg (Lage), ehemalige Bastei im nordwestlichen Abschnitt der Stadtbefestigung, Wehrhafter Walmdachbau aus Sand- und Bruchsteinmauerwerk, im Kern mittelalterlich (D-5-71-189-32)

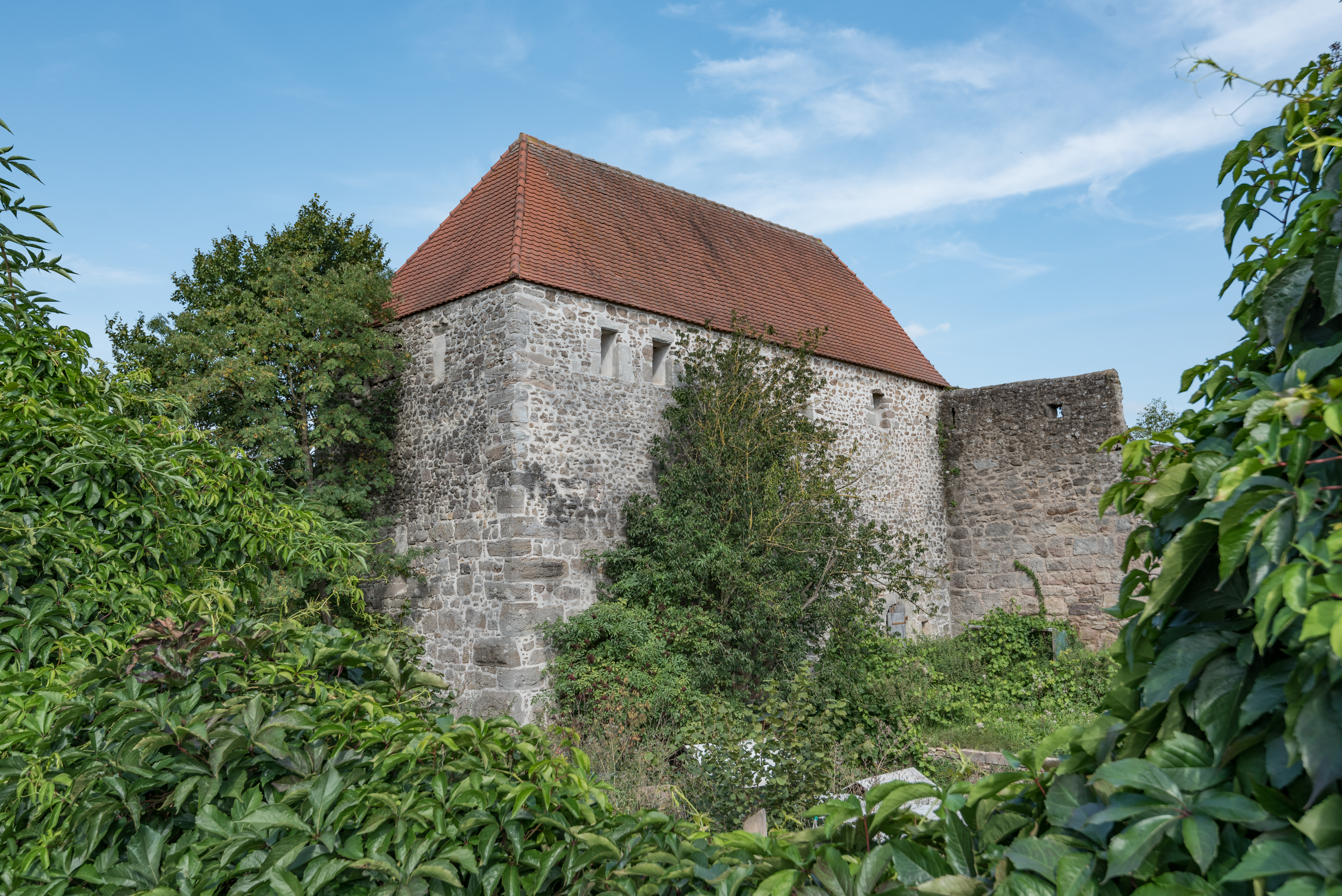
Untere Bastei weitere Bilder
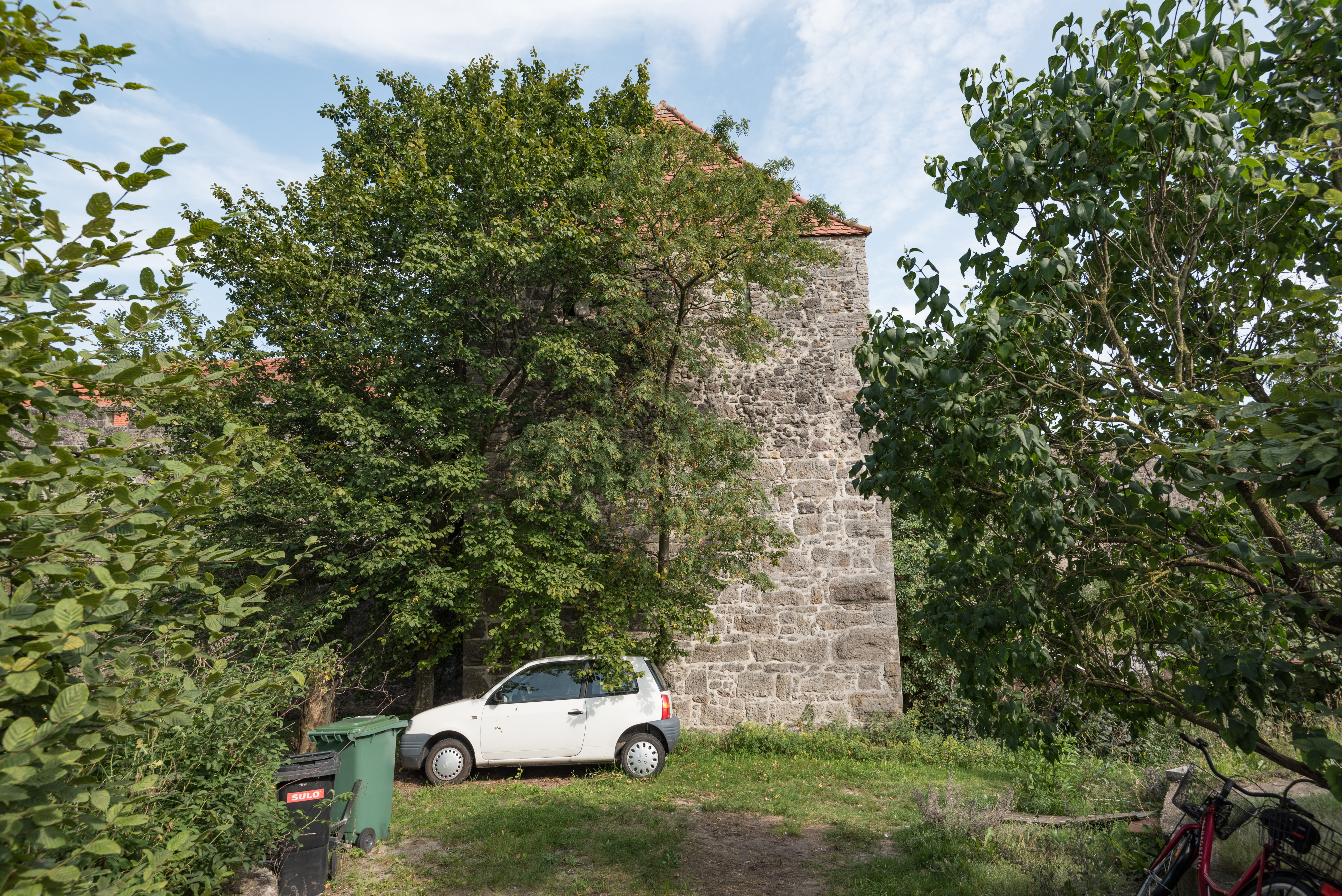
Untere Bastei weitere Bilder
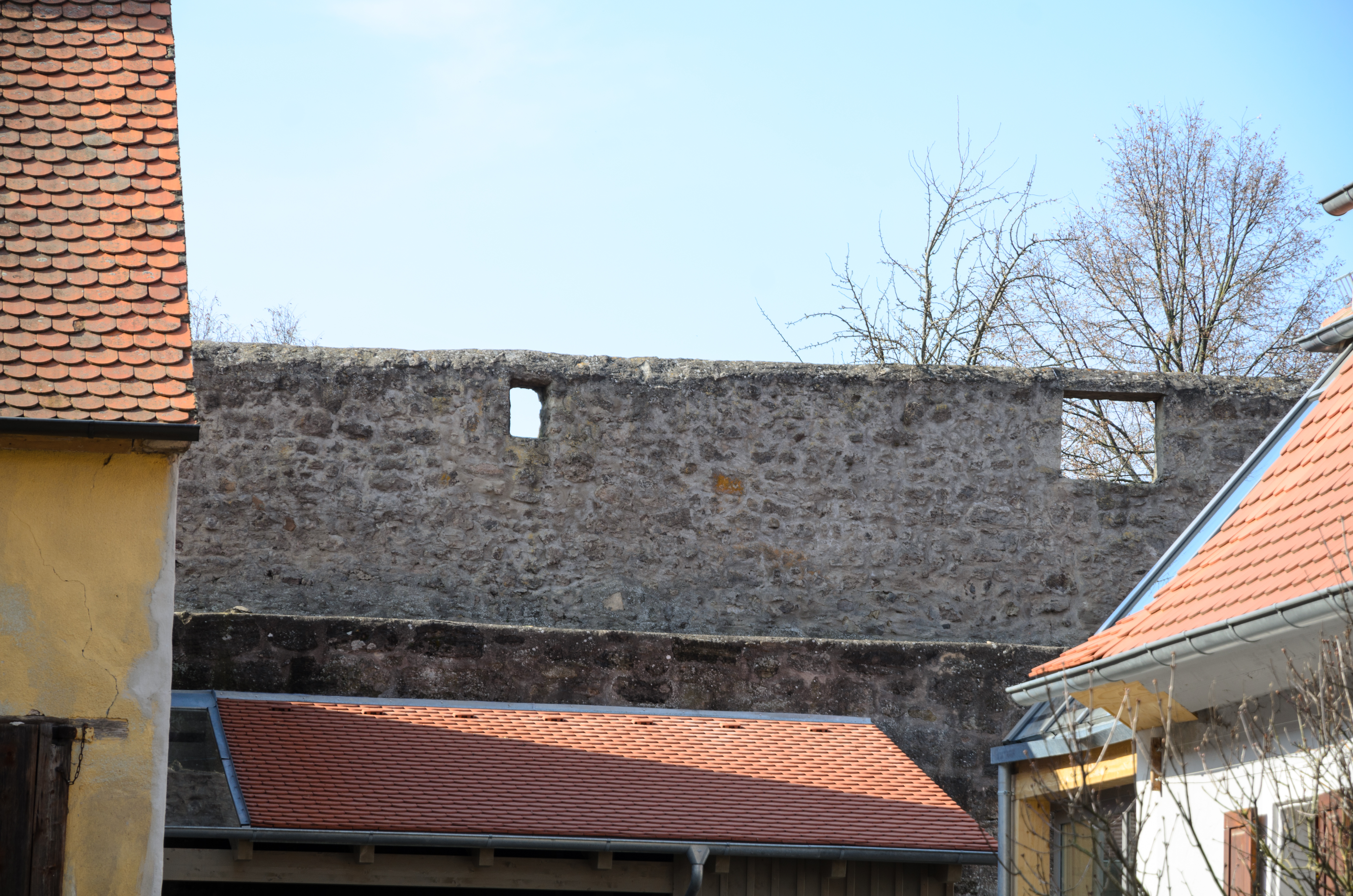
Stadtmauer bei Klosterstraße 11, Stadtseite weitere Bilder
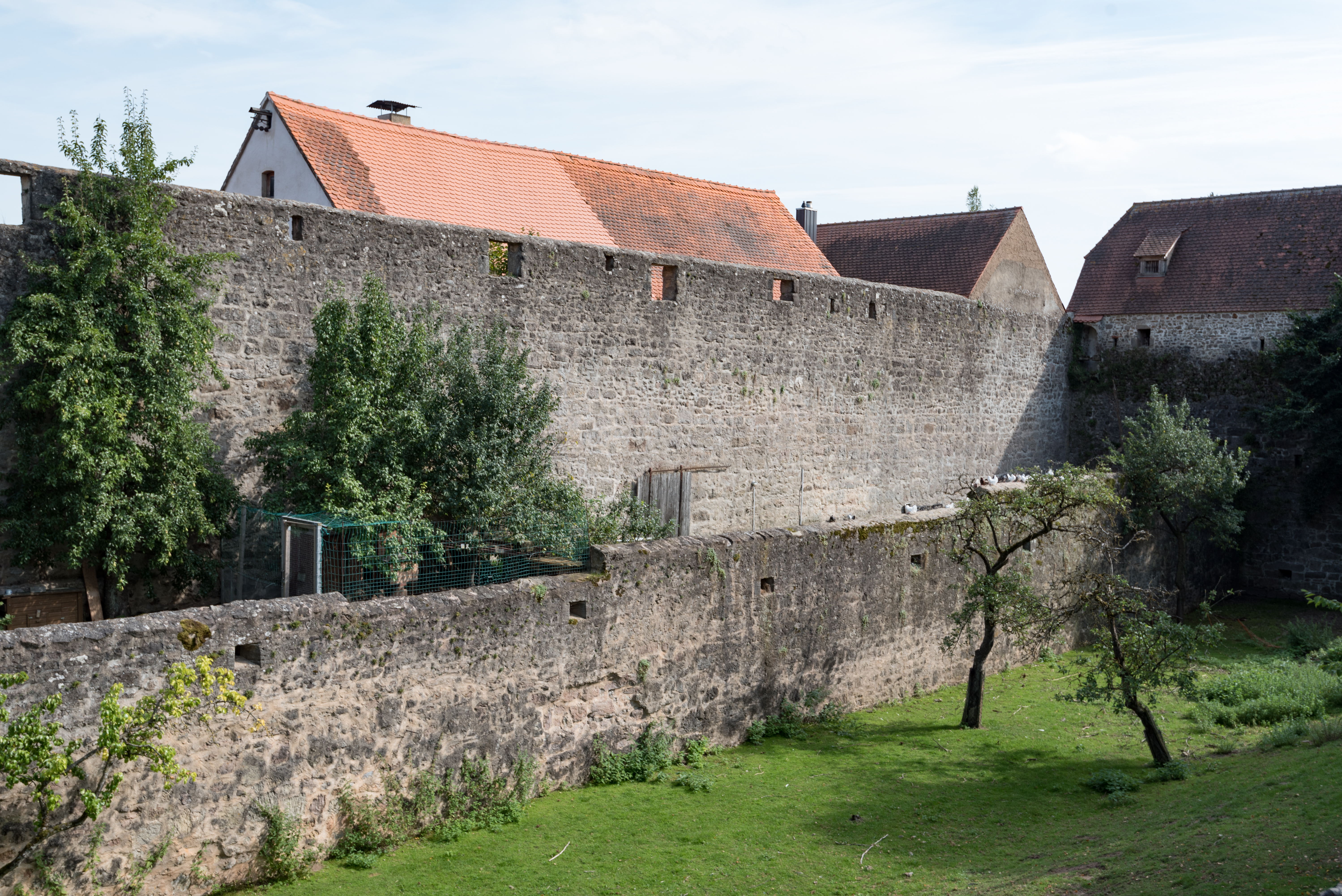
Stadtmauer bei Klosterstraße 11 von Westen, Feldseite weitere Bilder
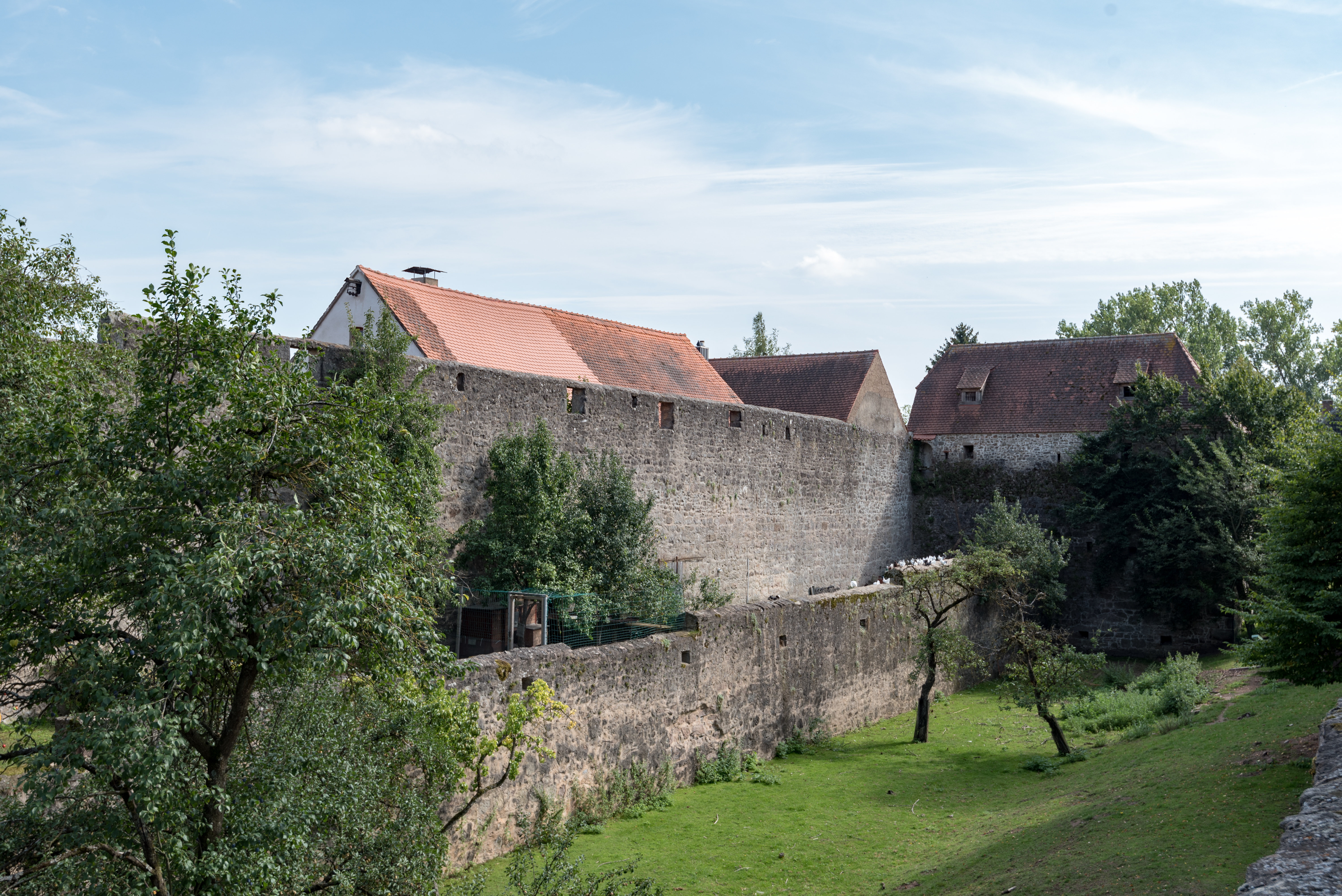
Stadtmauer bei Klosterstraße 11 von Nordwesten, Feldseite weitere Bilder
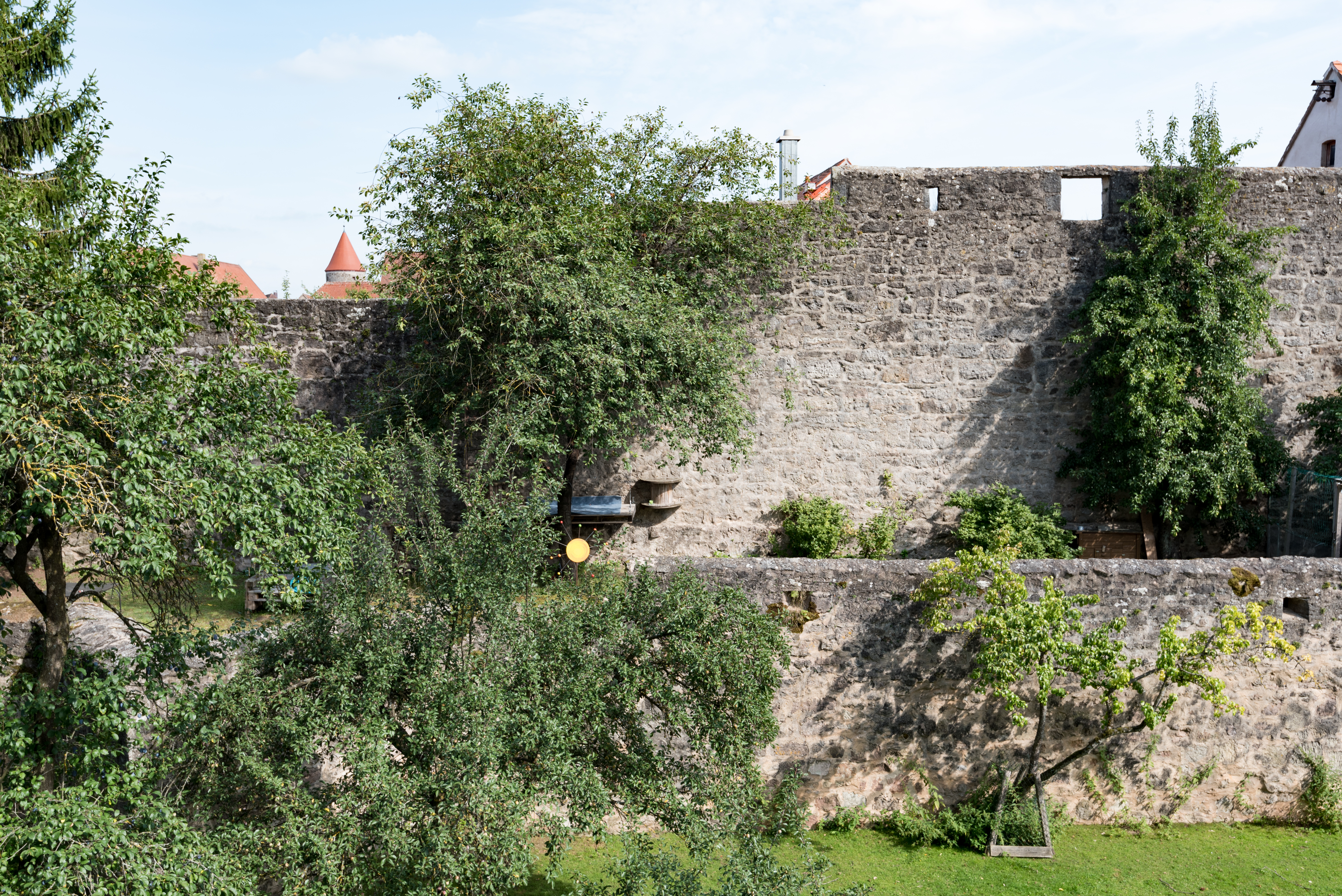
Stadtmauer bei Klosterstraße 11 von Nordwesten, Feldseite weitere Bilder
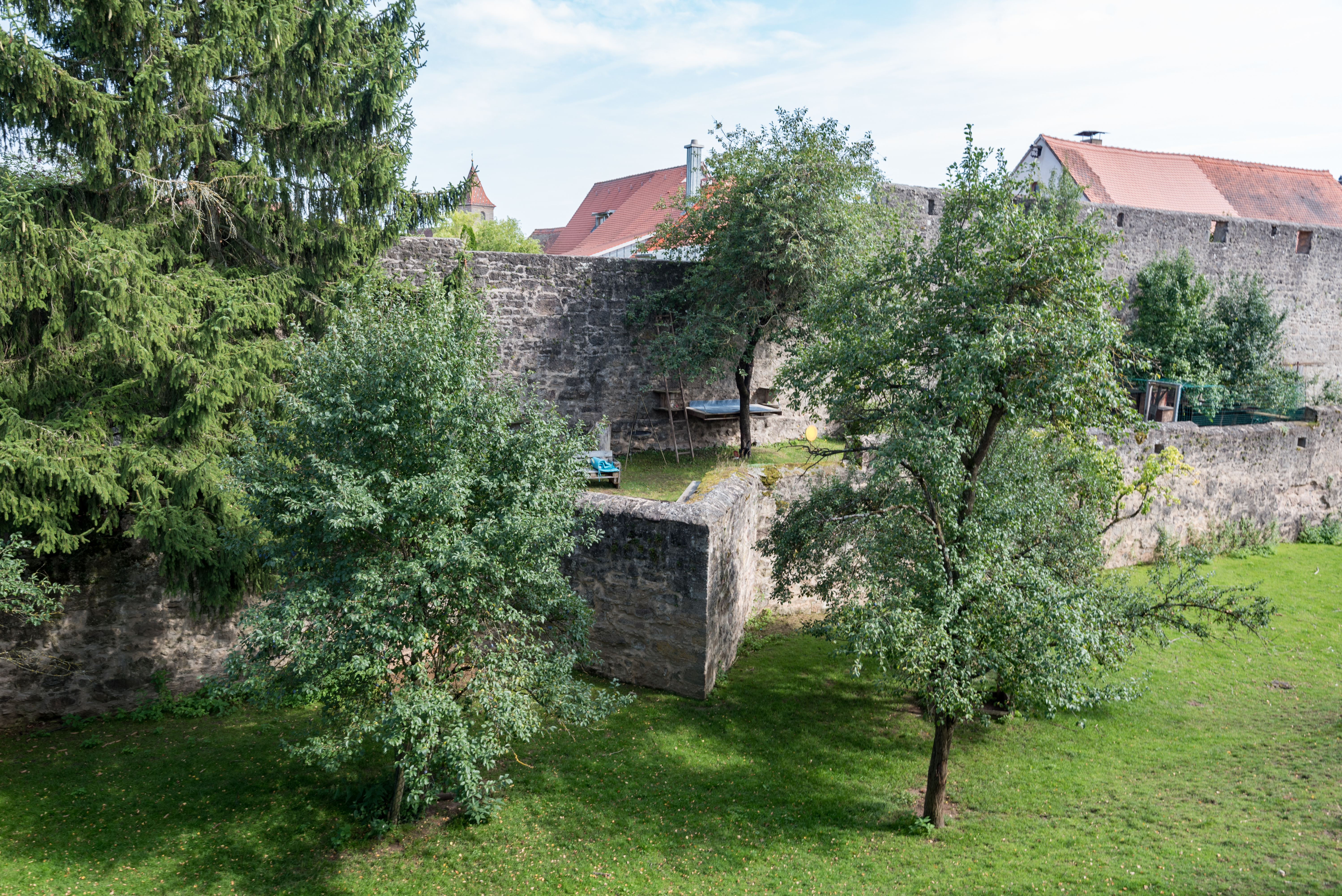
Stadtmauer bei Klosterstraße 12 von Westen, Feldseite weitere Bilder
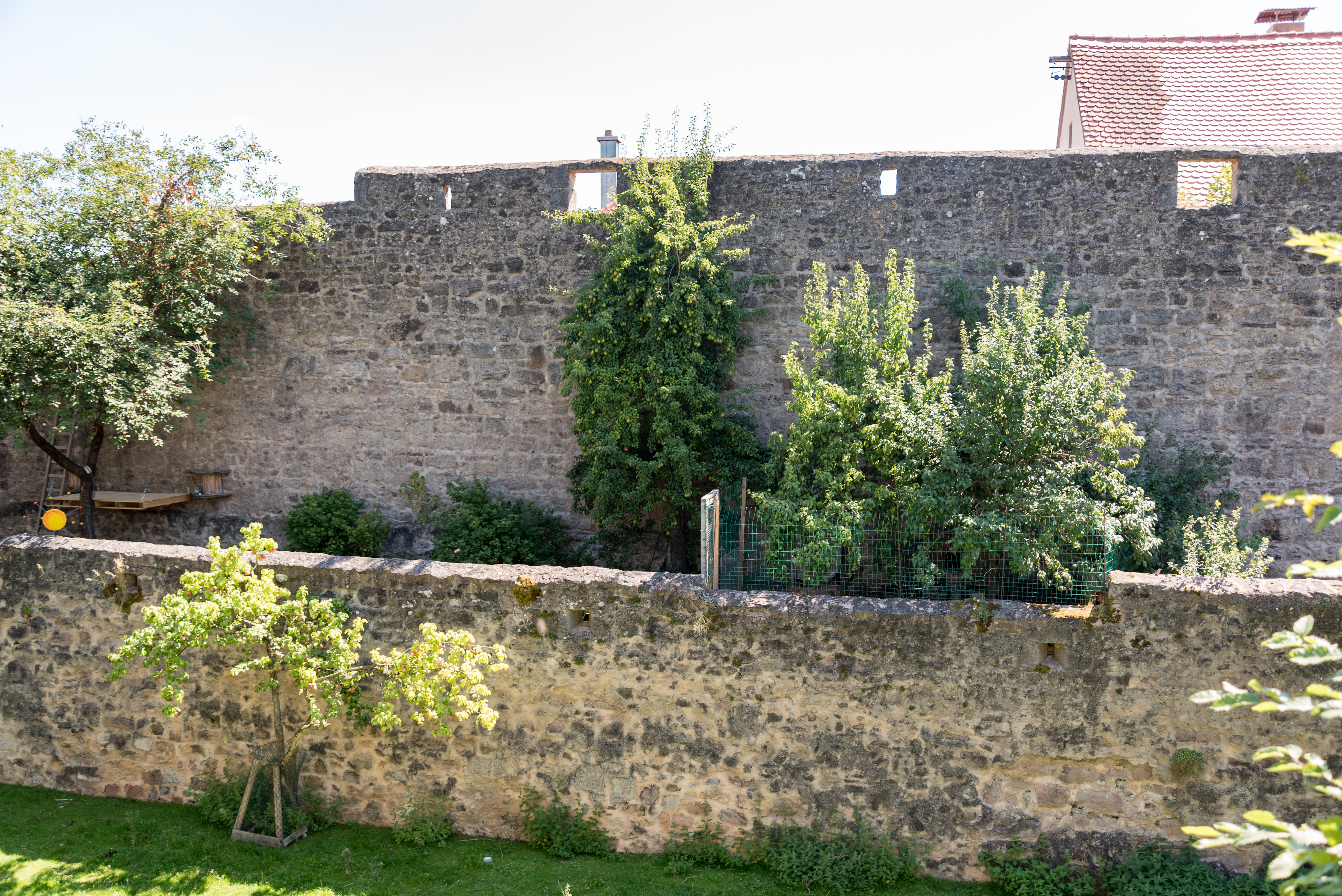
Stadtmauer bei Klosterstraße 12 von Westen, Feldseite weitere Bilder
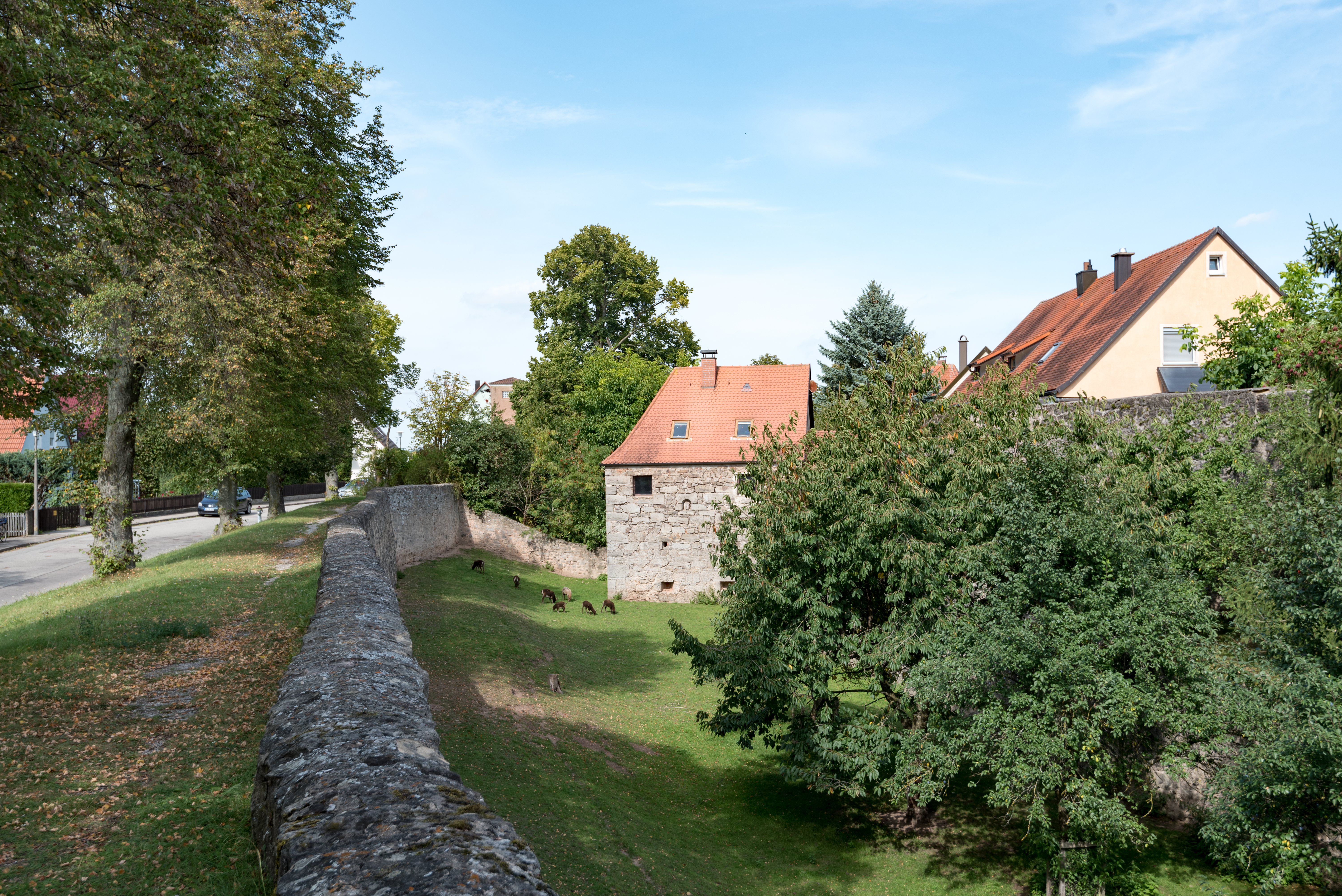
An der Stadtmauer 2, 2a, 8 von Süden, Feldseite weitere Bilder
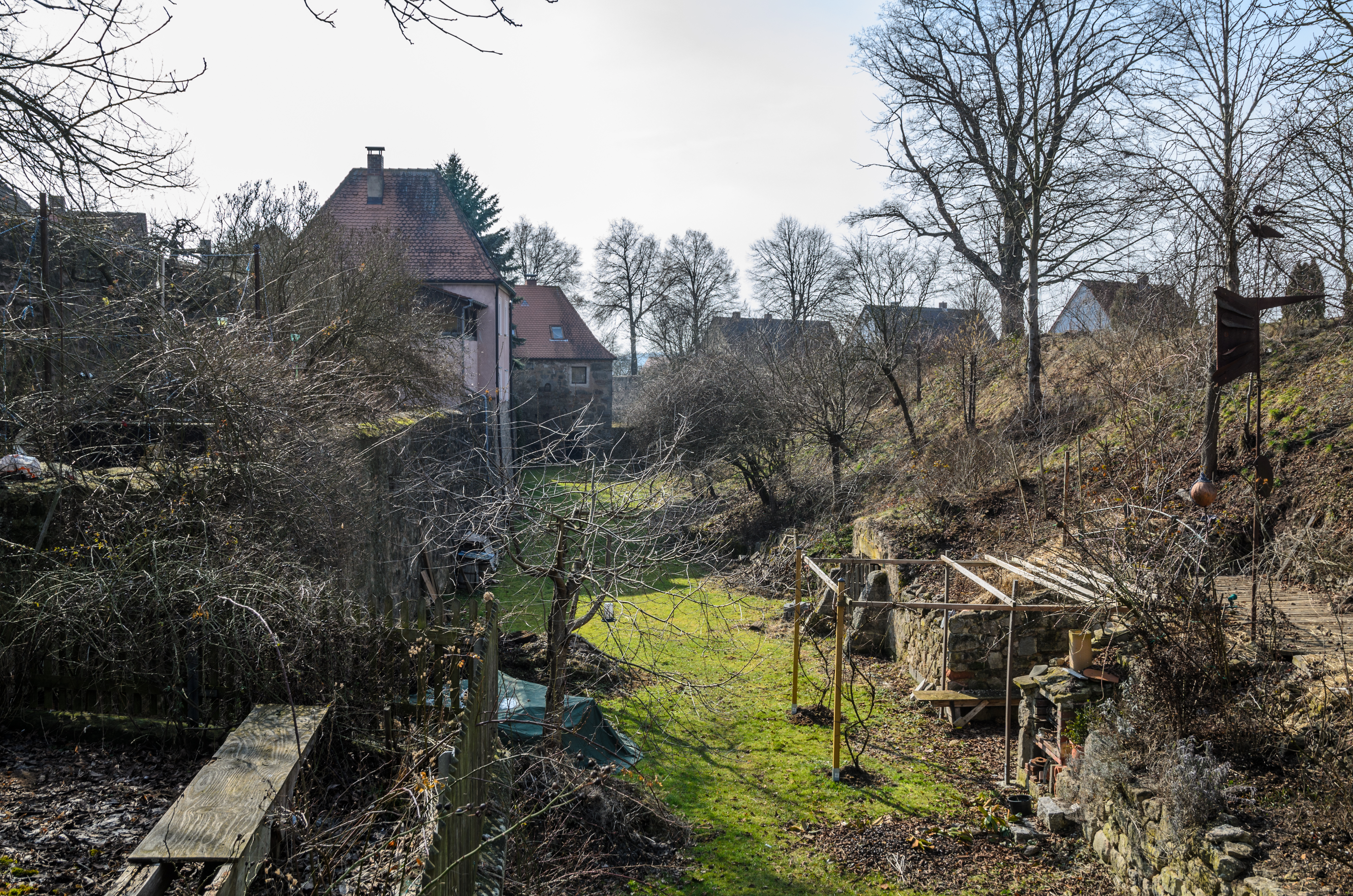
An der Stadtmauer 8, Graben von Norden weitere Bilder
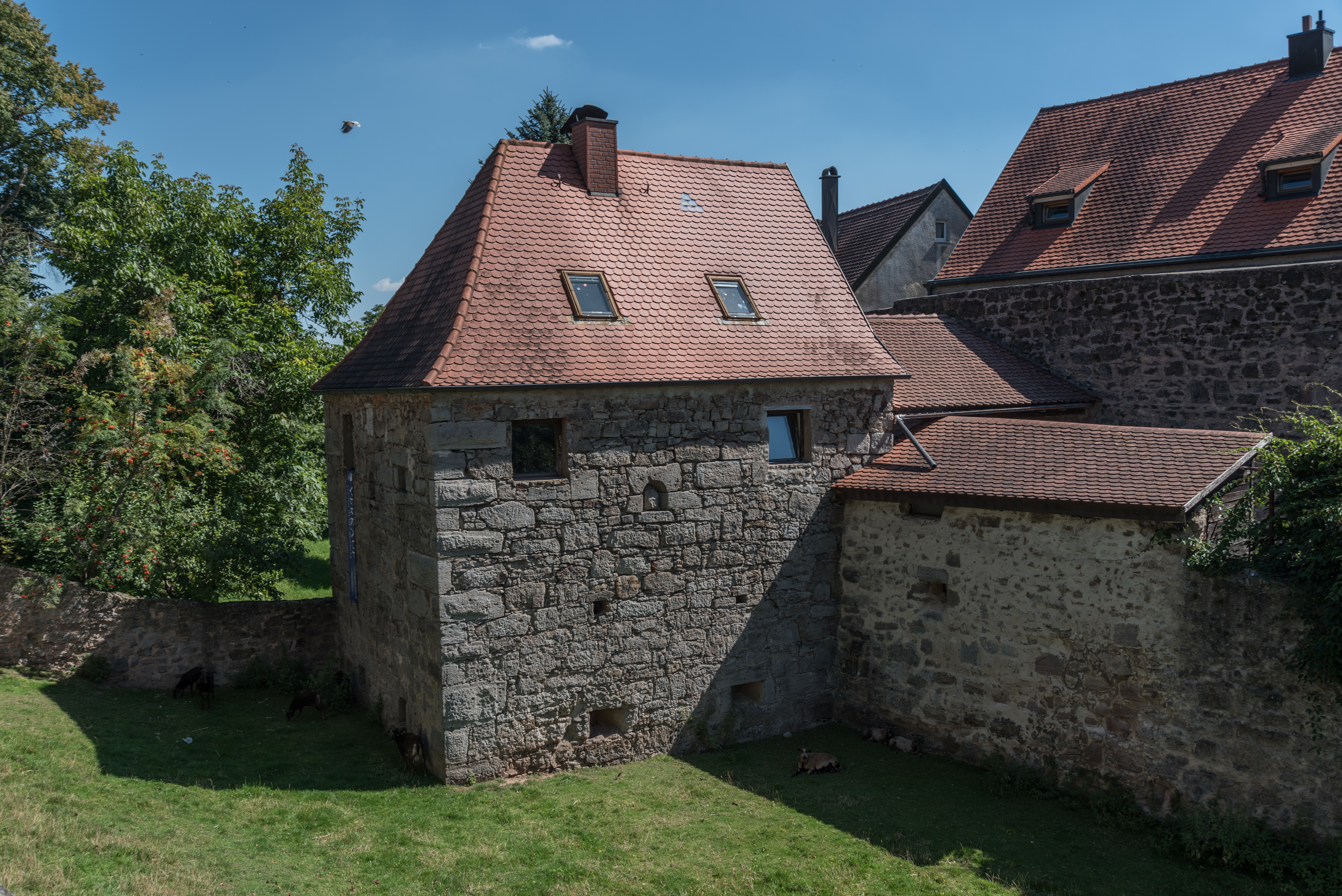
Obere Bastei weitere Bilder
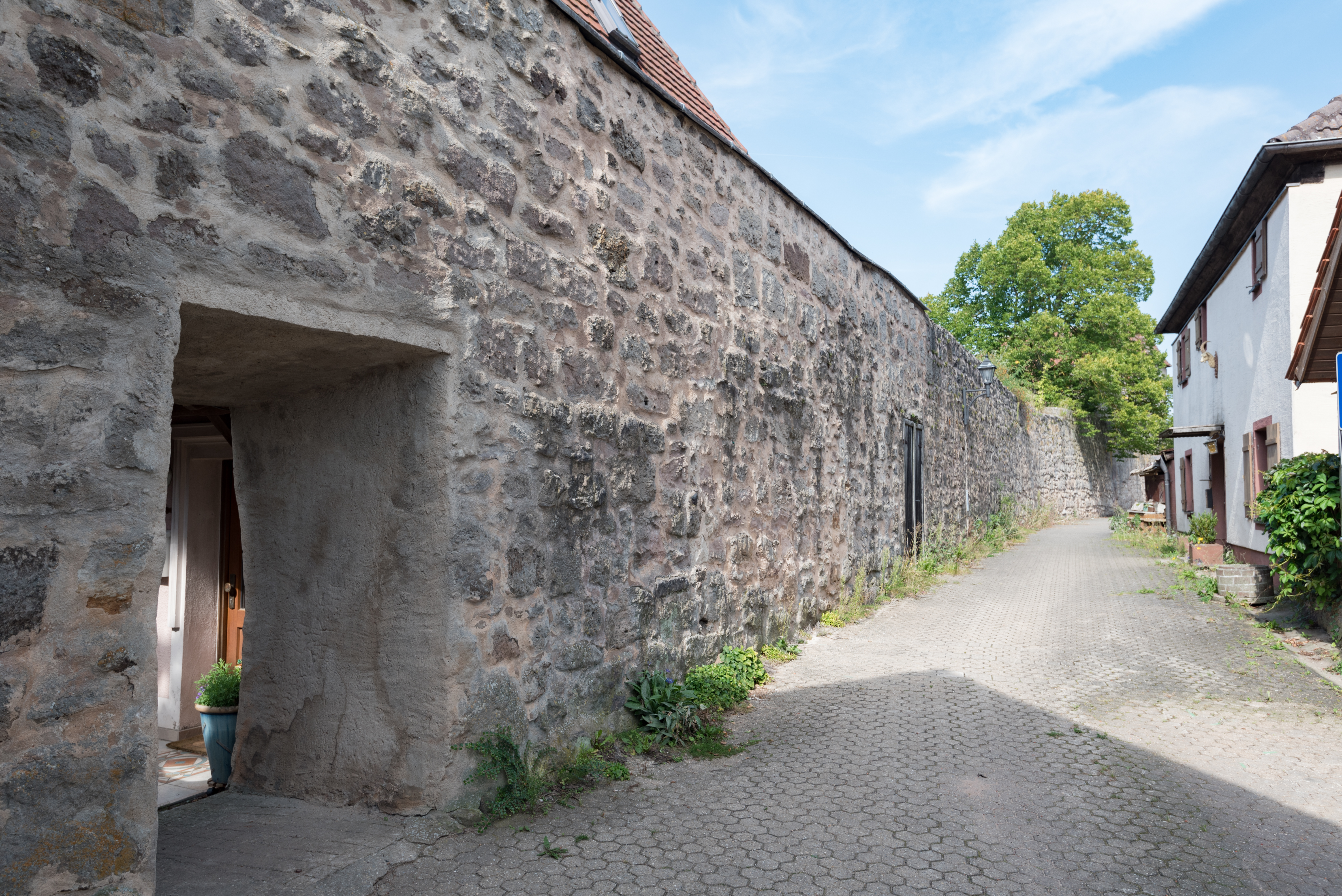
Stadtmauer bei An der Stadtmauer 9, Stadtseite weitere Bilder
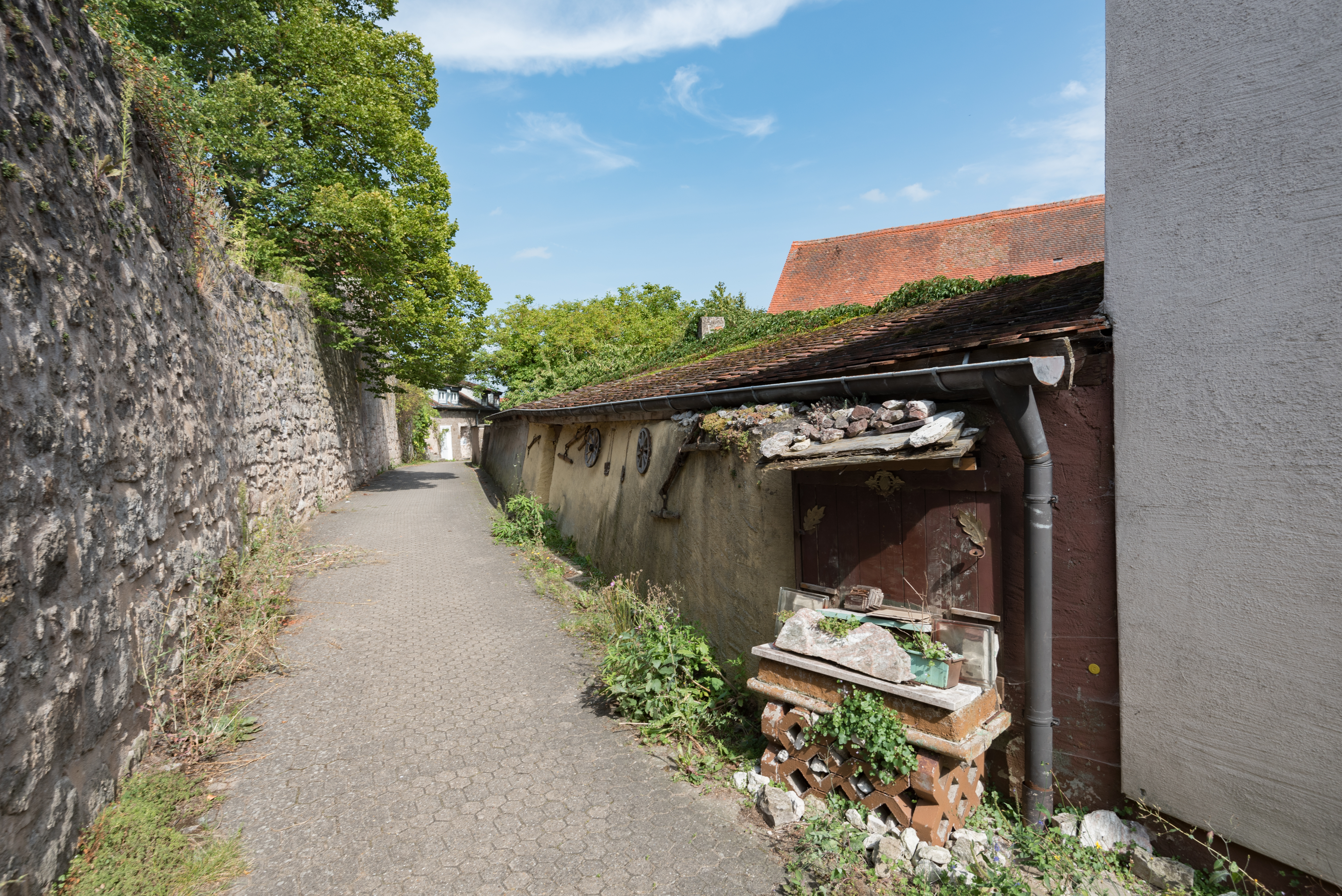
Stadtmauer bei An der Stadtmauer 9, Stadtseite weitere Bilder
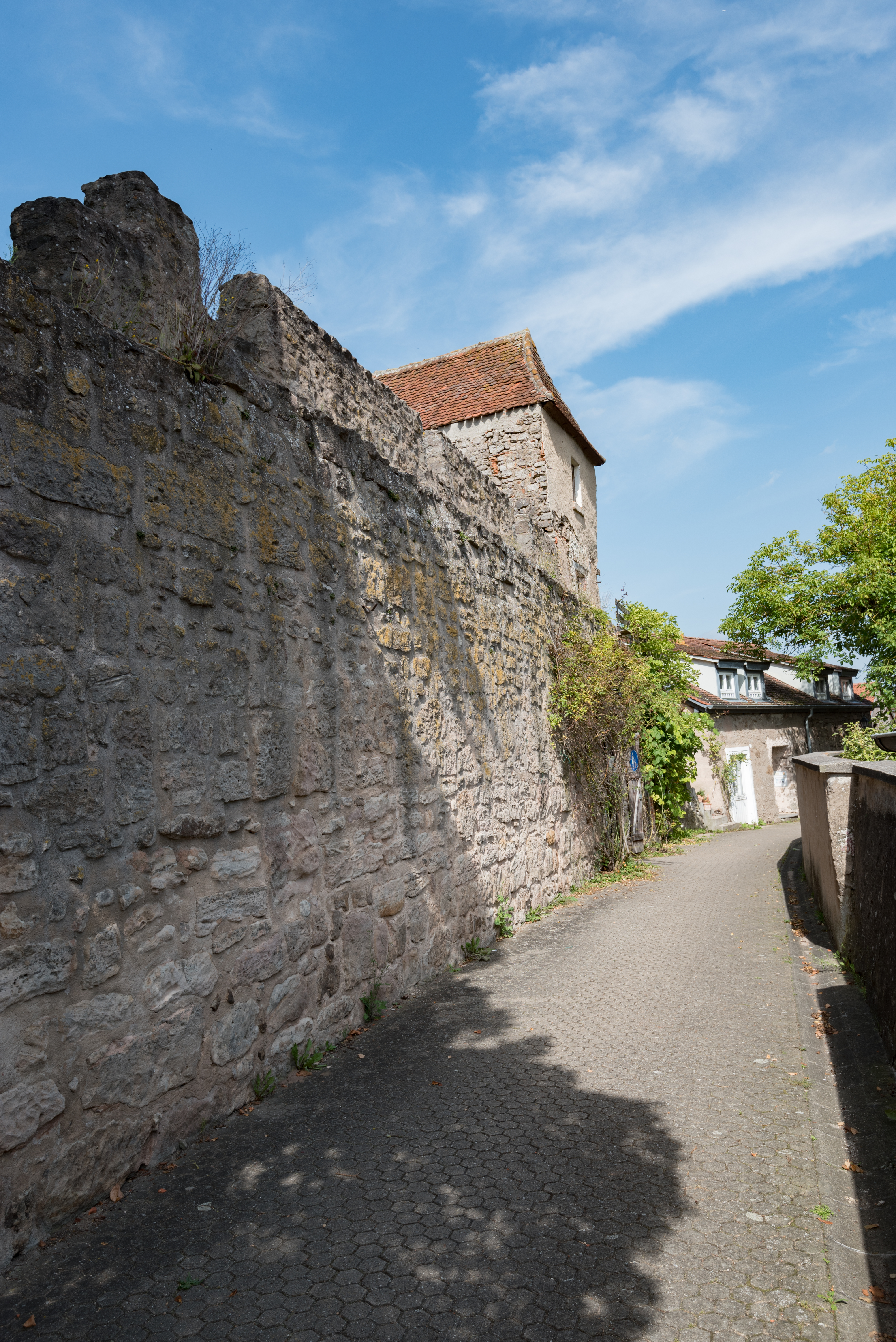
Stadtmauer bei An der Stadtmauer 10, Stadtseite weitere Bilder
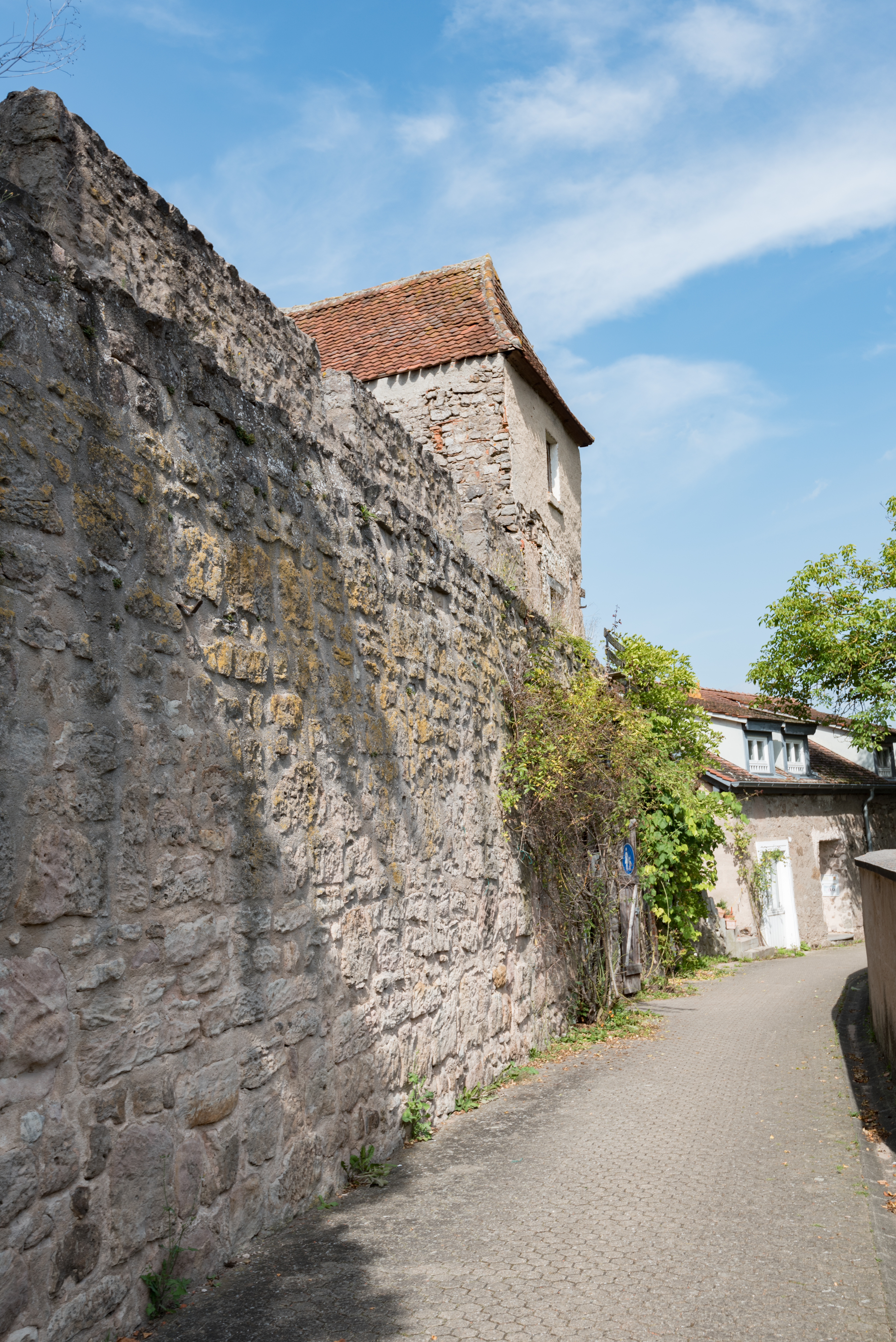
Stadtmauer bei An der Stadtmauer 10, Stadtseite weitere Bilder
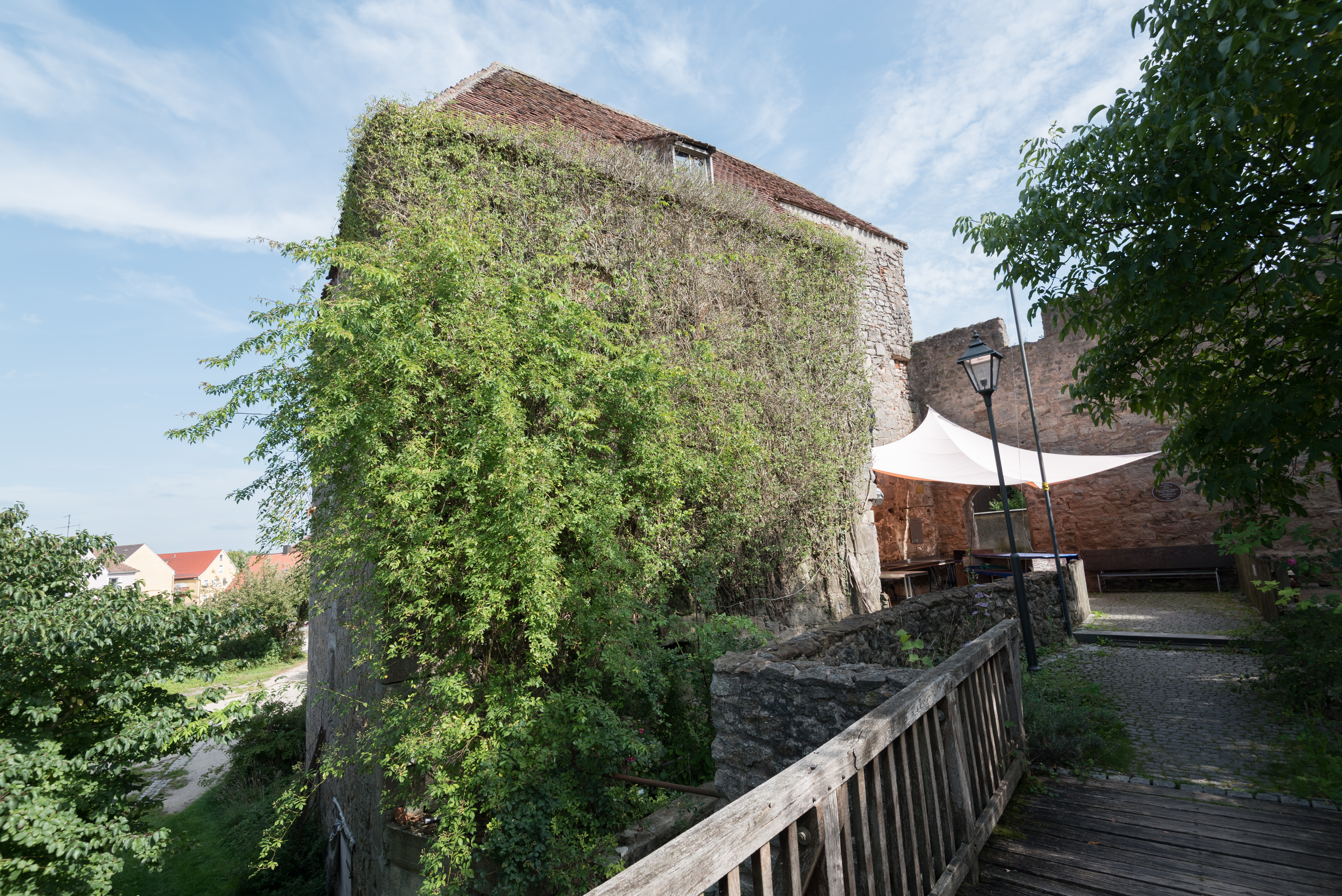
Stadtmauer bei An der Stadtmauer 10, Stadtseite weitere Bilder
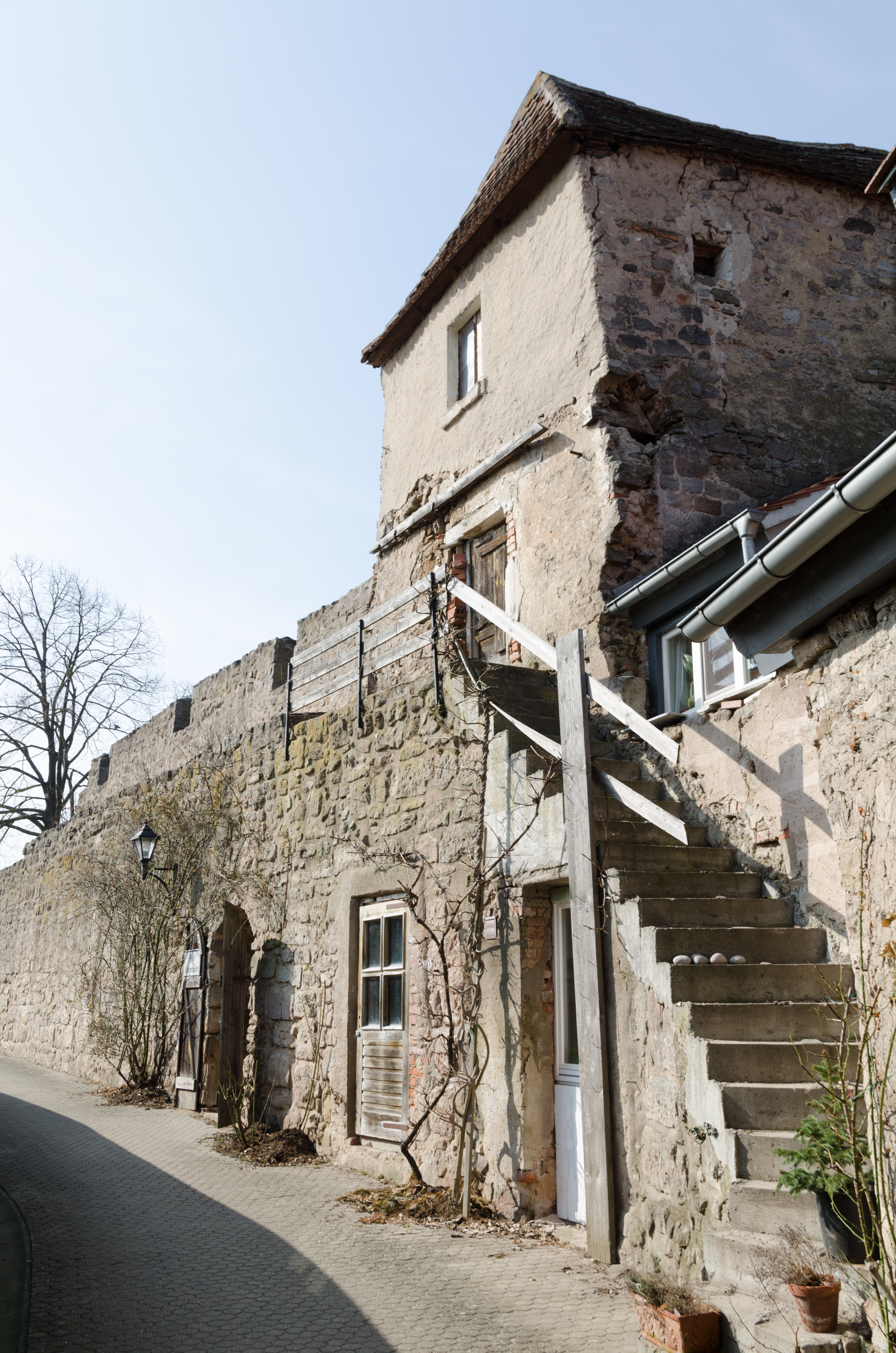
Stadtmauer bei An der Stadtmauer 10, Stadtseite weitere Bilder
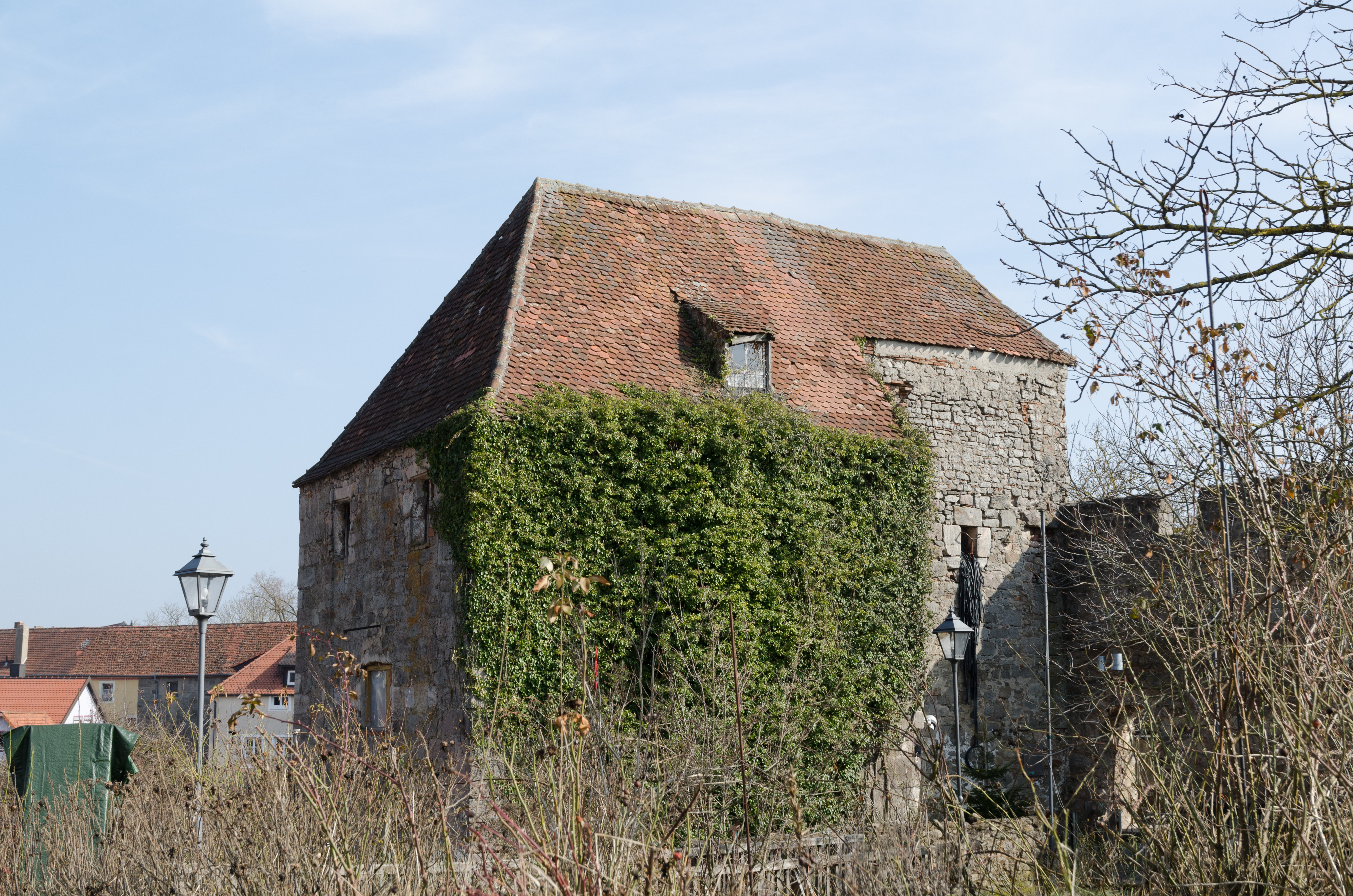
Sogenannte Burg weitere Bilder
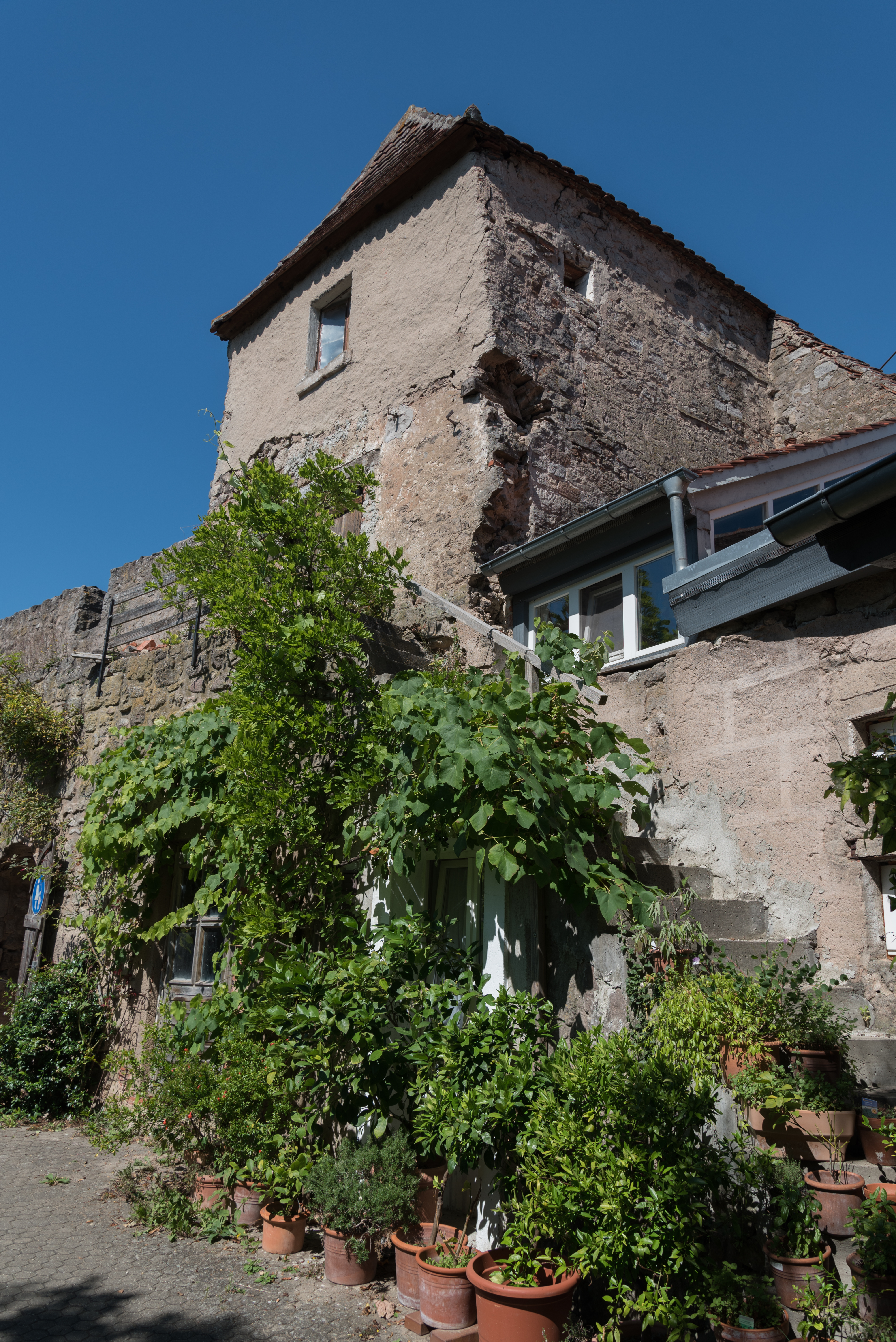
Sogenannte Burg weitere Bilder
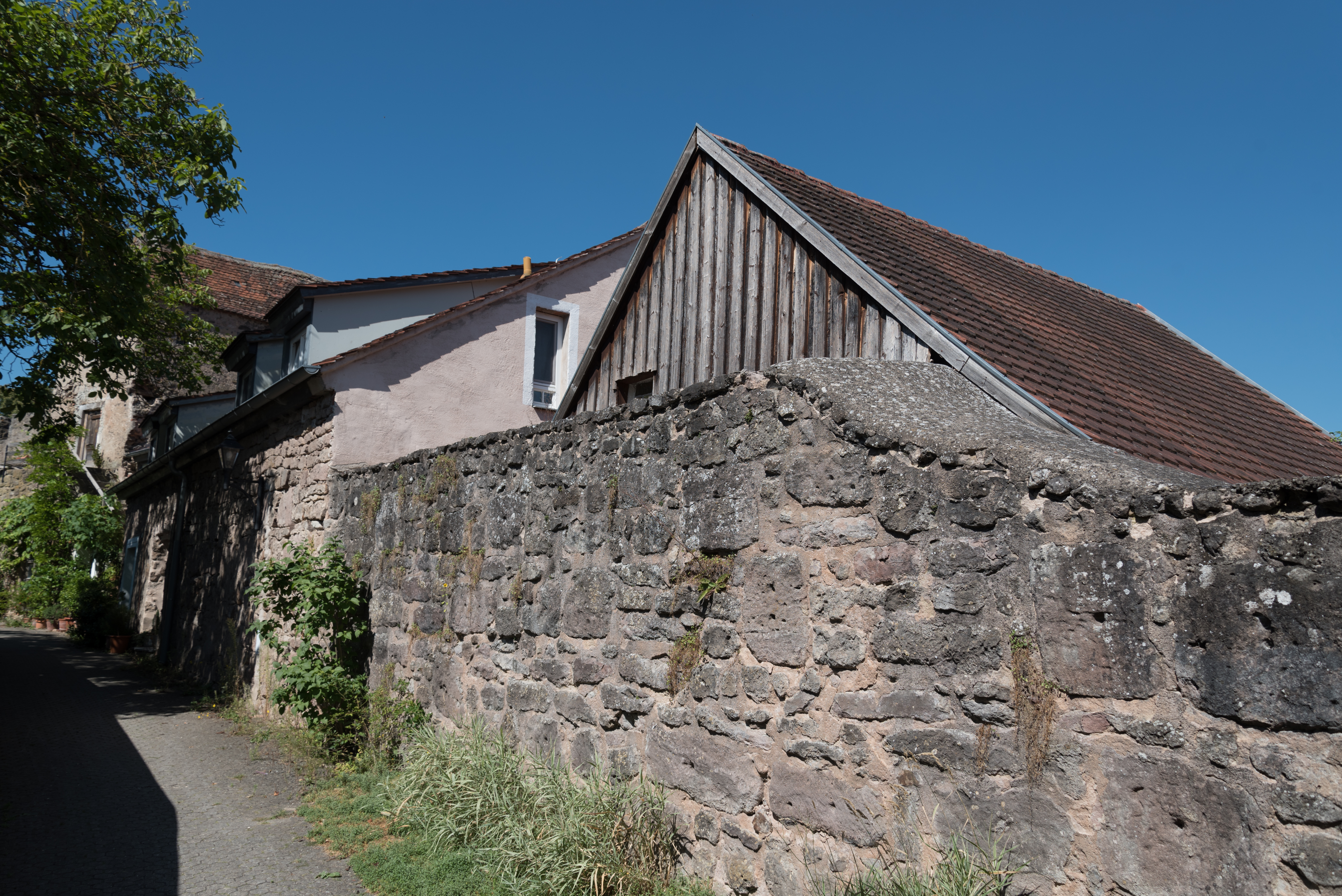
Stadtmauer bei An der Stadtmauer 11 weitere Bilder

- Wohnhaus, Teil der ehemaligen Oberen Torburg und Barbakane (Altstadt 3) (Lage), Dreigeschossiger, nach Süden abgewalmter Satteldachbau mit eingeschossigem Satteldachanbau und Wappenstein des 15. Jahrhunderts, im Kern 15. Jahrhundert, verändert nach 1826 (Aktennummer D-5-71-189-4)
- Sogenanntes Oberes Tor (Altstadt 1) (Lage), Zweigeschossiger Walmdachbau mit Tordurchfahrt, zwei Inschriftensteine, bezeichnet „1745“, im Kern spätmittelalterlich, vorgelagert Brücke, Bruchstein und Natursteinquader, 17./18. Jahrhundert (Aktennummer D-5-71-189-2)
- Wohnhaus, Teil der ehemaligen Oberen Torburg und Barbakane (Altstadt 2) (Lage), Zweigeschossiger Satteldachbau, Inschriftstein bezeichnet „1477“6 (Aktennummer D-5-71-189-3)
- Wohnhaus, Teil der ehemaligen Oberen Torburg und Barbakane (Altstadt 4) (Lage), zweigeschossiges Gebäude mit Sattel- und Walmdach, 18./19. Jahrhundert (Aktennummer D-5-71-189-4)

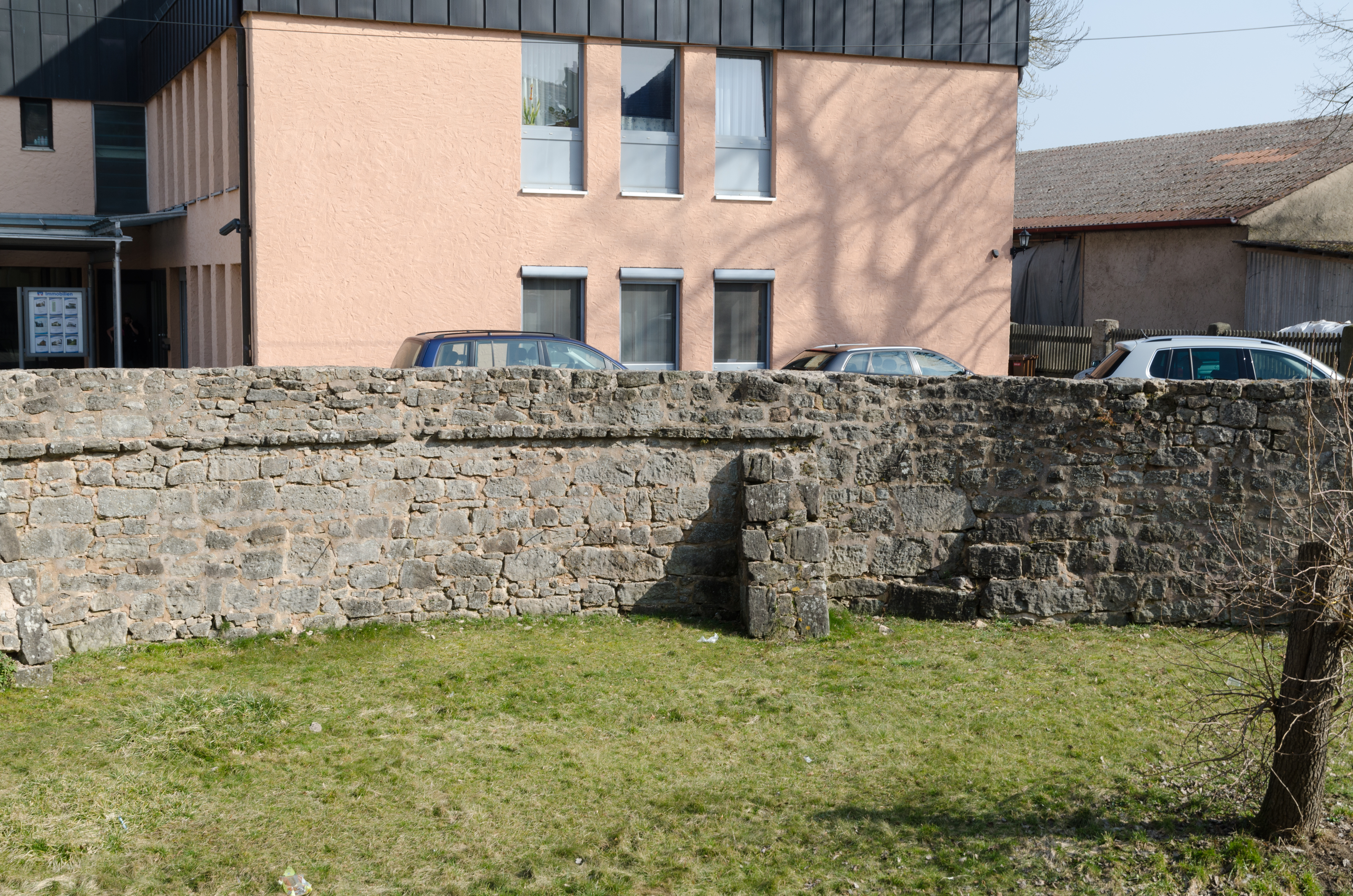
Westlicher Graben vor dem Oberen Tor weitere Bilder
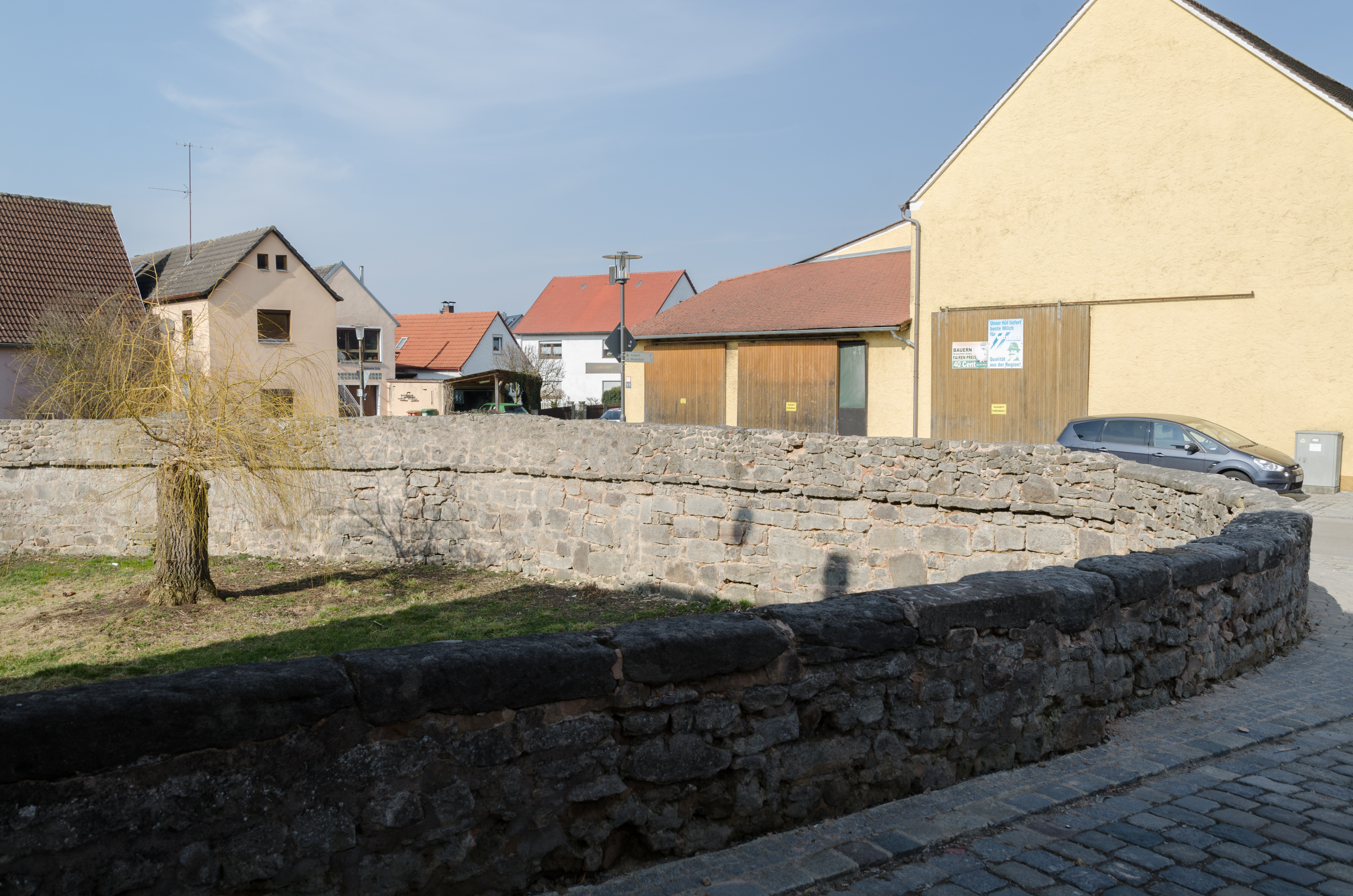
Westlicher Graben vor dem Oberen Tor weitere Bilder
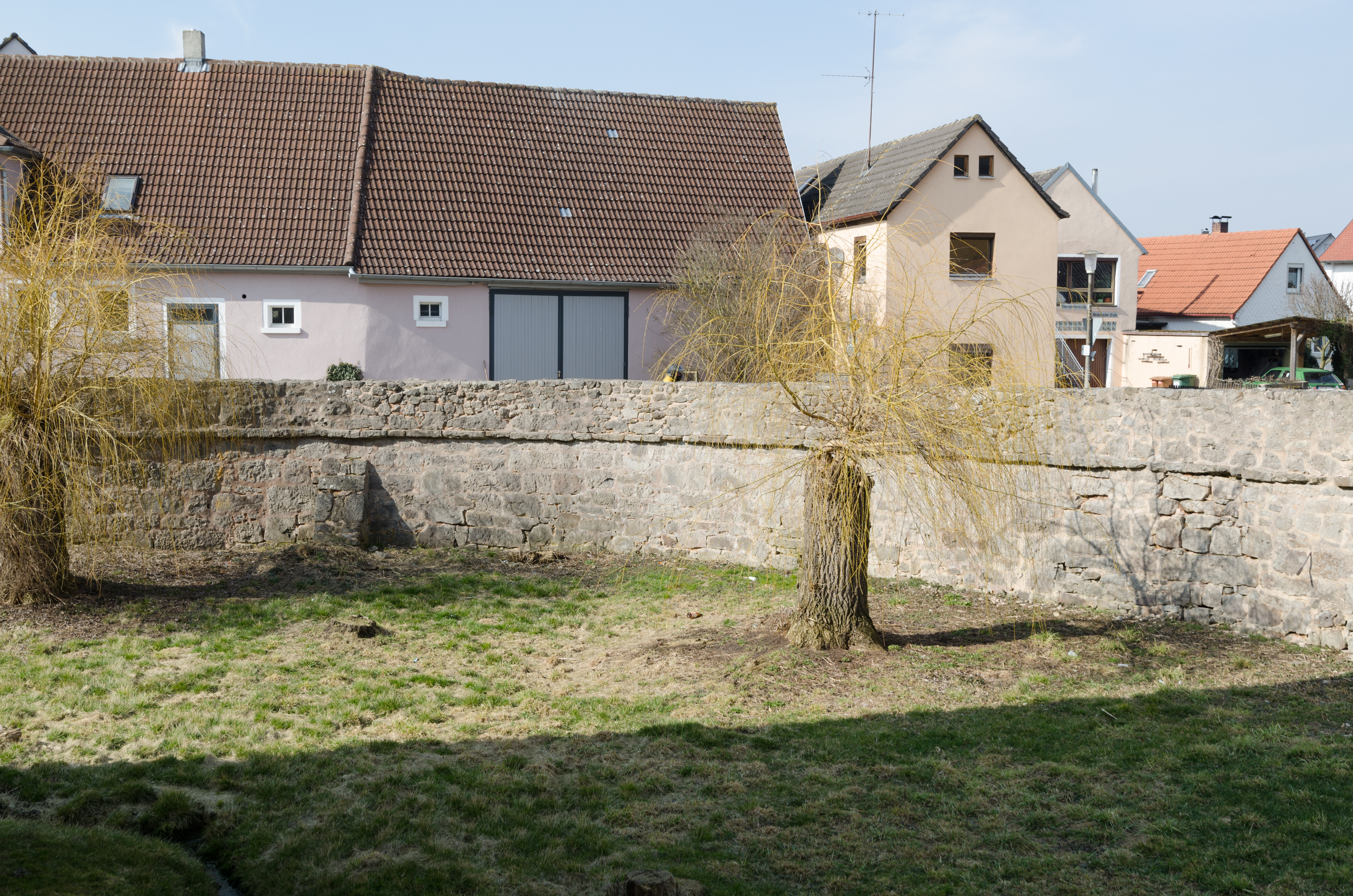
Westlicher Graben vor dem Oberen Tor weitere Bilder
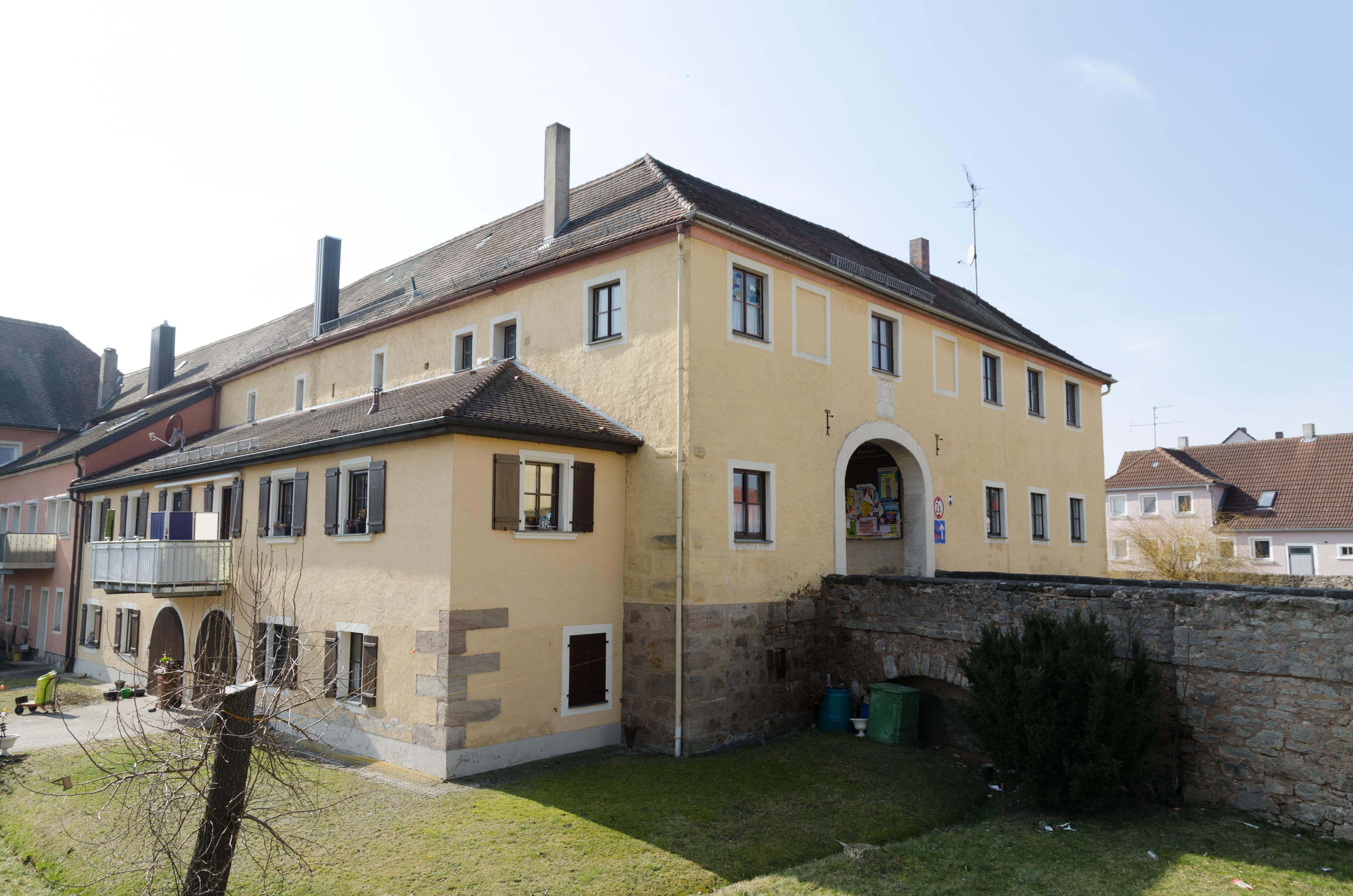
Oberes Tor mit Brücke, Feldseite weitere Bilder
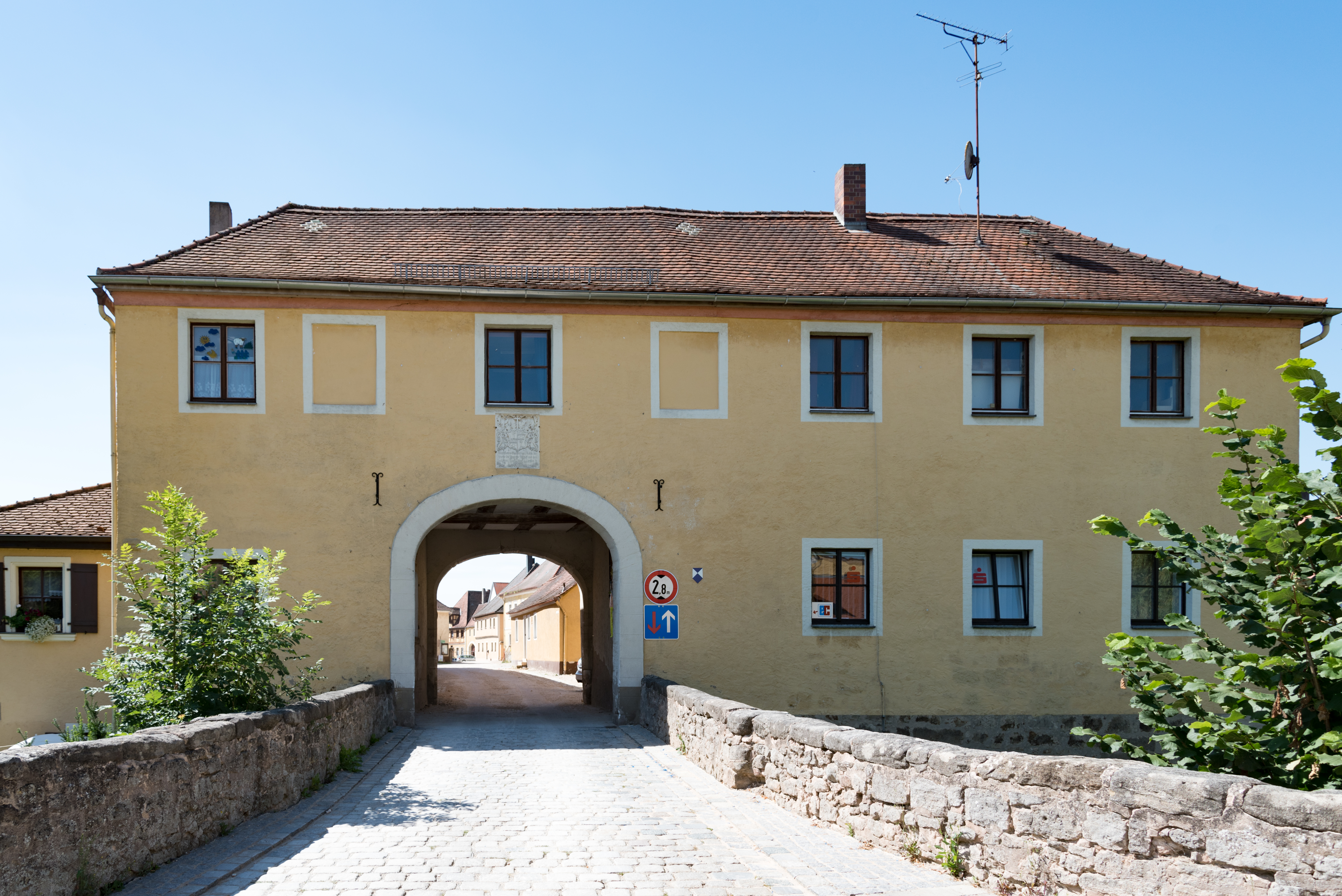
Oberes Tor, Feldseite weitere Bilder
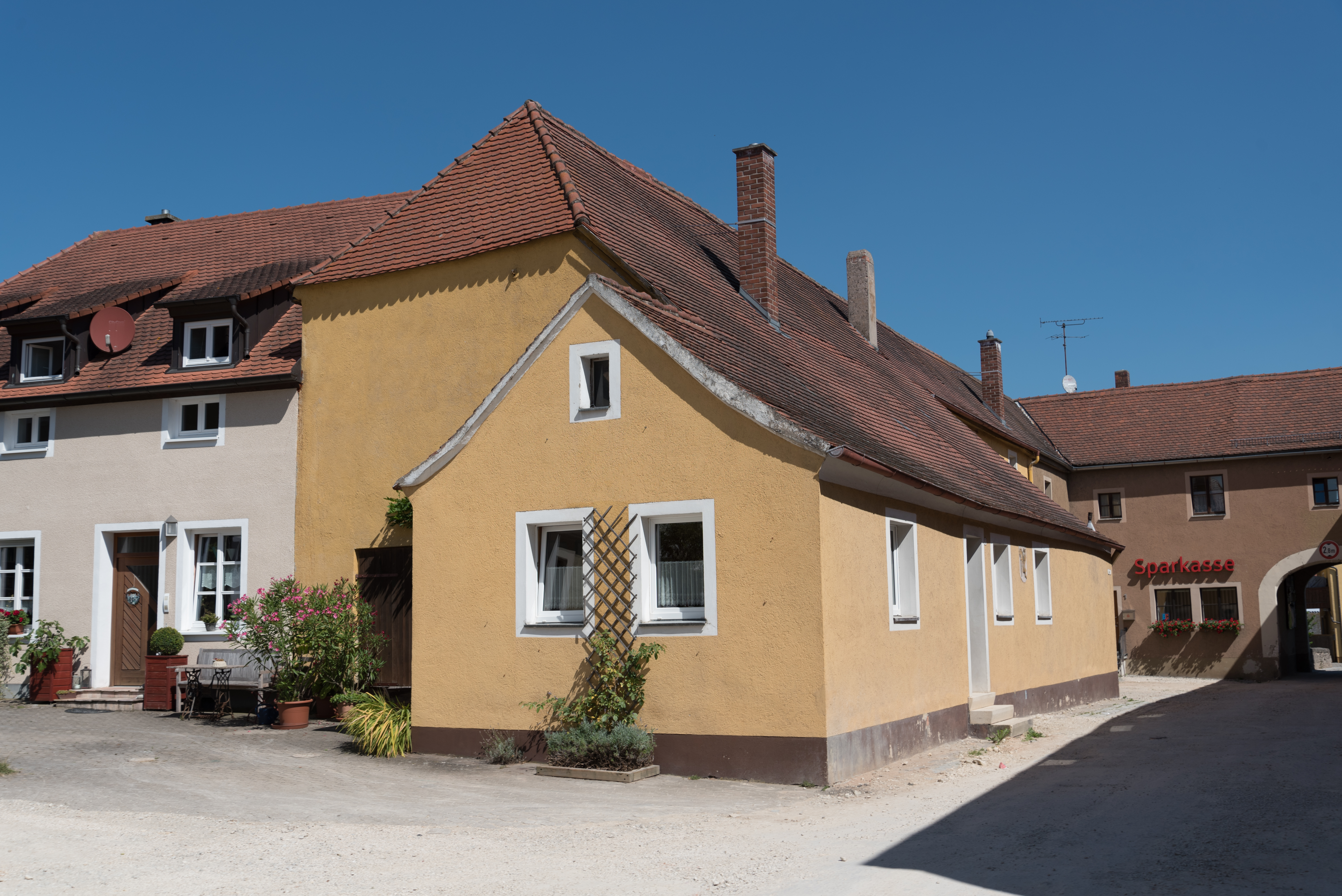
Westliche Barbakane des Oberen Tors weitere Bilder
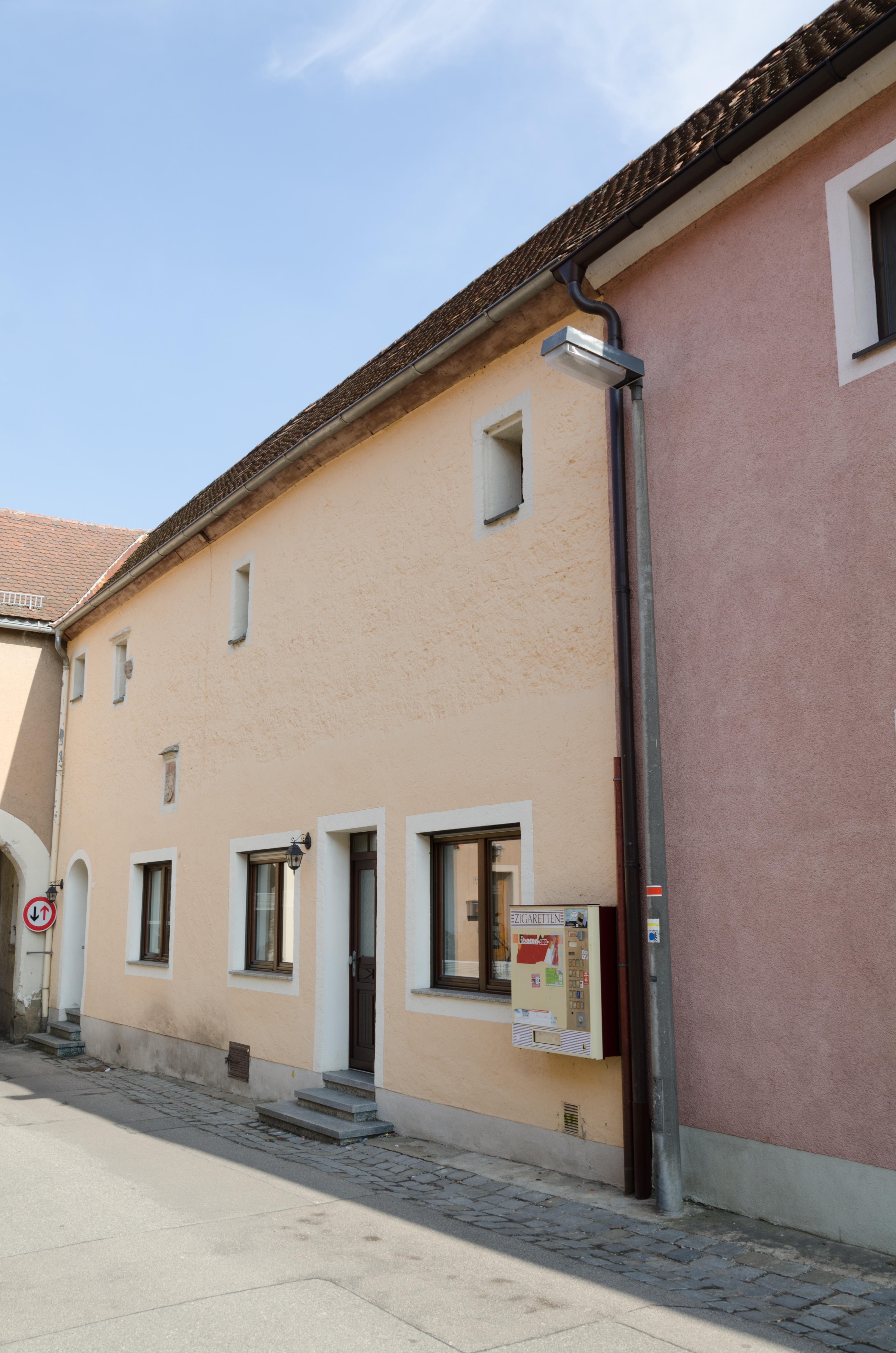
Östliche Barbakane des Oberen Tors weitere Bilder
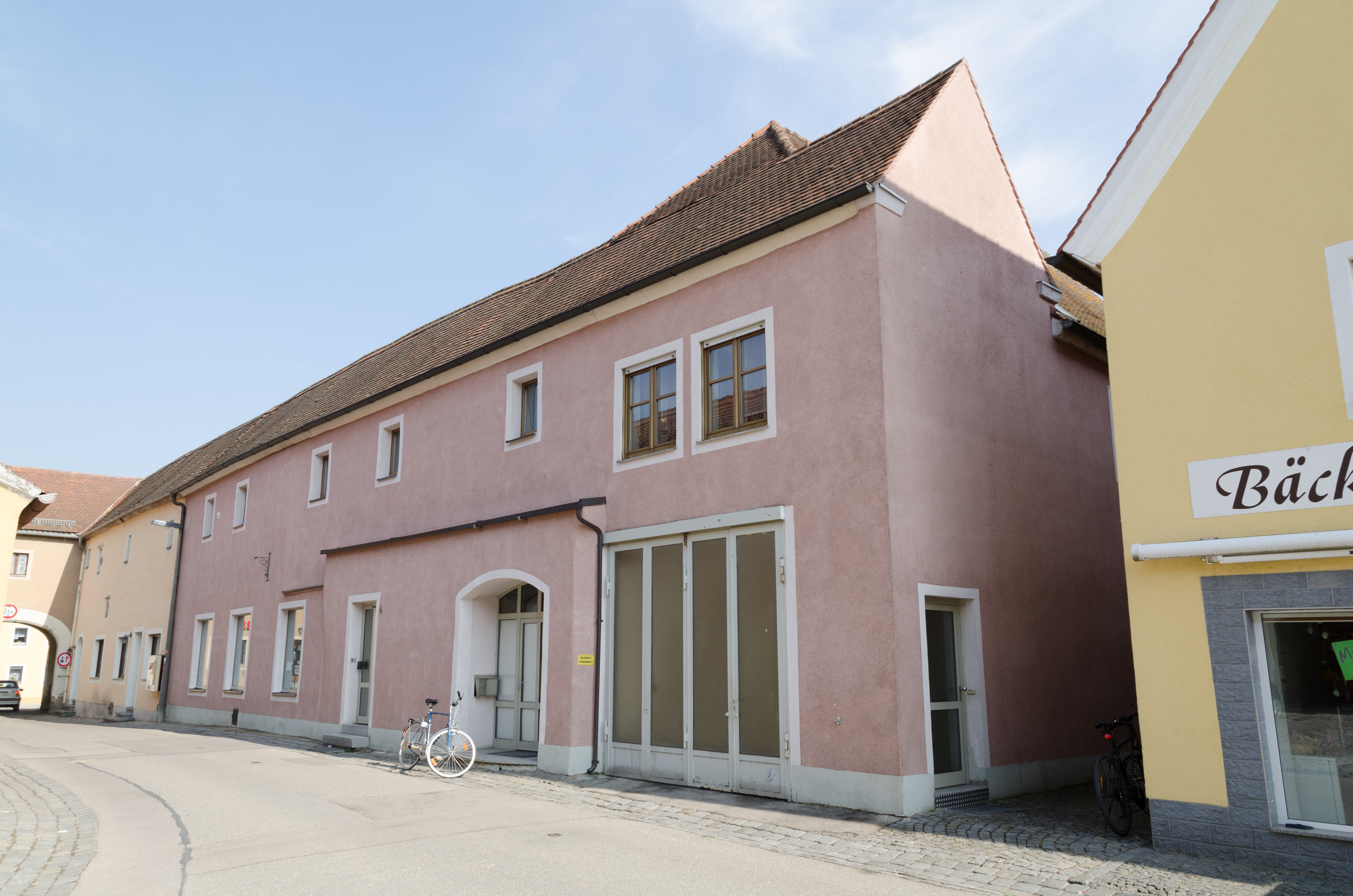
Östliche Barbakane des Oberen Tors weitere Bilder

- Stadtmauer mit Zwinger östlich Bischof-Gundekar-Straße (Lage) (Lage) (Lage) (D-5-71-189-1)
- Diebsturm oder Bettelturm (Lage), hoher mittelalterlicher Rundturm der Stadtbefestigung (D-5-71-189-1)
- Sogenannter Bettelsteg (Lage), Mauerdurchbruch des 18./19. Jahrhunderts, Toreinfahrt, Grabenbrücke mit Brüstung (D-5-71-189-1)
- Ehemalige Bastion (Hammergasse 10) (Lage), Freistehender Massivbau mit Walmdach und Fachwerk-Obergeschoss, im Kern mittelalterlich, Walmdach und Obergeschoss 18. Jahrhundert (D-5-71-189-44)
- Sogenannter Weißer Turm (Bischof-Gundekar-Straße 5) (Lage), Rundturm mit Kegeldach, 15. Jahrhundert (D-5-71-189-1)

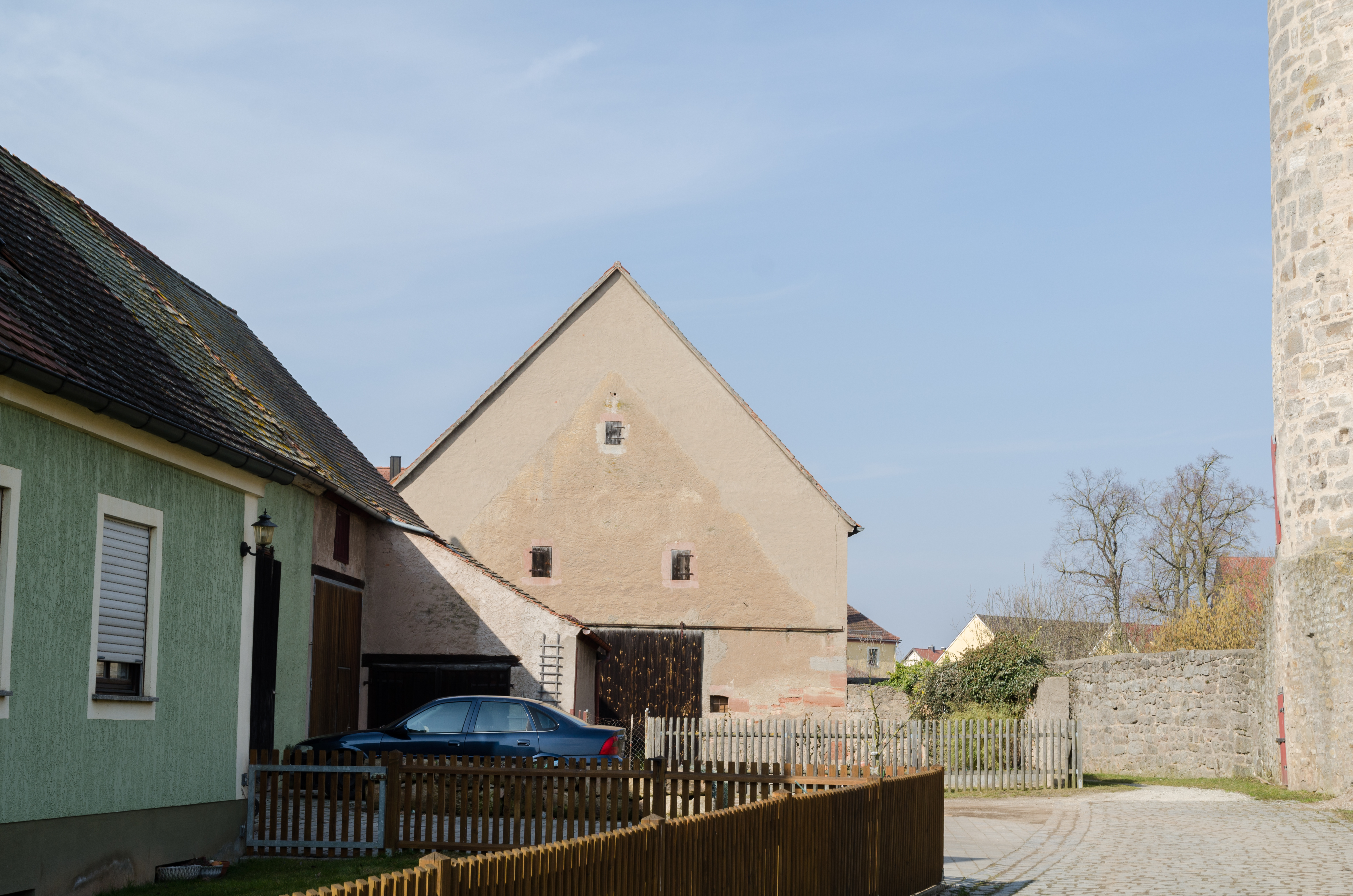
Stadtmauer nördlich des Diebsturms weitere Bilder
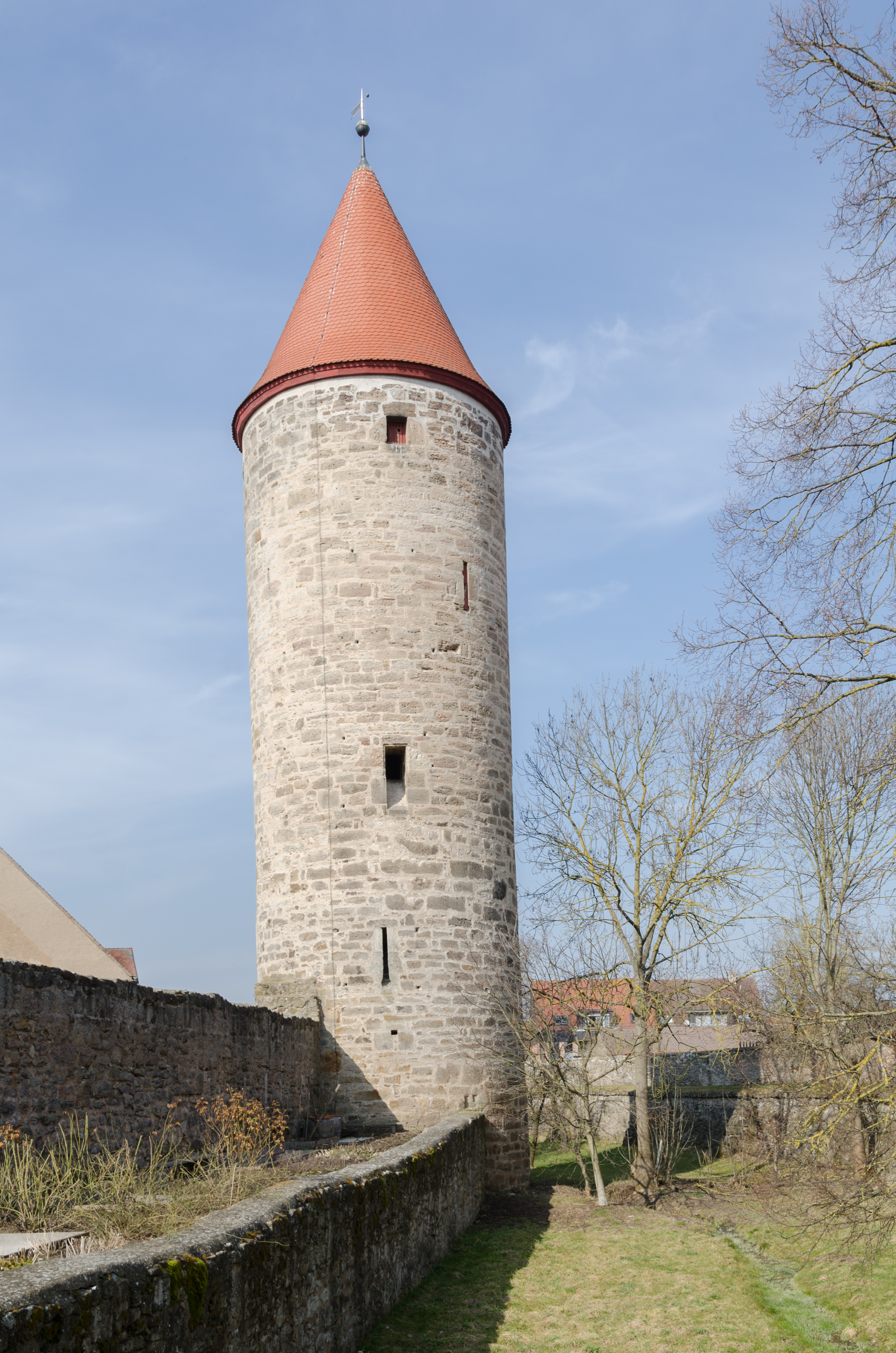
Diebsturm weitere Bilder
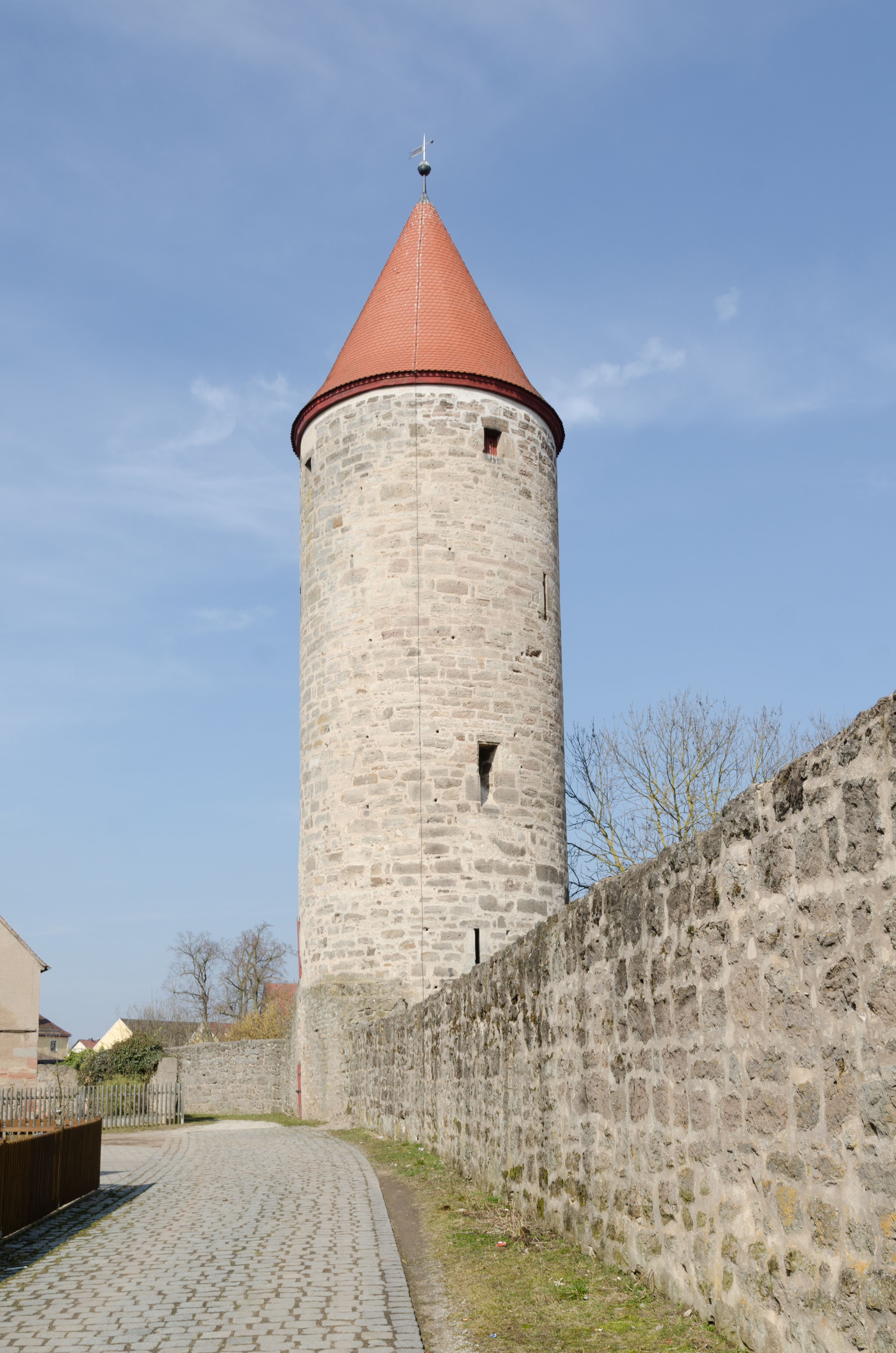
Diebsturm weitere Bilder
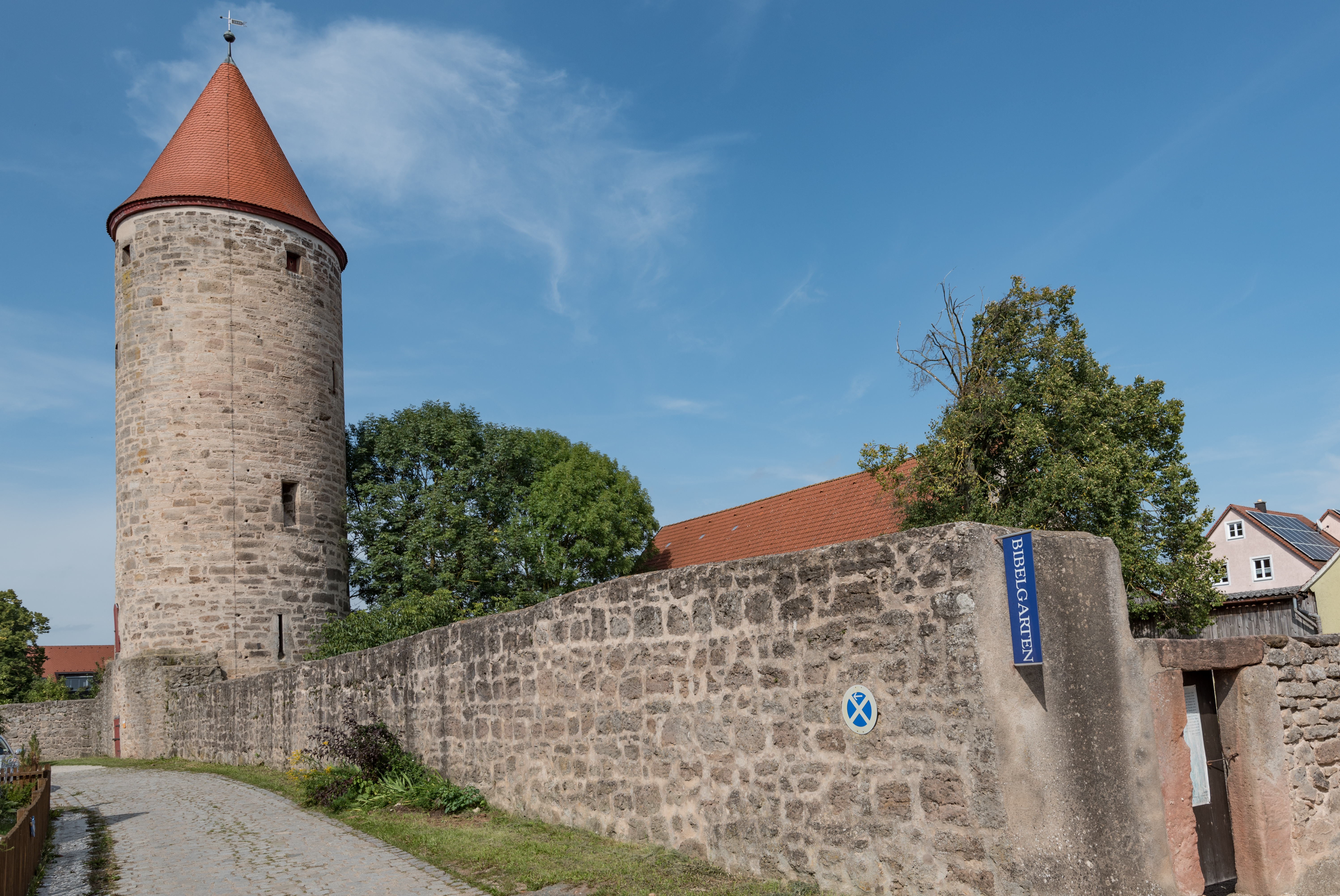
Stadtmauer südlich des Diebsturms weitere Bilder
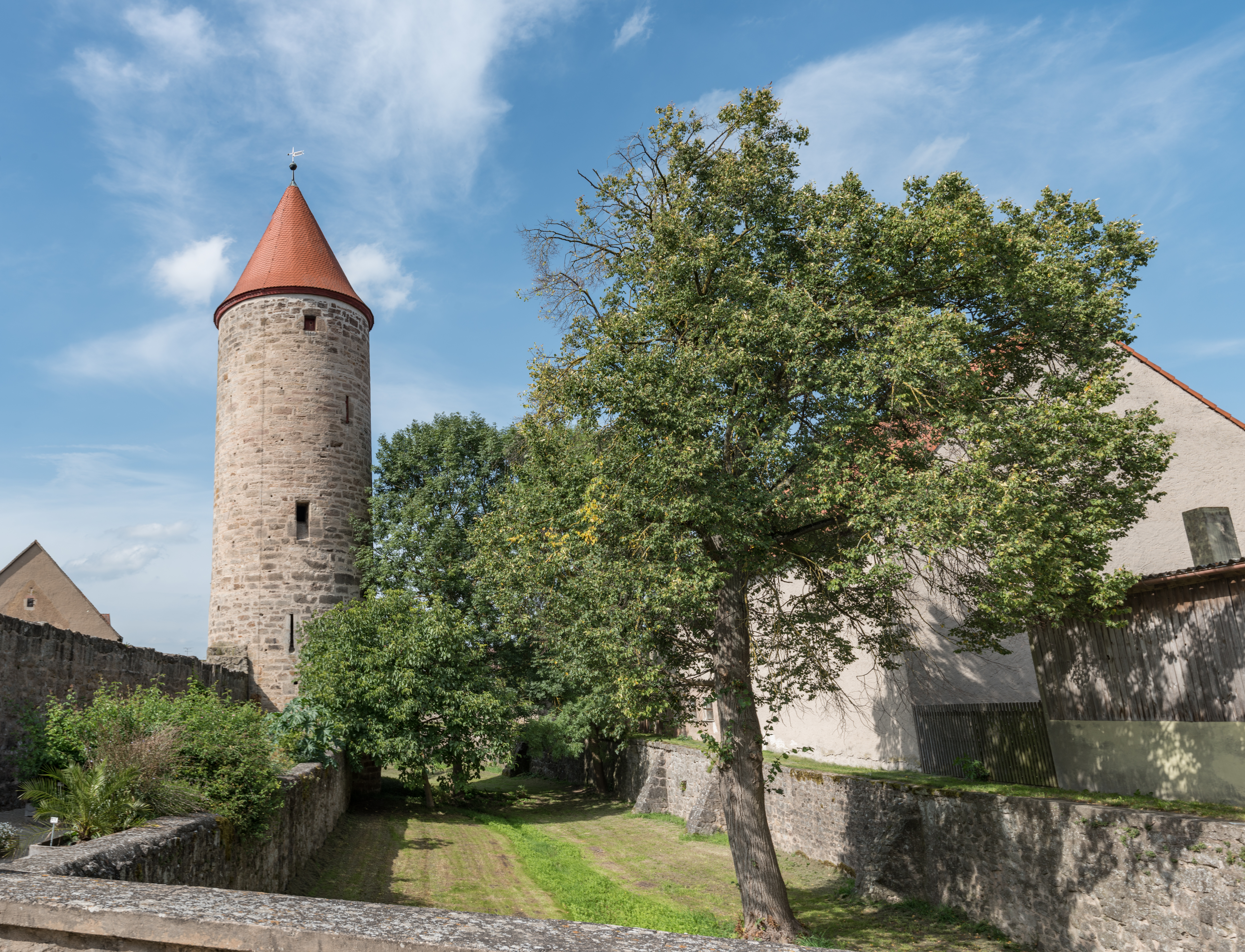
Stadtmauer und Zwinger südlich des Diebsturms weitere Bilder
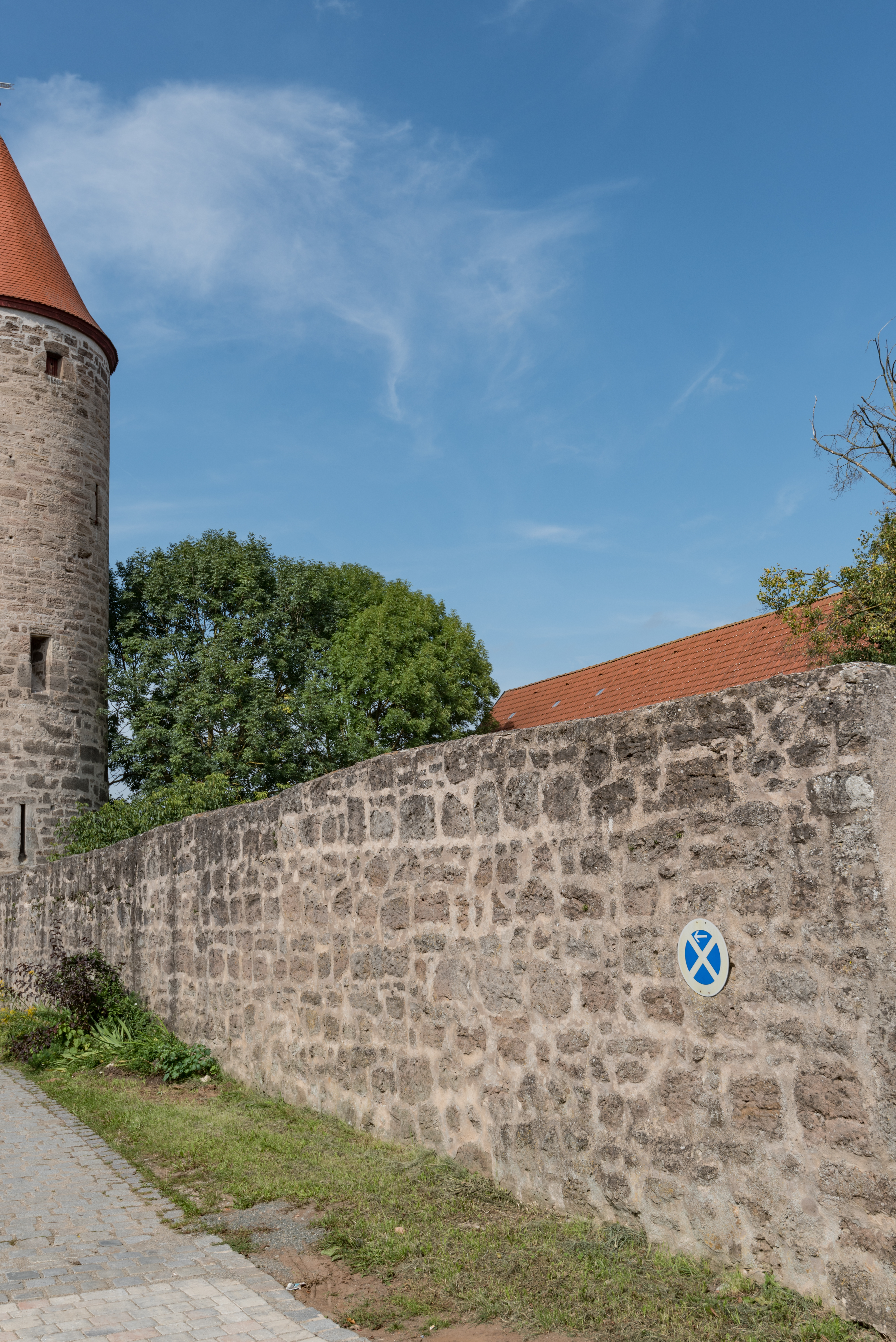
Stadtmauer und Zwinger südlich des Diebsturms weitere Bilder
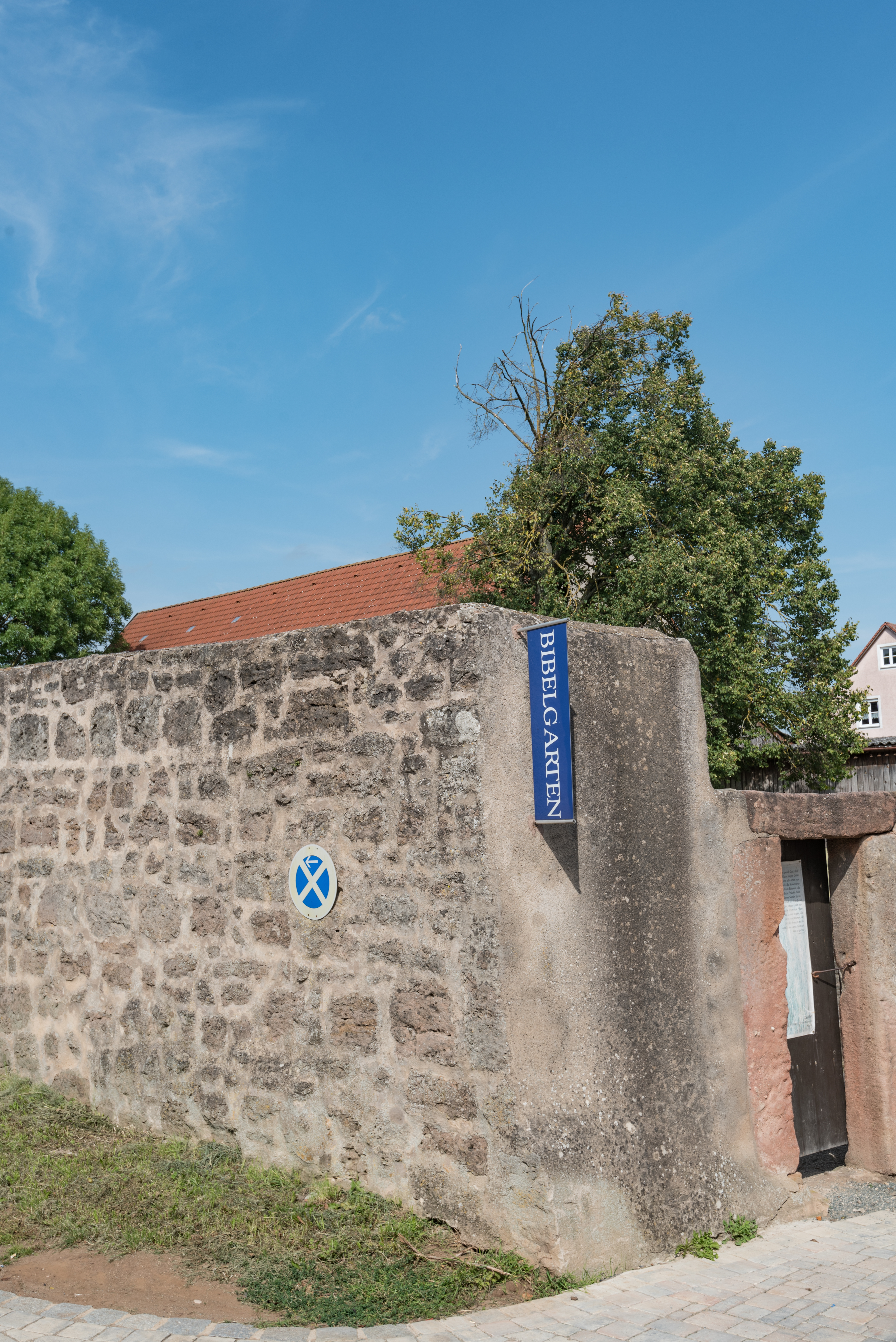
Stadtmauer und Zwinger südlich des Diebsturms weitere Bilder
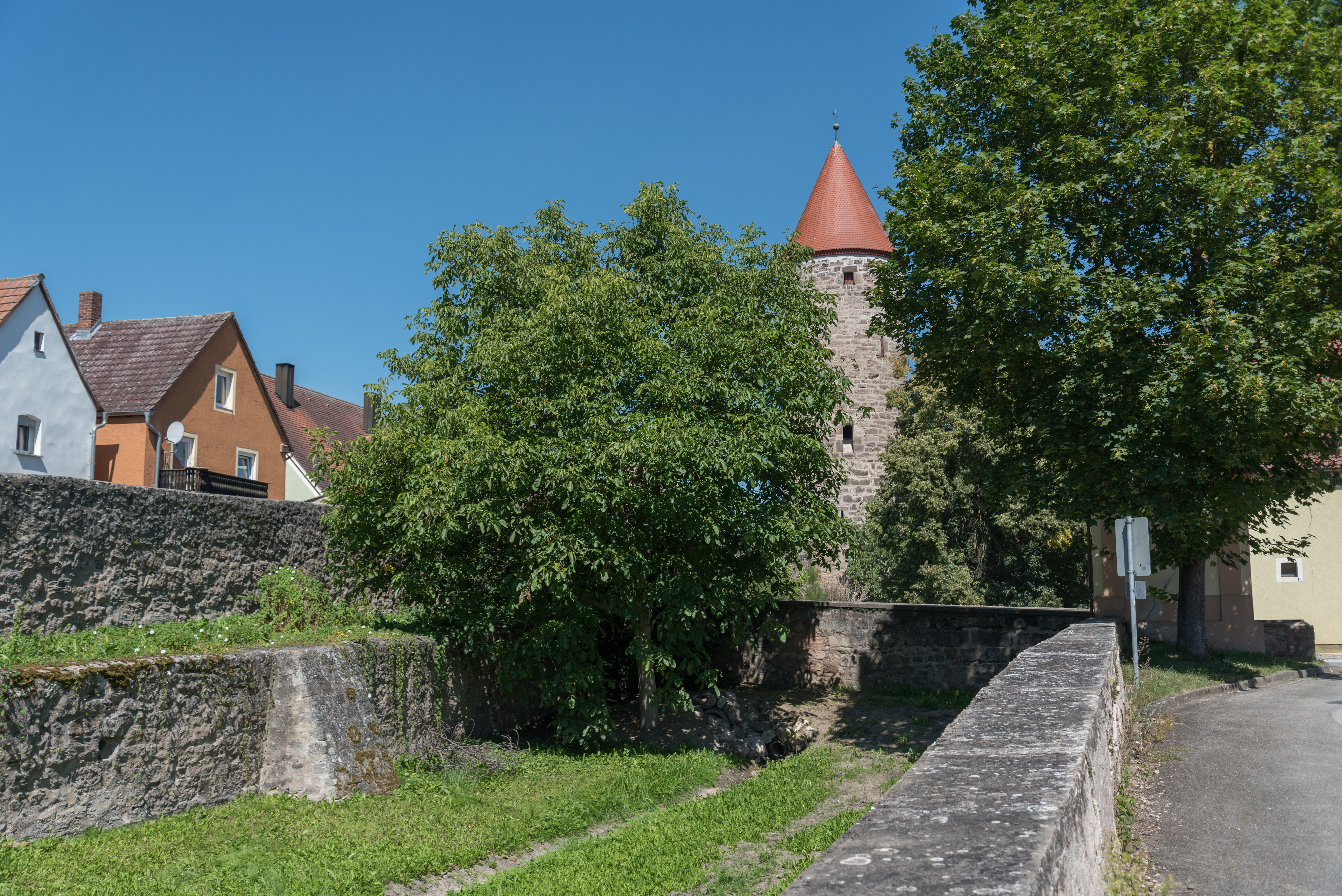
Bettelsteg und Zwinger von Süden weitere Bilder
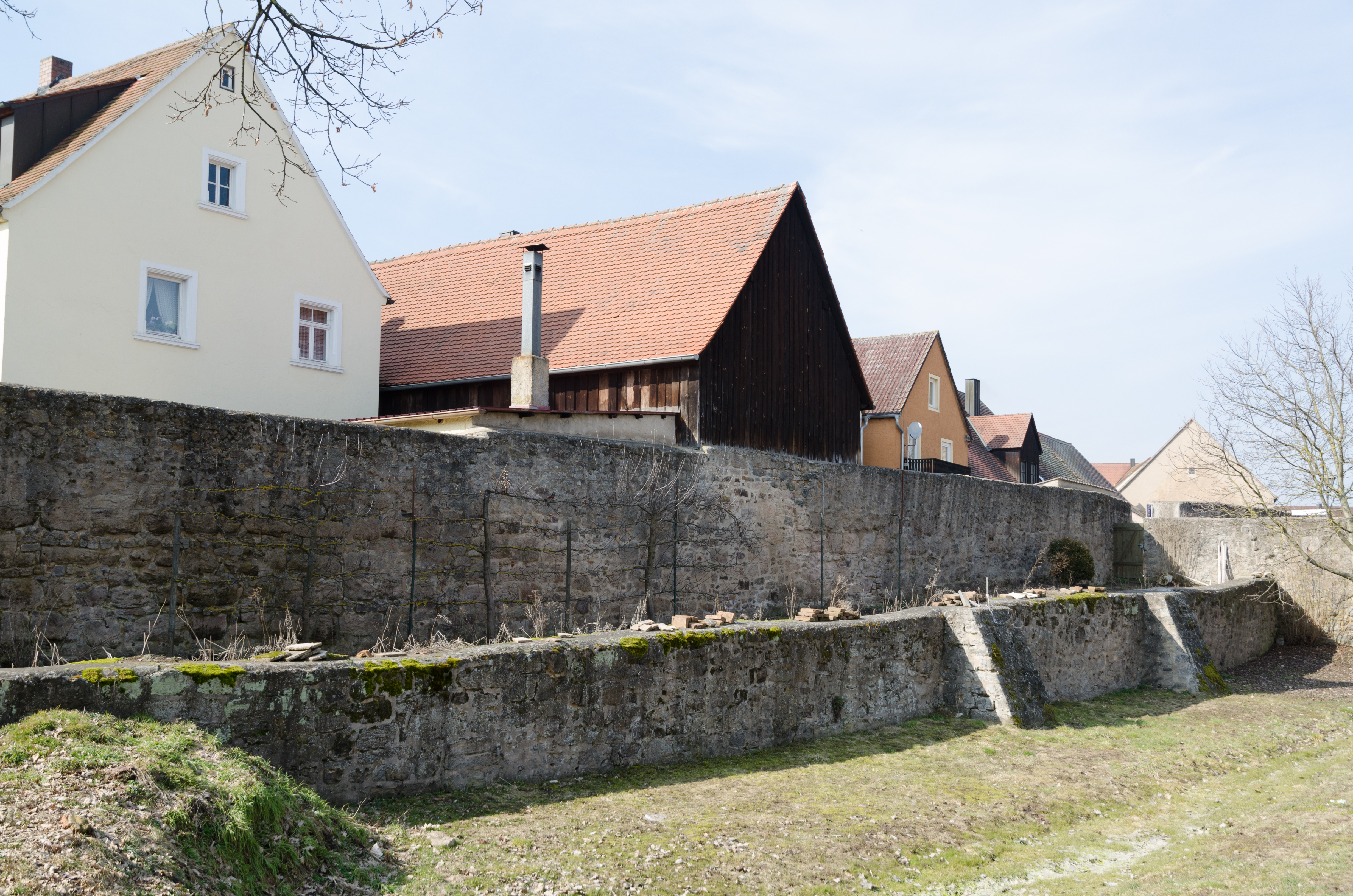
Stadtmauer und Zwinger von Osten weitere Bilder
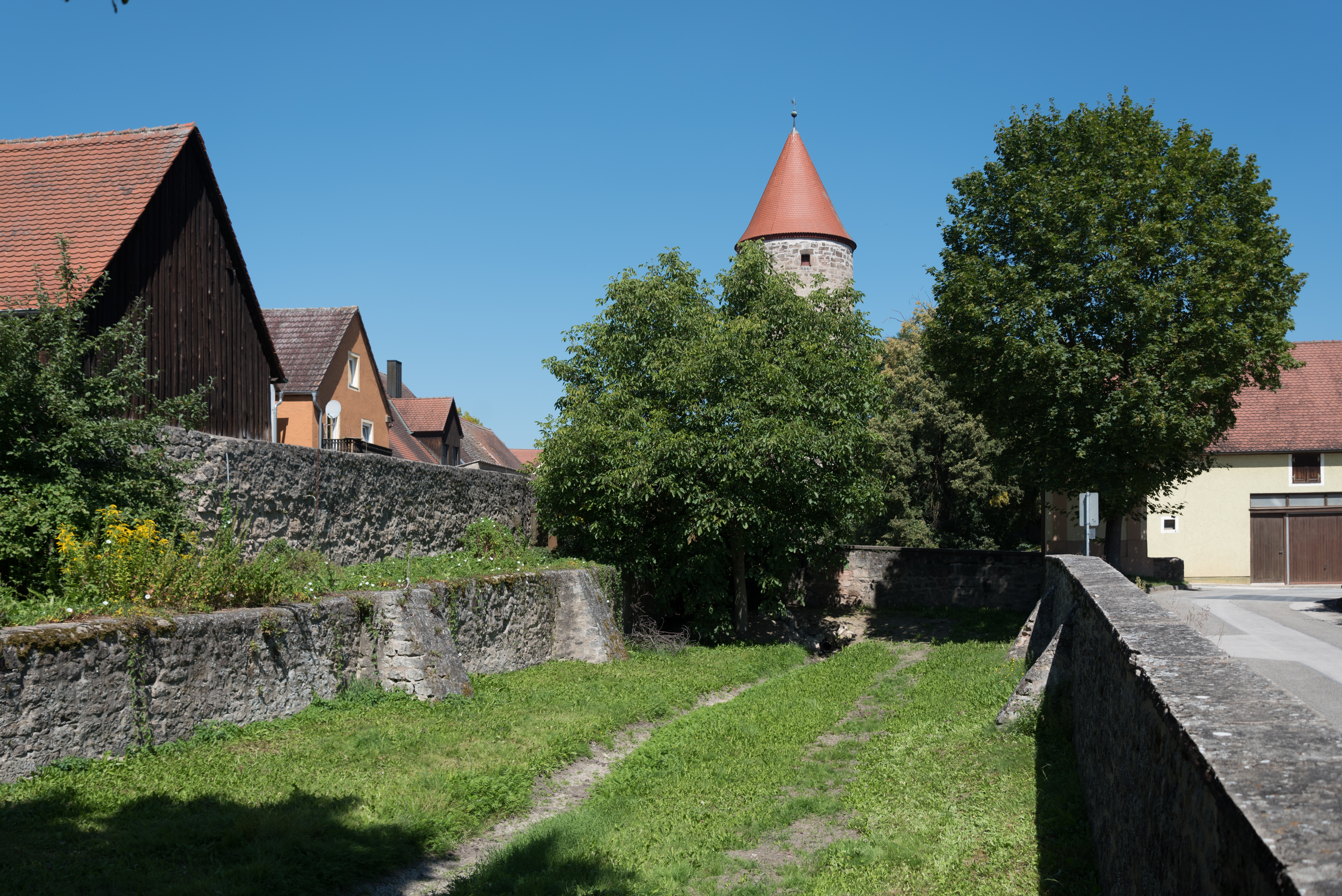
Stadtmauer und Zwinger von Osten weitere Bilder
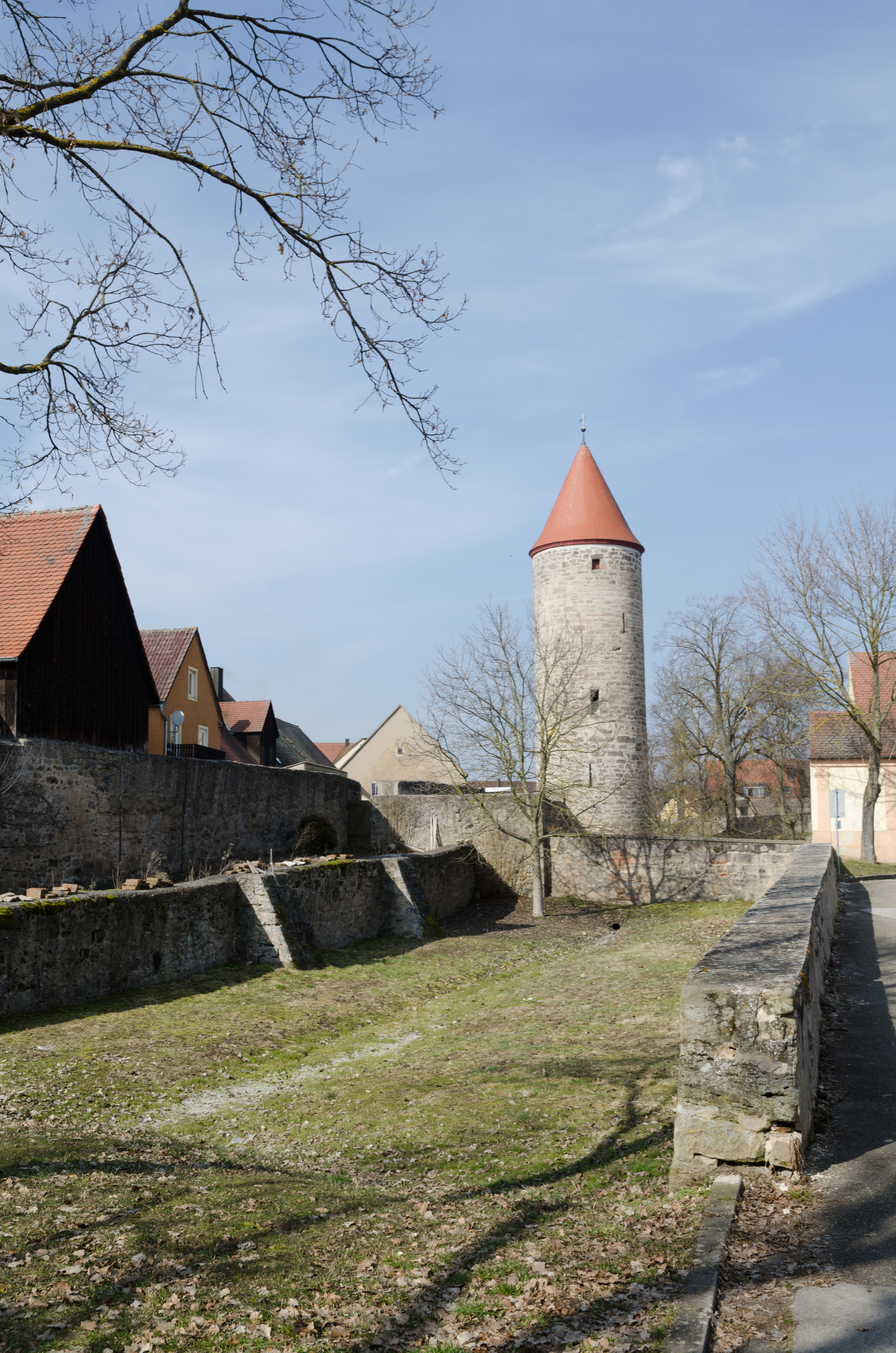
Stadtmauer und Zwinger von Osten weitere Bilder
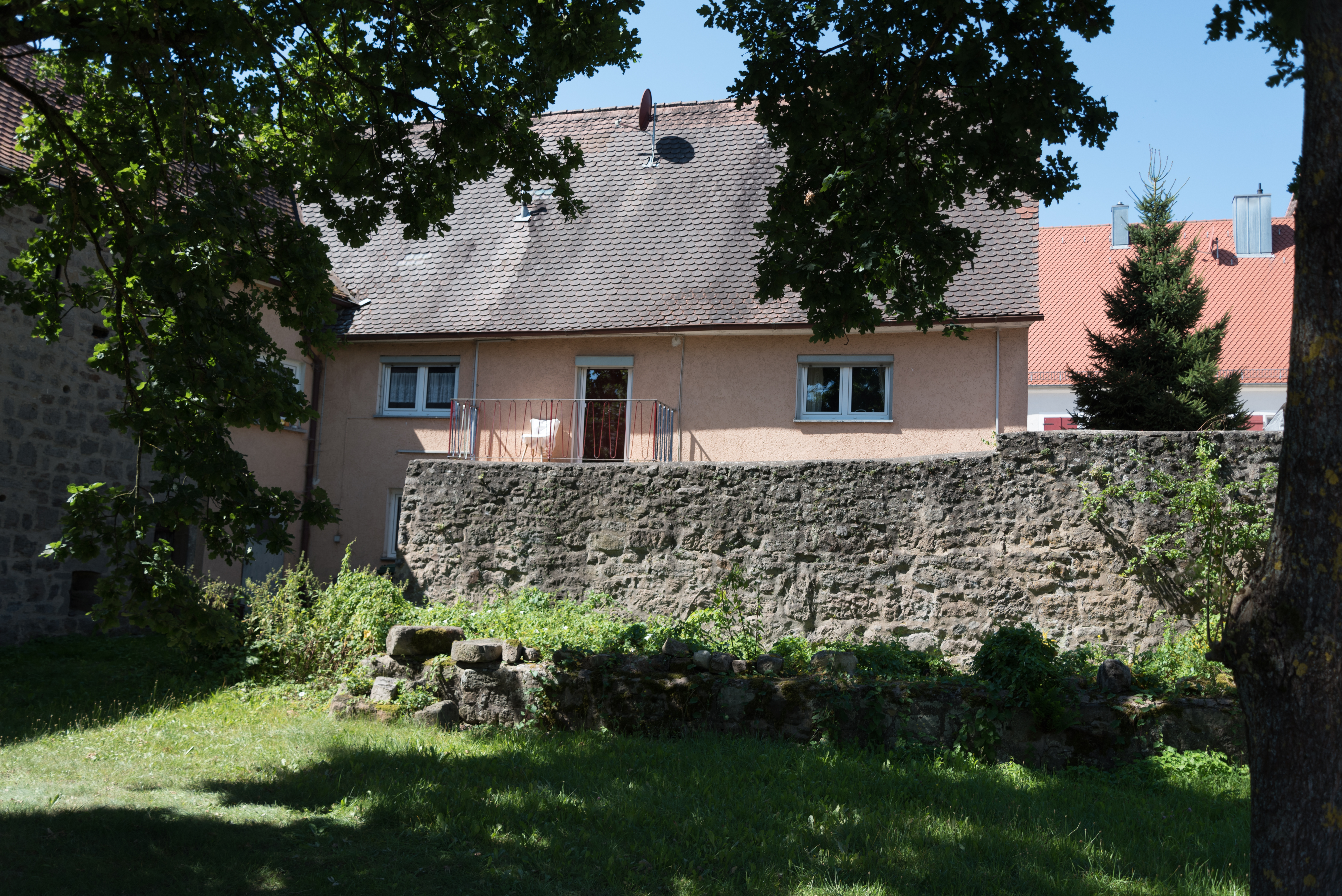
Stadtmauer und Zwinger von Osten weitere Bilder
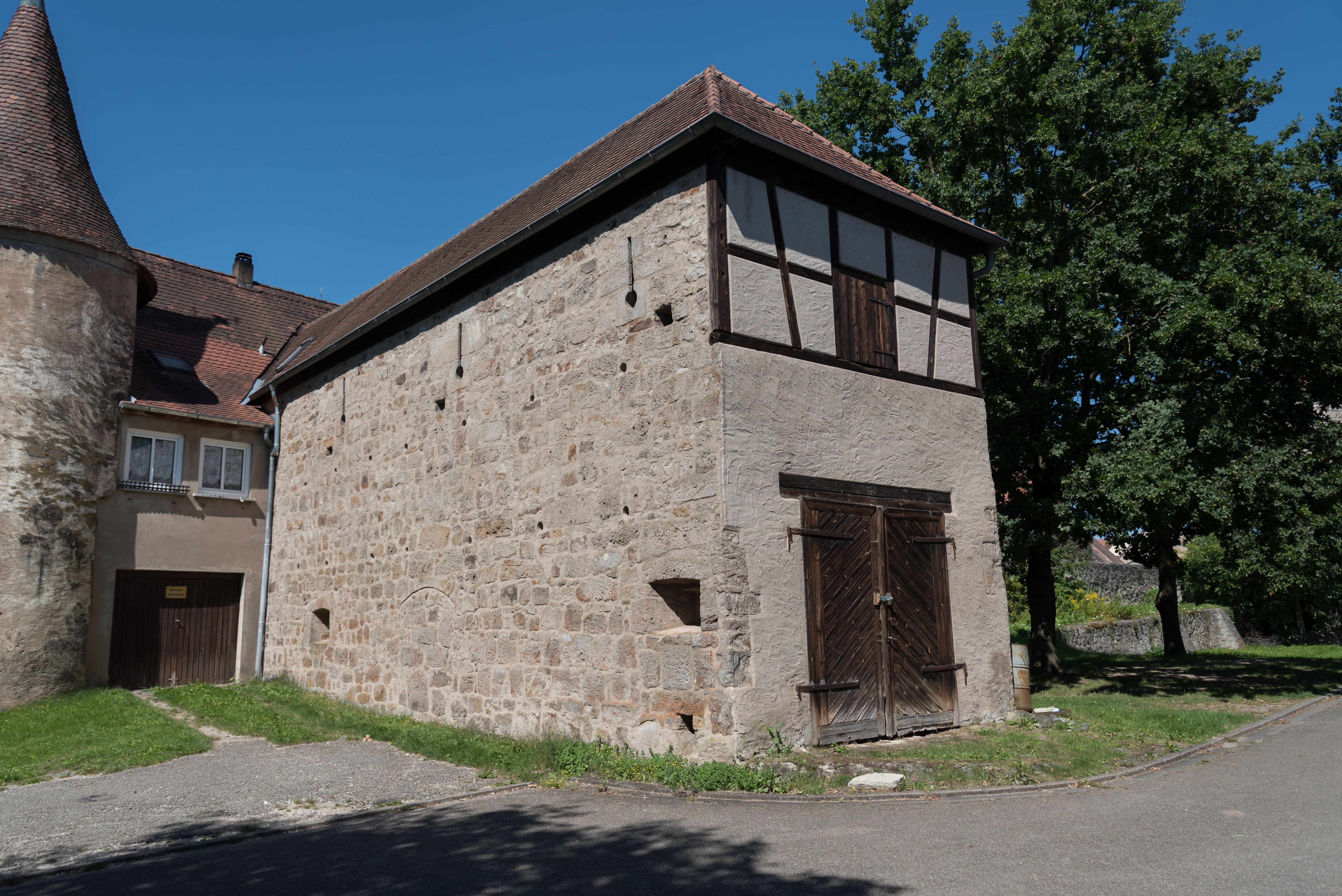
Südöstliche Bastion weitere Bilder
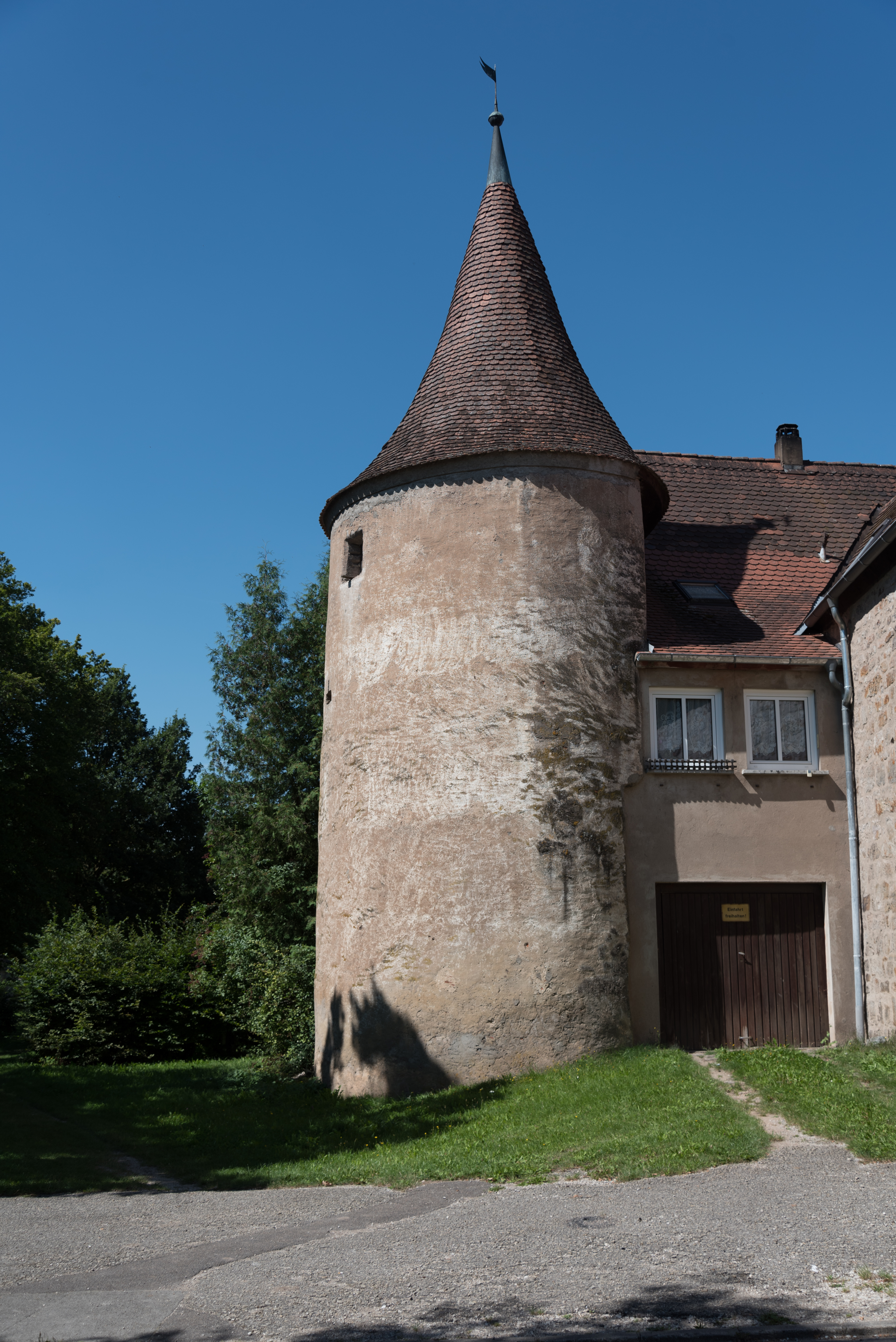
Weißer Turm weitere Bilder

- Stadtmauer an der Südostseite bei Bischof-Gundekar-Straße 4 (Lage) (D-5-71-189-39), 3 (Lage) (D-5-71-189-37), bei Nr. 2 mit schalenturmartiger Ausbuchtung (Lage)

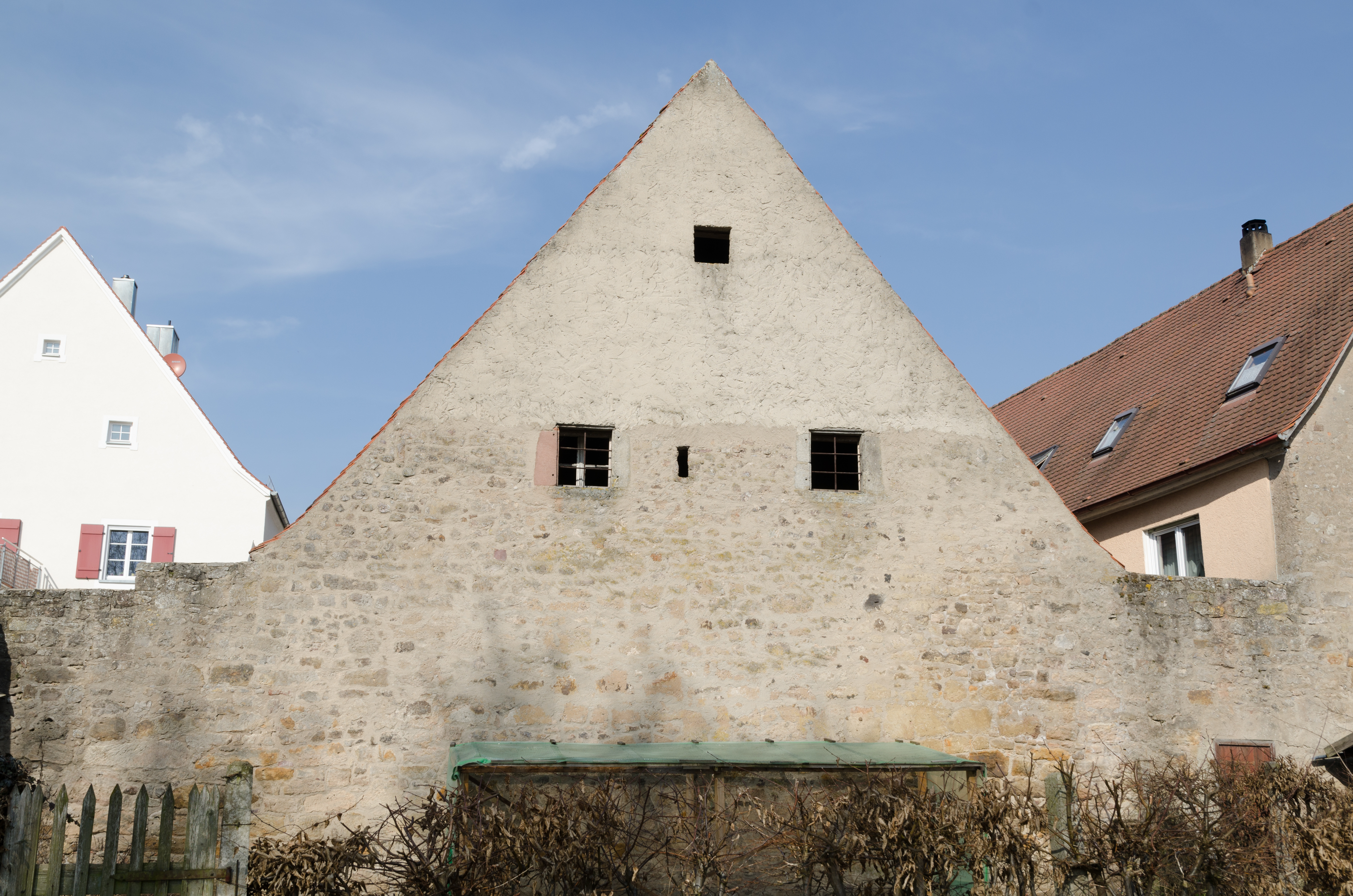
Südöstliche Stadtmauer bei Bischof-Gundekar-Straße 4 weitere Bilder
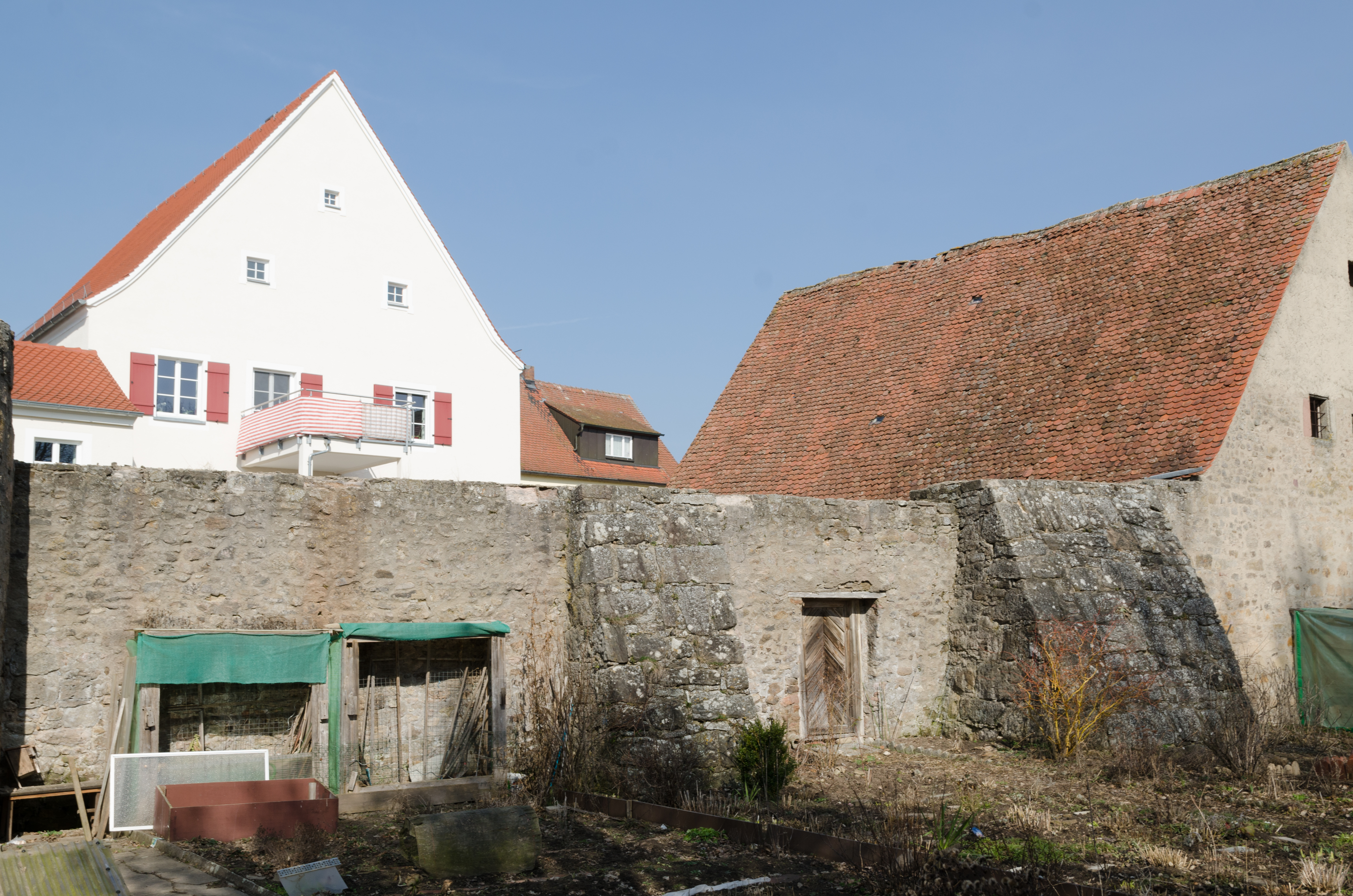
Südöstliche Stadtmauer bei Bischof-Gundekar-Straße 3 weitere Bilder
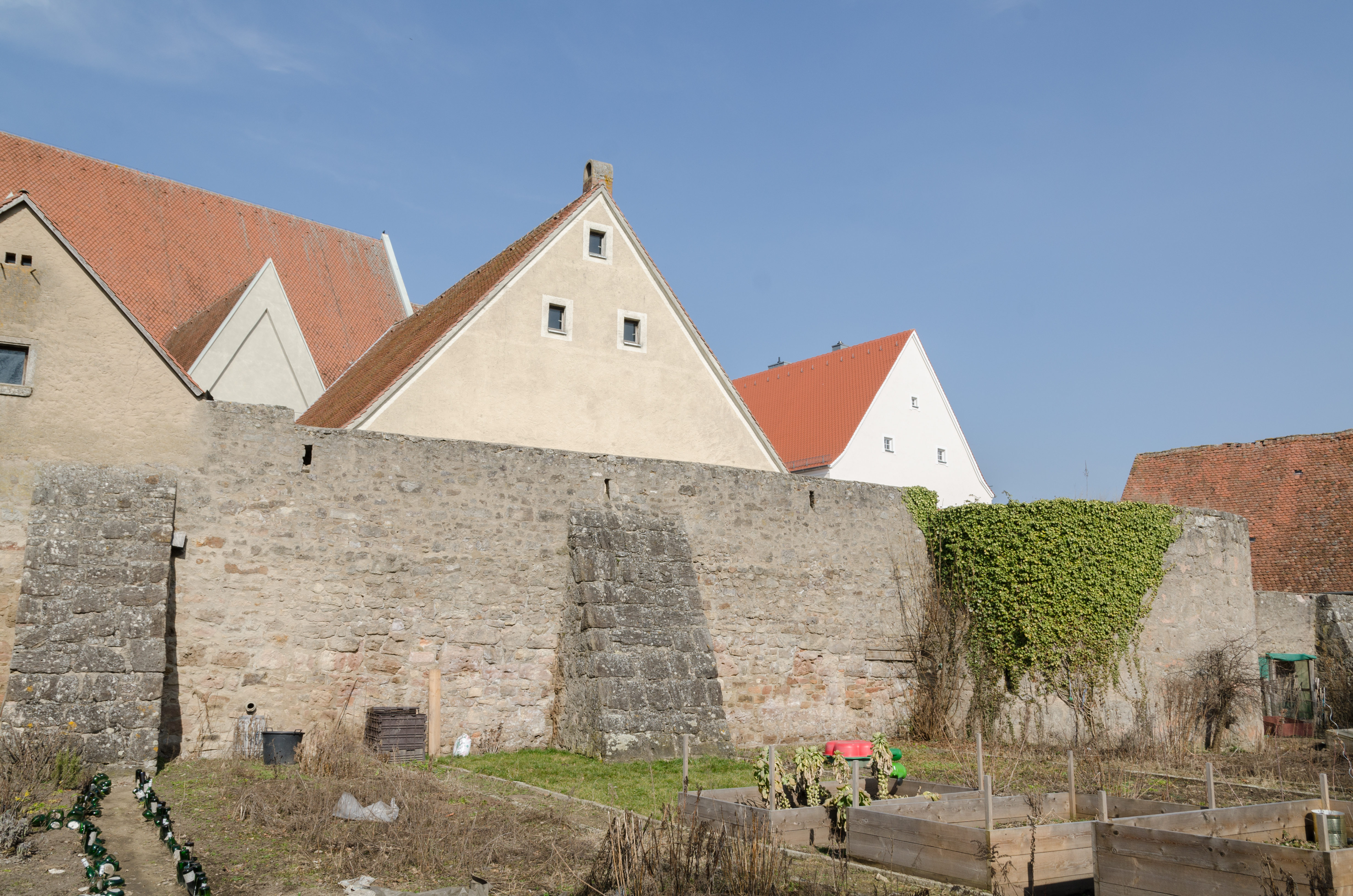
Südöstliche Stadtmauer bei Bischof-Gundekar-Straße 2 weitere Bilder
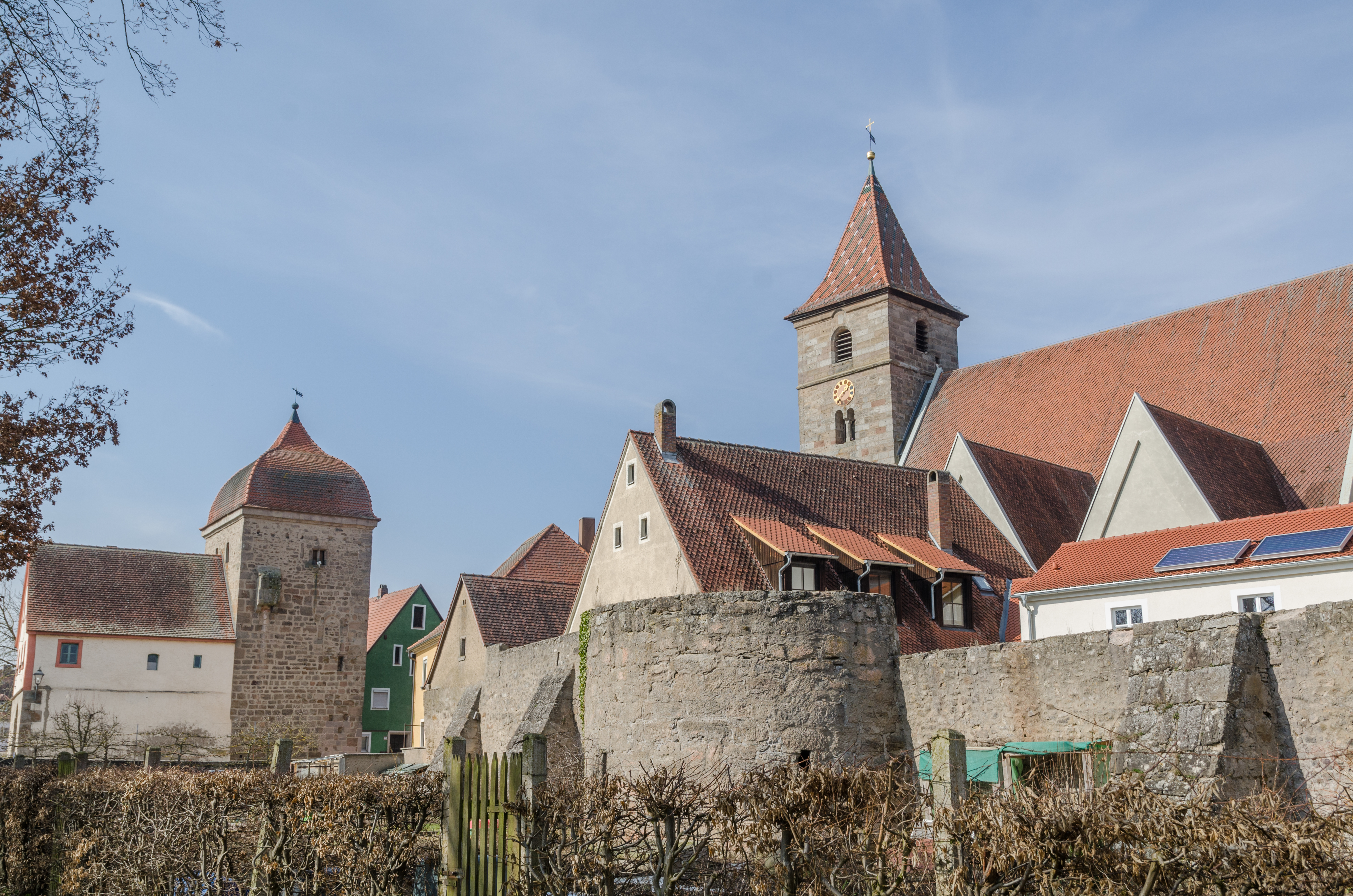
Südöstliche Stadtmauer von Osten weitere Bilder
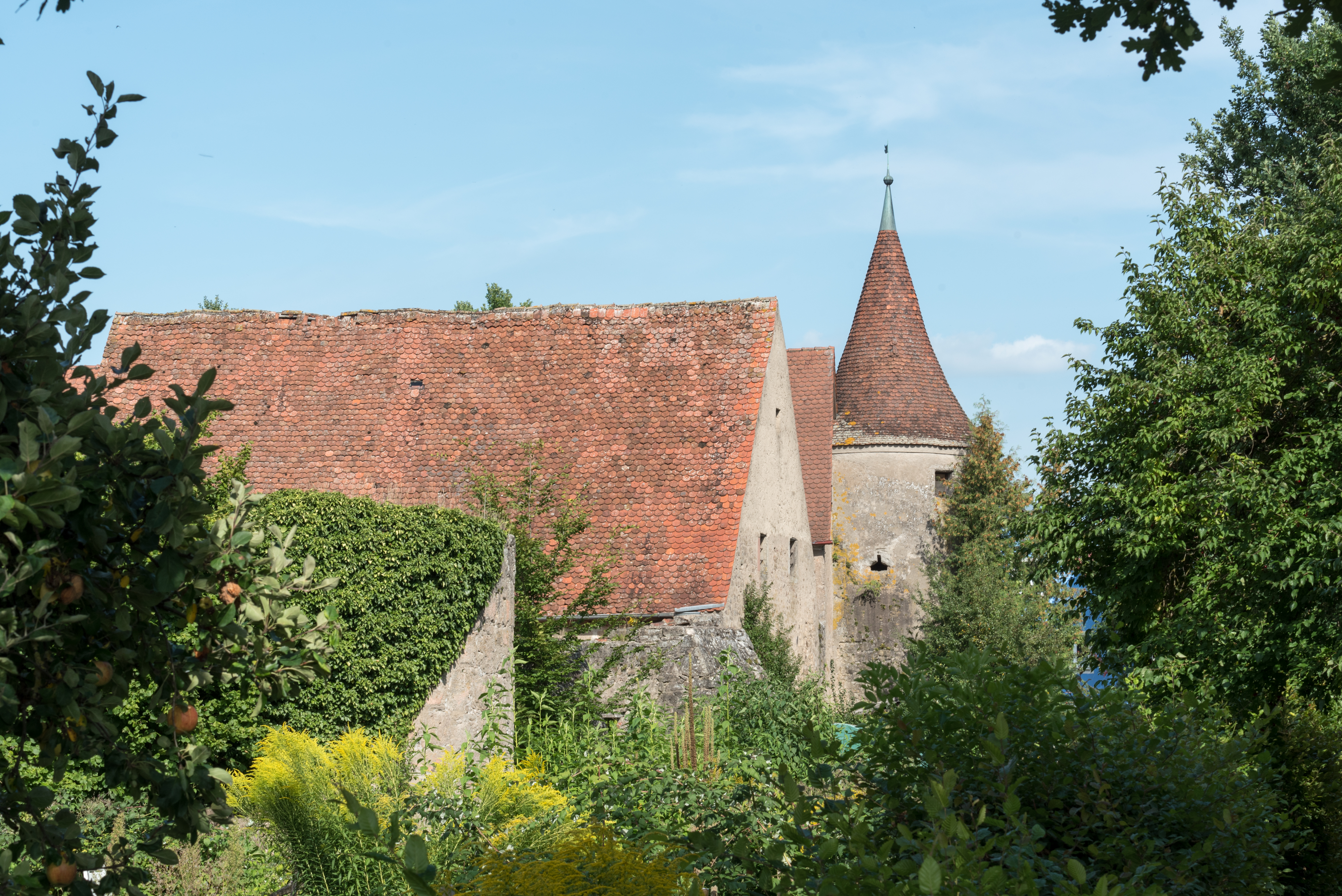
Südöstliche Stadtmauer von Westen weitere Bilder
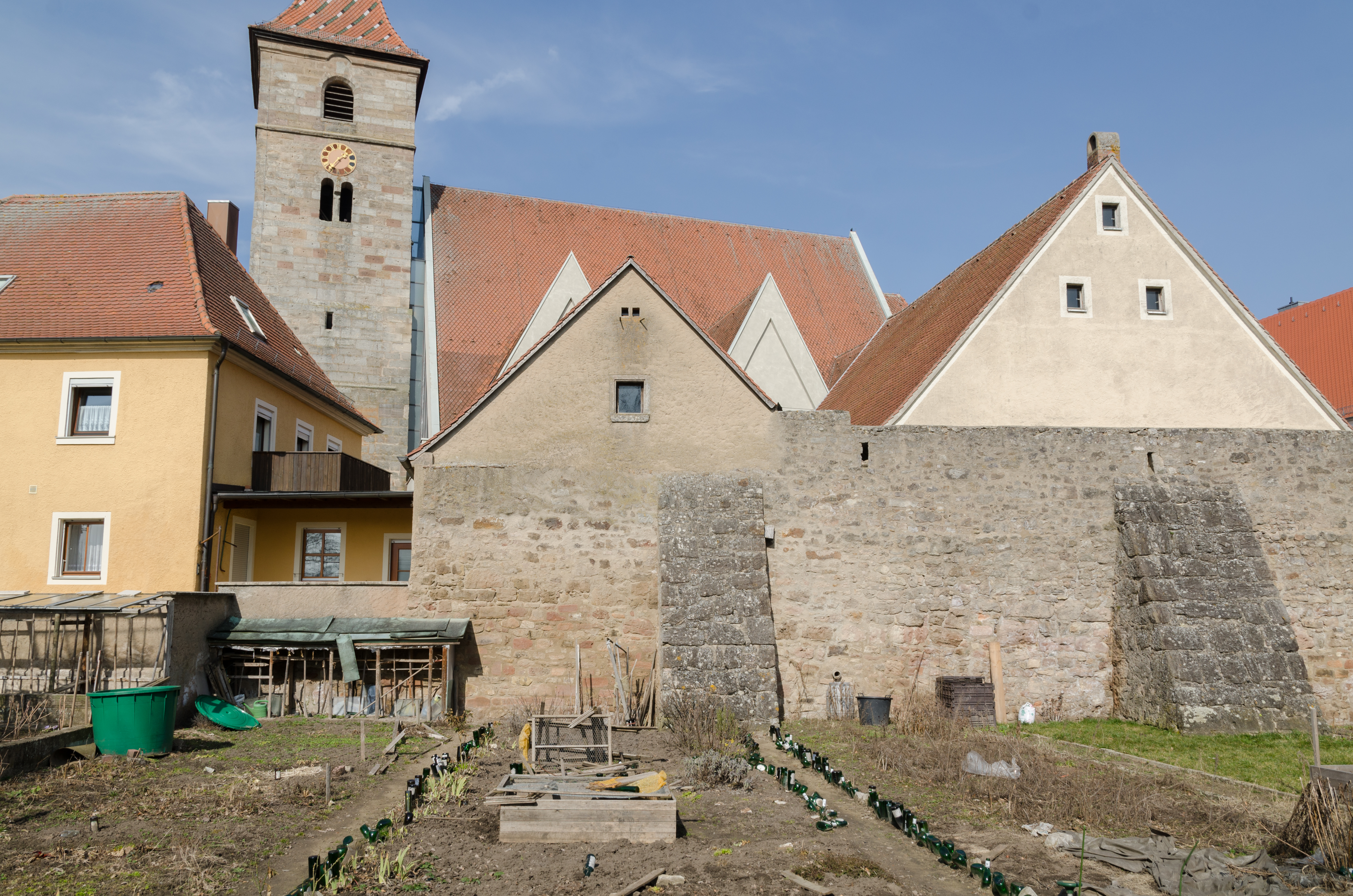
Südöstliche Stadtmauer bei Altstadt 24 weitere Bilder

## Baudenkmäler nach Gemeindeteilen

### Ornbau
| Lage                                                                                              | Objekt                                       | Beschreibung | Akten-Nr.     | Bild |
| ------------------------------------------------------------------------------------------------- | -------------------------------------------- | --- | ------------- | --- |
| Altstadt (bei Nr. 39) (Standort)                                                                  | Steinerner Brunnenschacht                    | Wohl 18. Jahrhundert | D-5-71-189-28 | [[Vorlage:Bilderwunsch/code!/C:49.176,10.65584!/D:Altstadt (bei Nr. 39), Steinerner Brunnenschacht!/\|BW]]                                                   |
| Altstadt 4 ()                                                                                     | Wohnhaus                                     | zweigeschossiges Gebäude mit Sattel- und Walmdach, 18./19. Jahrhundert, Teil der spätmittelalterlichen ehemaligen Oberen Torburg und Barbakane                                                                      | D-5-71-189-5  | |
| Altstadt 5 (Standort)                                                                             | Ehemaliges Kastenamt, jetzt Volksschule      | Zweigeschossiger Mansarddachbau, Mittelrisalit mit Dreiecksgiebel, Wappenrelief und Inschrift, von Domenico Salle, 1764                                                                                             | D-5-71-189-6  | weitere Bilder |
| Altstadt 7 (Standort)                                                                             | Wohngebäude                                  | Zweigeschossiger Walmdachbau, mit Geschossgliederung und geohrten steinernen Rahmungen, mit Vortreppe, zweite Hälfte 18. Jahrhundert                                                                                | D-5-71-189-7  | weitere Bilder |
| Altstadt 8 (Standort)                                                                             | Ehemaliges Kaplanhaus                        | Dreiseitig freigestellter, zweigeschossiger Walmdachbau, bezeichnet „1800“ | D-5-71-189-8  | weitere Bilder |
| Altstadt 9 (Standort)                                                                             | Wohnhaus                                     | Zweigeschossiger Walmdachbau, mit vorkragendem Obergeschoss, im Kern Fachwerk, zweite Hälfte 18. Jahrhundert | D-5-71-189-9  | weitere Bilder |
| Altstadt 15 (Standort)                                                                            | Wohnhaus                                     | Zweigeschossiger Walmdachbau in Ecklage, mit Fachwerk-Obergeschoss, Putzgliederung und Aufzugserker, geschnitzter Türrahmen, bezeichnet „1717“                                                                      | D-5-71-189-12 | weitere Bilder |
| Altstadt 17 (Standort)                                                                            | Gasthaus                                     | Zweigeschossiger Walmdachbau mit Fachwerkobergeschoss und Aufzugserker, originaler Innenausbau, im Kern erste Hälfte 15. Jahrhundert, erneuert „1618“ (bezeichnet) und 18. Jahrhundert                              | D-5-71-189-13 | weitere Bilder |
| Altstadt 18 (Standort)                                                                            | Ehemalige Alte Vogtei                        | Zweigeschossiger Walmdachbau in Ecklage, mit rustizierten Ecklisenen und Schweifgiebelportal mit Vortreppe, bezeichnet „1482“, verändert im 17./18. Jahrhundert                                                     | D-5-71-189-14 | weitere Bilder |
| Altstadt 19 (Standort)                                                                            | Wohnhaus                                     | Zweigeschossiges massives Eckgebäude mit Krüppelwalmdach, bezeichnet „1836“, im Kern vermutlich älter | D-5-71-189-15 | weitere Bilder |
| Altstadt 20 (Standort)                                                                            | Wohn- und Geschäftshaus                      | Zweigeschossiger Walmdachbau mit Figurennische am Eck und profilierter Portaleinfassung mit Bäckerzeichen, 18. Jahrhundert                                                                                          | D-5-71-189-16 | weitere Bilder |
| Altstadt 21 (Standort)                                                                            | Gasthof                                      | Stattlicher, zweigeschossiger Walmdachbau in Ecklage, 18. Jahrhundert, mit Wappenstein bezeichnet „1649“ | D-5-71-189-17 | weitere Bilder |
| Altstadt 22 (Standort)                                                                            | Wohnhaus                                     | Zweigeschossiges giebelständiges Gebäude mit Steildach, Fachwerk verputzt, bezeichnet „1609“ | D-5-71-189-18 | weitere Bilder |
| Altstadt 25 (Standort)                                                                            | Wohnhaus                                     | Zweigeschossiger Traufseitbau mit steilem Satteldach und vorkragendem Giebel, Obergeschoss verputztes Fachwerk, im Kern vor 1500                                                                                    | D-5-71-189-21 | weitere Bilder |
| Altstadt 26 (Standort)                                                                            | Wohnhaus                                     | Zweigeschossiger massiver Walmdachbau in Ecklage, mit einfacher Putzgliederung, 18. Jahrhundert | D-5-71-189-22 | weitere Bilder |
| Altstadt 28 (Standort)                                                                            | Wohnhaus                                     | Zweigeschossiger Walmdachbau mit Fachwerk-Obergeschoss, 18. Jahrhundert | D-5-71-189-23 | weitere Bilder |
| Altstadt 30 (Standort)                                                                            | Bäuerliches Wohnhaus                         | Zweigeschossiger Walmdachbau, teilweise verputztes Fachwerk, 18. Jahrhundert | D-5-71-189-24 | weitere Bilder |
| Altstadt 32 (Standort)                                                                            | Wohngebäude                                  | Zweigeschossiger Walmdachbau, 18. Jahrhundert | D-5-71-189-25 | weitere Bilder |
| Altstadt 34 (Standort)                                                                            | Gasthof                                      | Zweigeschossiger Walmdachbau, teilweise verputztes Fachwerk, 18. Jahrhundert, bezeichnet „1715“ | D-5-71-189-27 | weitere Bilder |
| Altstadt 34 (Standort)                                                                            | Scheune                                      | Satteldachbau, Natursteinmauerwerk, wohl um 1900, im Kern vor 1826 | D-5-71-189-27 | BW |
| Bischof-Gundekar-Straße 1 (Standort)                                                              | Katholische Pfarrkirche St. Jakob der Ältere | Saalkirche mit eingezogenem Chor und Westturm mit Zeltdach, zweite Hälfte 15. Jahrhundert, Turmkranzgeschoss 1538–45, Neubau des Langhauses 1966/67, mit Ausstattung                                                | D-5-71-189-34 | weitere Bilder |
| Bischof-Gundekar-Straße 3 (Standort)                                                              | Katholische Pfarrhaus                        | Zweigeschossiger Satteldachbau mit aufwendiger Portaleinfassung, 17. Jahrhundert | D-5-71-189-37 | weitere Bilder |
| Bischof-Gundekar-Straße 4 (Standort)                                                              | Scheune                                      | Massives Gebäude mit Steildach und Korbbogeneinfahrt, 18. Jahrhundert | D-5-71-189-39 | weitere Bilder |
| Bischof-Gundekar-Straße 10 (Standort)                                                             | Wohnhaus                                     | Zweigeschossiger giebelständiger Satteldachbau, Obergeschoss und Giebel Fachwerk, im Kern 17. Jahrhundert | D-5-71-189-41 | weitere Bilder |
| Bischof-Gundekar-Straße 11 (Standort)                                                             | Ehemaliges Gasthaus                          | Dreigeschossiger giebelständiger Satteldachbau, Obergeschoss und Giebel Fachwerk, 17. Jahrhundert, mit Toreinfahrt                                                                                                  | D-5-71-189-42 | weitere Bilder |
| Bischof-Gundekar-Straße 11 (Standort)                                                             | Scheune                                      | Rückwärtig angebaut, zweigeschossiger Satteldachbau, spätes 18./frühes 19. Jahrhundert | D-5-71-189-42 | BW |
| Hammergasse (nahe der Stadtmauer) (Standort)                                                      | Marienkapelle                                | Kleiner massiver Satteldachbau, mit Putzgliederung, 18. Jahrhundert; mit Ausstattung | D-5-71-189-45 | Marienkapelle |
| Klosterstraße 2 (Standort)                                                                        | Wohngebäude                                  | Zweigeschossiges Walmdachhaus, im Kern Fachwerkbau des 18. Jahrhunderts, umgebaut nach 1826 | D-5-71-189-47 | weitere Bilder |
| Klosterstraße 5 (Standort)                                                                        | Beschnitztes Holzportal                      | 17. Jahrhundert | D-5-71-189-49 | BW |
| Klosterstraße 5 (Standort)                                                                        | Pietastatuette                               | 18. Jahrhundert, im Innern | D-5-71-189-49 | BW |
| Klosterstraße 8 (Standort)                                                                        | Ehemalige Zehntscheune                       | Eingeschossiges Gebäude mit Steildach, im Kern spätmittelalterlich | D-5-71-189-50 | BW |
| Klosterstraße 12 (Standort)                                                                       | Wohnhaus                                     | Eingeschossiger Giebelbau mit Satteldach und verputztem Fachwerkgiebel, zweite Hälfte 18. Jahrhundert, im Kern vor 1550, davor Brunnenschacht, wohl gleichzeitig                                                    | D-5-71-189-53 | weitere Bilder |
| Klosterstraße 12 (Standort)                                                                       | Sogenannter Mönchsgarten                     | Ummauerte Gartenanlage mit Portal des 18. Jahrhunderts | D-5-71-189-29 | Sogenannter Mönchsgarten |
| Klosterstraße 13 (Standort)                                                                       | Handwerkerhaus                               | Eingeschossiger Satteldachbau, mit Fachwerkgiebel, 18. Jahrhundert | D-5-71-189-54 | weitere Bilder |
| Oberndorfer Straße (bei Am Kalkofen) (Standort)                                                   | Marienkapelle                                | Kleiner massiver Satteldachbau, mit Putzgliederung, bezeichnet „1794“; mit Ausstattung | D-5-71-189-60 | [[Vorlage:Bilderwunsch/code!/C:49.1765,10.65415!/D:Oberndorfer Straße (bei Am Kalkofen), Marienkapelle!/\|BW]]                                               |
| Rupertsweiler (Standort)                                                                          | Kreuzkapelle                                 | Kleiner massiver Satteldachbau, mit Putzgliederung, 1794; mit Ausstattung | D-5-71-189-62 | BW |
| Rupertsweiler 10 (Standort)                                                                       | Ehemalige Gerbermühle                        | Zweigeschossiger Satteldachbau, im Kern wohl 17. Jahrhundert, vor der Südfront der Stadtbefestigung, Steinkonstruktion zum Wasser, Gerberboden mit Lauben des 18./19. Jahrhunderts; Gerbertisch und Handwerksgerät  | D-5-71-189-63 | weitere Bilder |
| Stadtmühle 1 (Standort)                                                                           | Ehemaliges Stallgebäude                      | Lang gestreckter, massiver Satteldachbau mit Stallgewölben, wohl zweites Viertel 19. Jahrhundert | D-5-71-189-64 | [[Vorlage:Bilderwunsch/code!/C:49.16819,10.64733!/D:Stadtmühle 1 , Ehemaliges Stallgebäude!/\|BW]]                                                           |
| Stadtmühle 1 (Standort)                                                                           | Inschriftstein                               | Bezeichnet „1695“ (an Mühlenneubau von 1932) | D-5-71-189-64 | BW |
| Stadtmühle 1 (Standort)                                                                           | Einfriedung                                  | Ornament-Eisenzaun mit Steinpfeilern, zweite Hälfte 19. Jahrhundert | D-5-71-189-64 | BW |
| Stadtmühle 1 (Standort)                                                                           | Wegkapelle                                   | Kleiner massiver Satteldachbau, mit Putzgliederung, bezeichnet „1739“; mit Ausstattung | D-5-71-189-66 | BW |
| Vorstadt 27 (Standort)                                                                            | Katholische Friedhofskirche St. Jobst        | Saalkirche mit eingezogenem gewölbtem Chor und Dachreiter mit Spitzhaube, zweite Hälfte 14. Jahrhundert, Langhauserhöhung 1690, Barockisierung 1732–37, mit Ausstattung                                             | D-5-71-189-67 | weitere Bilder |
| Vorstadt 27 (Standort)                                                                            | Friedhof                                     | Anlage wohl des 14. Jahrhunderts, mit Grabsteinen des 18.–20. Jahrhunderts, Grabdenkmal Bievre, Stufenpyramide mit bekrönender Marmorvase, Reliefdarstellungen, 1789, und Gusseisenkruzifix, spätes 19. Jahrhundert | D-5-71-189-67 | weitere Bilder |
| Vorstadt 27 (Standort)                                                                            | Ummauerung                                   | im Kern 14. Jahrhundert, Veränderungen 18./19. Jahrhundert | D-5-71-189-67 | BW |
| Binsa (an der Straße nach Triesdorf, 300 m nach dem Friedhof) (Standort)                          | Wegkapelle                                   | Kleine massive Ädikula mit neuromanischer Bildnische mit Lourdesmadonna, um 1900 | D-5-71-189-69 | [[Vorlage:Bilderwunsch/code!/C:49.18227,10.65932!/D:Binsa (an der Straße nach Triesdorf, 300 m nach dem Friedhof), Wegkapelle!/\|BW]]                        |
| Binsa (zwischen zwei Bäumen an der Straße nach Triesdorf, ca. 500 m nach dem Friedhof) (Standort) | Wegkreuz                                     | Gusseisenkruzifix, Sandsteinsockel mit Wappen, 19. Jahrhundert | D-5-71-189-70 | [[Vorlage:Bilderwunsch/code!/C:49.18421,10.66058!/D:Binsa (zwischen zwei Bäumen an der Straße nach Triesdorf, ca. 500 m nach dem Friedhof), Wegkreuz!/\|BW]] |
| Saubuck (nordwestlich der Stadt) (Standort)                                                       | Marienkapelle                                | Zweite Hälfte 18. Jahrhundert; mit Ausstattung, nicht nachqualifiziert, im Bayerischen Denkmal-Atlas nicht kartiert                                                                                                 | D-5-71-189-71 | Marienkapelle |
| Von Ornbau zur St 2411, vor dem Unteren Tor (Standort)                                            | Pfeilerbrücke                                | Fünfbogig, gewölbt, mit Wellenbrechern, erste Hälfte 18. Jahrhundert | D-5-71-189-68 | weitere Bilder |
| Von Ornbau zur St 2411, auf der Altmühlbrücke (Standort)                                          | Steinfigur des heiligen Nepomuk              | 1736 | D-5-71-189-68 | weitere Bilder |

### Gern
| Lage               | Objekt              | Beschreibung                                                                            | Akten-Nr.     | Bild |
| ------------------ | ------------------- | --------------------------------------------------------------------------------------- | ------------- | ---- |
| In Gern (Standort) | Katholische Kapelle | Kleiner neugotischer Satteldachbau, Sandsteinquader, bezeichnet „1881“, mit Ausstattung | D-5-71-189-72 | BW   |

### Obermühl
| Lage                                       | Objekt     | Beschreibung                                                                             | Akten-Nr.     | Bild |
| ------------------------------------------ | ---------- | ---------------------------------------------------------------------------------------- | ------------- | ---- |
| in Obermühl (Standort)                     | Kapelle    | Kleiner massiver Satteldachbau mit Putzgliederung, um 1900, mit Ausstattung              | D-5-71-189-73 | BW   |
| westlich des Ortes, südlich der Wieseth () | Grenzstein | 17./18. Jahrhundert; nicht nachqualifiziert, im Bayerischen Denkmal-Atlas nicht kartiert | D-5-71-189-74 |      |

### Taugenroth
| Lage                     | Objekt                                     | Beschreibung                                                                            | Akten-Nr.     | Bild |
| ------------------------ | ------------------------------------------ | --------------------------------------------------------------------------------------- | ------------- | ---- |
| In Taugenroth (Standort) | Katholische Kapelle Heilige Dreifaltigkeit | Kleiner massiver Bau mit Steildach, mit einfacher Putzgliederung, 1935; mit Ausstattung | D-5-71-189-75 | BW   |

## Ehemalige Baudenkmäler
In diesem Abschnitt sind Objekte aufgeführt, die früher einmal in der Denkmalliste eingetragen waren, jetzt aber nicht mehr. Objekte, die in anderem Zusammenhang also z. B. als Teil eines Baudenkmals weiter eingetragen sind, sollen hier nicht aufgeführt werden. Aktennummern in diesem Abschnitt sind ehemalige, jetzt nicht mehr gültige Aktennummern.

| Lage                                        | Objekt                   | Beschreibung | Akten-Nr.     | Bild           |
| ------------------------------------------- | ------------------------ | --- | ------------- | -------------- |
| Ornbau Altstadt 11 (Standort)               | Wohnstallhaus            | Massiv, giebelseitig, 18./19. Jahrhundert                                                                                     | D-5-71-189-10 | weitere Bilder |
| Ornbau Altstadt 13 (Standort)               | Ehemaliges Wohnstallhaus | Zweigeschossiger giebelständiger Satteldachbau, Obergeschoss und Giebel Fachwerk, mit geschnitztem Türrahmen, 17. Jahrhundert | D-5-71-189-11 | weitere Bilder |
| Ornbau Bischof-Gundekar-Straße 2 (Standort) | Nebengebäude             | Eingeschossiger Satteldachbau mit Portaleinfassung, 17. Jahrhundert                                                           | D-5-71-189-36 | BW             |
| Ornbau Klosterstraße 15 ()                  | Wohnstallhaus            | Halbwalm, 17./18. Jahrhundert                                                                                                 | D-5-71-189-55 |                |
| Ornbau Klosterstraße 17 ()                  | Türsturz                 | bezeichnet mit „1841“ | D-5-71-189-56 |                |

## Abgegangene Baudenkmäler
In diesem Abschnitt sind Objekte aufgeführt, die früher einmal in der Denkmalliste eingetragen waren, jetzt aber nicht mehr existieren, z. B. weil sie abgebrochen wurden. Aktennummern in diesem Abschnitt sind ehemalige, jetzt nicht mehr gültige Aktennummern.

| Lage                                   | Objekt         | Beschreibung                                                                                     | Akten-Nr.     | Bild           |
| -------------------------------------- | -------------- | ------------------------------------------------------------------------------------------------ | ------------- | -------------- |
| Ornbau Altstadt (bei Nr. 5) (Standort) | Kriegerdenkmal | mit plastischer Gruppe, bez. 1924; 2016 transloziert ins Fränkische Freilandmuseum Bad Windsheim | D-5-71-189-76 | Kriegerdenkmal |